# 玉佛寺 (曼谷)
玉佛寺（泰語： 發音：[wát.pʰráʔ.kɛ̂ːw] ⓘ，皇家轉寫：Wat Phra Kaeo）:112，正式名称是拍西拉达那沙沙达兰寺（ Wat Phra Si Rattana Satsadaram），是泰国扎克里王朝的御寺，泰国佛教圣地，位于曼谷大皇宫内。寺内供奉泰国国宝玉佛，玉佛寺亦因而得名。
玉佛寺始建于1783年，由扎克里王朝的开国之君拉玛一世下令修建，此后历代国王又不断修葺增建，以积攒福德、增进威望。作为大皇宫的御寺，玉佛寺是泰国唯一最高等级的特等王家寺院（พระอารามหลวงชั้นพิเศษ），在泰国宗教和政治上都享有独一无二的地位，是诸多王家仪式、国家典礼的举办地。同时，泰国历代王室亦将大量珍宝捐赠于此，并增修各式各样的亭塔楼阁，令玉佛寺积累了泰国历代王室的财富，各种风格形制的泰国传统宗教建筑汇集于此，是泰国宗教艺术成就的集大成之地。

## 历史

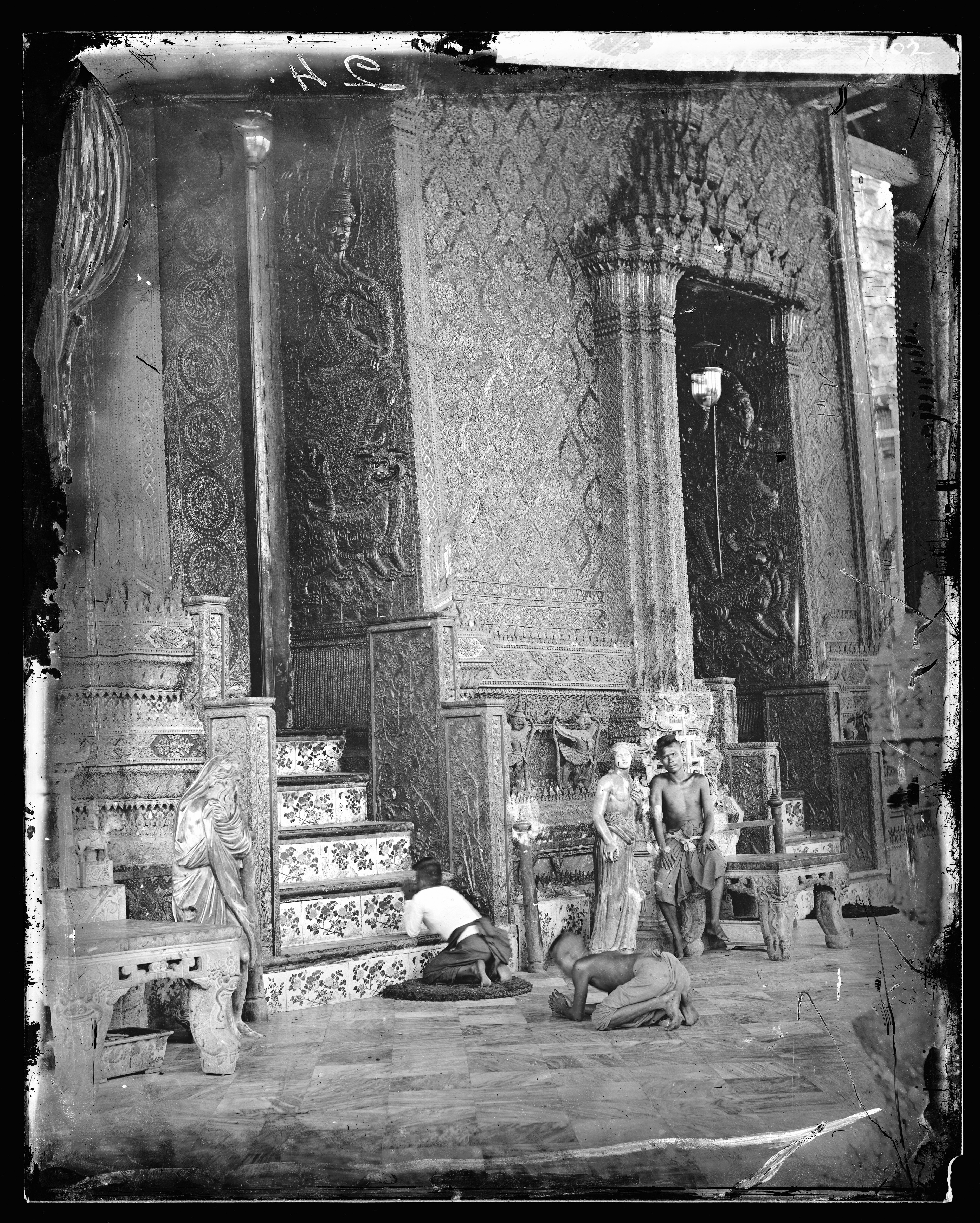
玉佛寺戒堂外膜拜的暹罗民众，由约翰·汤姆森摄于1866年

1782年4月6日，暹罗国王拉玛一世定都曼谷。新都位于昭披耶河东岸，和前朝鄭昭王的都城吞武里隔河对望，考虑到原吞武里王宫规模较小，且被黎明寺和莫利洛甲亚兰寺夹在中间，难以扩建，新王朝亦应有别于旧的吞武里王朝，拉玛一世于是筹划在曼谷修建新王宫。
拉玛一世建成大王宫，并在周围修城筑池作为王城，称拉达那哥欣岛。根据暹罗传统，王宫内部应固定划出寺院区域，专供王室礼佛。寺院四周修围墙，从而和王宫其他的生活办公区域隔开。御寺虽然具备一座常规的洼寺所需的各种建筑和设施，但由于并不在僧人修行制度之内，故没有任何僧人入驻，只在重要仪式期间邀请其他寺院的僧人入内。这一传统在暹罗各个王朝都有传承，依次是：素可泰王国时期，素可泰王宫建玛哈泰寺；阿瑜陀耶王国时期，阿瑜陀耶王宫建帕喜善佩寺；吞武里王国时期，吞武里王宫建黎明寺。其中，玉佛寺的规划参考了阿瑜陀耶时代的帕喜善佩寺的设计和布局。

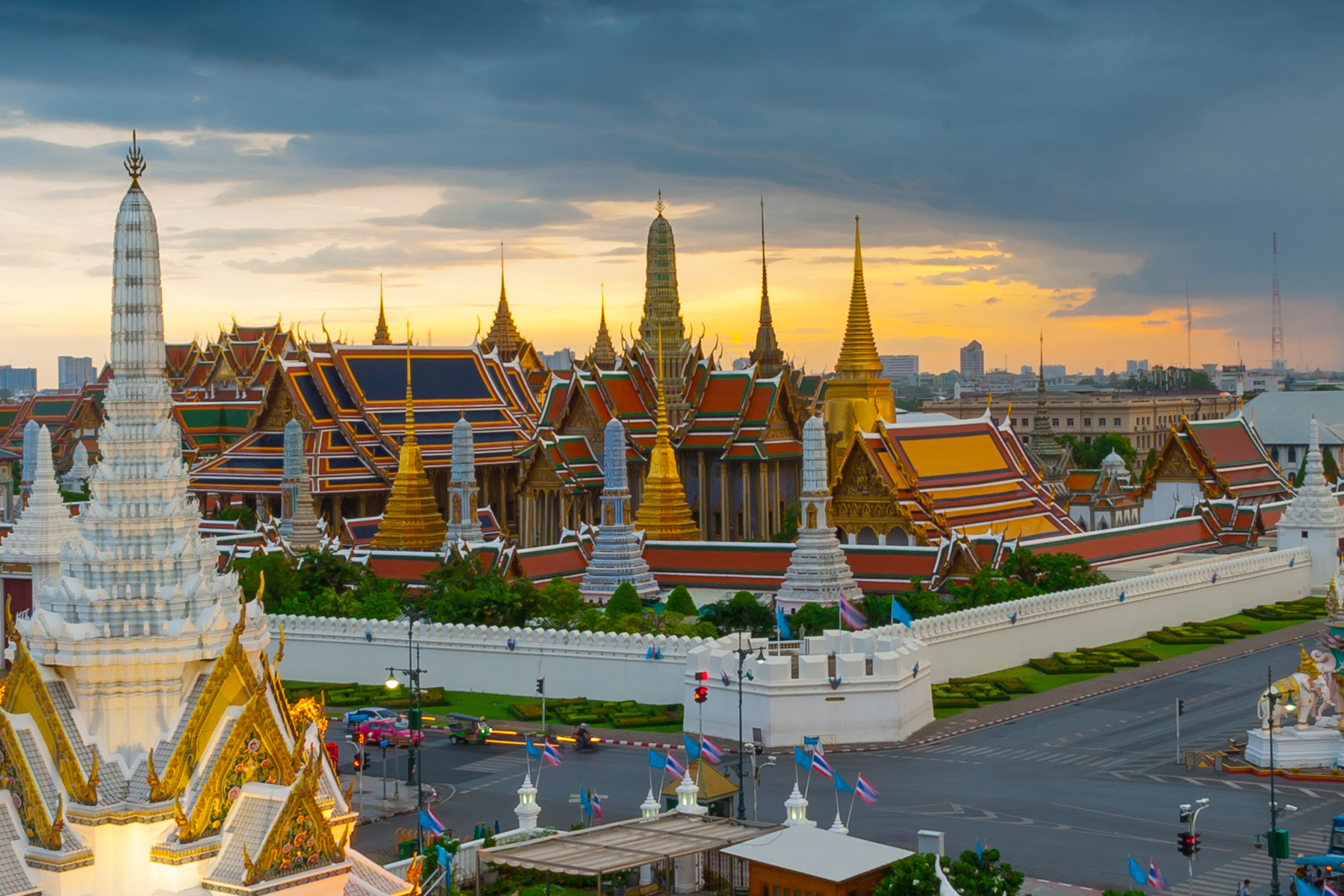
从大王宫外眺望玉佛寺建筑群

玉佛寺于1783年开工，正式名称是“拍西拉达那沙沙达兰寺”，意为“美丽圣宝本师教化寺”。玉佛寺的位置定于王宫外廷东北角，其正殿是整个大王宫区域最早建成的砖石建筑，而在财力物力均不充足的拉玛一世时期，当时王宫内其他宫殿皆仍为木制。1785年2月或3月，暹罗王室举办盛典，将帕佛陀大摩尼寶玉佛从吞武里黎明寺渡河护送至玉佛寺。1786年，拉玛一世为新都曼谷授予正式名称，名称中便提及“玉佛居处”。
从拉玛三世和拉玛四世时期起，玉佛寺历经历代国王修葺扩建。1831年，为预备1832年曼谷建城50周年纪念，拉玛三世下令重修玉佛寺。拉玛四世时期动工修缮，并在1882年拉玛五世时期，曼谷建城百年纪念时完工。之后在1932年和1982年，曼谷建城150周年纪念和200周年纪念，分别由拉玛七世和拉玛九世下令再加修缮。
作为御寺，玉佛寺是王家举办佛教仪式的地方，包括加冕、受戒和僧王就任等。重大节庆期间，包括佛教的卫塞节、轉法輪日、万佛节，及扎克里王朝纪念日、春耕节、国王生辰、宋干节等其他节日，国王会亲自到玉佛寺参与庆典，或派亲信参加。此外，每年会举行三次玉佛更衣仪式。除非举行重大仪式，玉佛寺连同大王宫的部分区域平日都对公众开放，是泰国负盛名的旅游目的地。
| 玉佛寺地图 | 玉佛寺地图 | 玉佛寺地图 |
| --- | --- | --- |
| | 1. 戒堂（供奉玉佛） 2. 拍拉差功玛努颂阁 3. 拍菩提他披曼亭 4. 拍拉差蓬沙努颂阁 5. 凉亭 6. 观音像 7. 神医耆婆像 8. 派提平台 9. 拍贴比东神殿 10. 拍蒙多殿 11. 拍西拉达那塔 12. 拍素帕那则迪塔 13. 一世、二世、三世王徽 14. 四世王徽 15. 五世王徽 16. 六世、七世、八世、九世王徽 17. 拍则迪颂肯塔 18. 吴哥窟模型 19. 喜马潘神兽像 20. 平台南门 21. 平台西门 22. 拍沙韦古达坎威汉裕殿 23. 拍坎探拉阁 24. 拍蒙多裕邦塔 | 1. 钟楼 2. 拍那阁 3. 拍蒙天探阁 4. 拍阿沙达玛哈则迪塔 5. 拉玛坚壁画 6. 一号门，前御行门 7. 二号门，牛前门 8. 三号门，西拉达那沙沙达兰门 9. 四号门，神医门 10. 五号门，后御行门 11. 六号门，沙南猜门 12. 七号门，威汉裕门 |
| 1. 素里亚朴 2. 因陀羅耆特 3. 芒功甘 4. 增长天 5. 托沙基里通 6. 托沙基里万 7. 差甲瓦 8. 阿沙甘玛叻孙 9. 十面 10. 沙哈沙德差 11. 迈亚拉 12. 威伦参邦 | 1. 戒堂（供奉玉佛） 2. 拍拉差功玛努颂阁 3. 拍菩提他披曼亭 4. 拍拉差蓬沙努颂阁 5. 凉亭 6. 观音像 7. 神医耆婆像 8. 派提平台 9. 拍贴比东神殿 10. 拍蒙多殿 11. 拍西拉达那塔 12. 拍素帕那则迪塔 13. 一世、二世、三世王徽 14. 四世王徽 15. 五世王徽 16. 六世、七世、八世、九世王徽 17. 拍则迪颂肯塔 18. 吴哥窟模型 19. 喜马潘神兽像 20. 平台南门 21. 平台西门 22. 拍沙韦古达坎威汉裕殿 23. 拍坎探拉阁 24. 拍蒙多裕邦塔 | |

## 戒堂

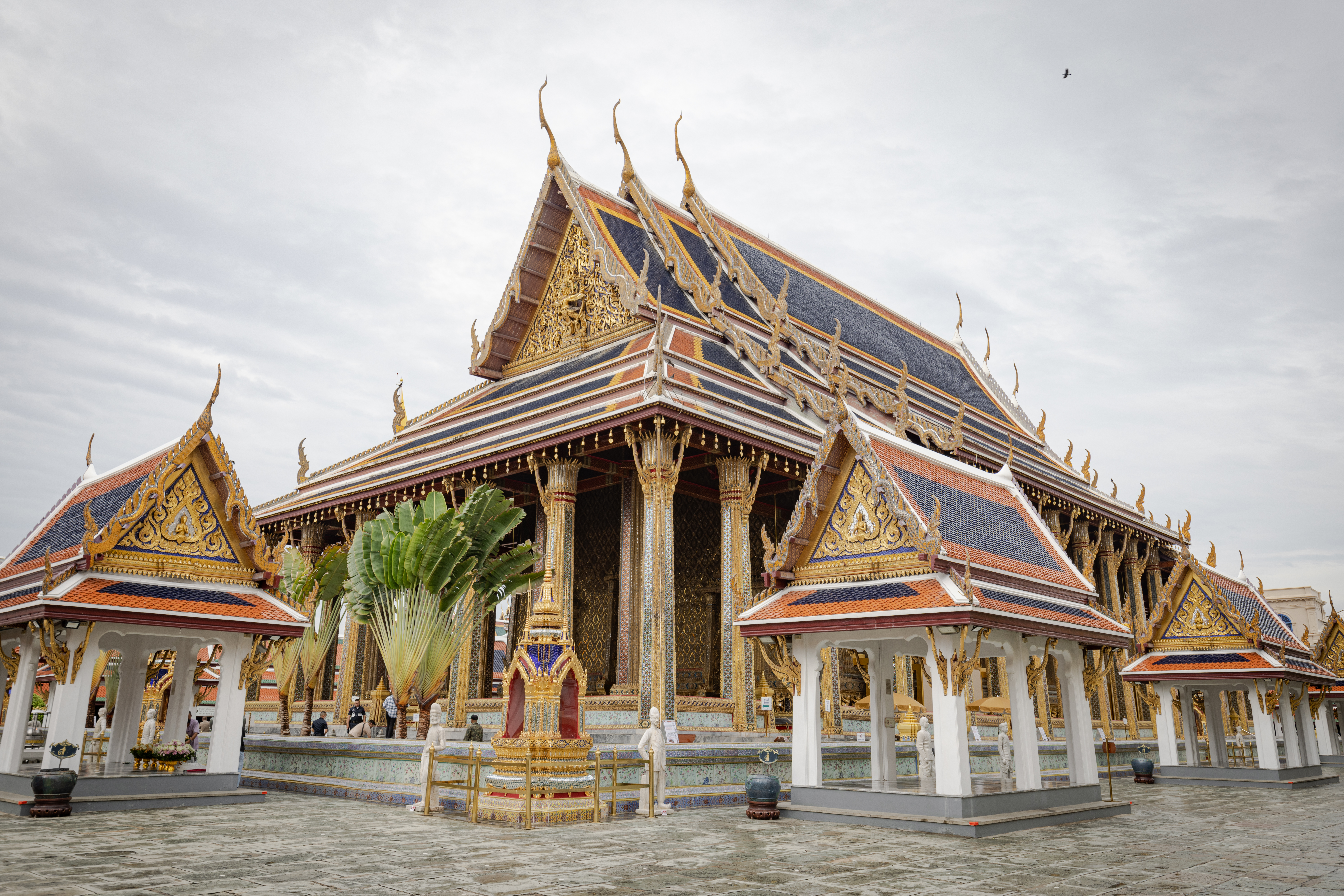
玉佛寺戒堂由矮墙包围，四周有建有八座镇邪石亭和十二座小亭

玉佛寺的正殿称为圣戒堂（พระอุโบสถ），占地面积接近整个寺庙区域靠南的一半。四周修矮墙，墙周边建八座镇邪石亭，尖塔样式，安置八块外覆金箔的镇邪石。在泰国佛寺建筑传统中，戒堂四周的边界由镇邪石划出，代表此处是僧侣集结行业之划界。
戒堂于拉玛一世时期的1783年动工，用于供奉玉佛，是寺院内较早建成的建筑。玉佛是由暹罗军队自老挝万象俘获，先移入昭披耶河西岸的黎明寺供奉，又在1785年经盛大仪式移祀至玉佛寺戒堂。1831年，拉瑪三世主持工程，对戒堂外立面实施大修。

### 外部

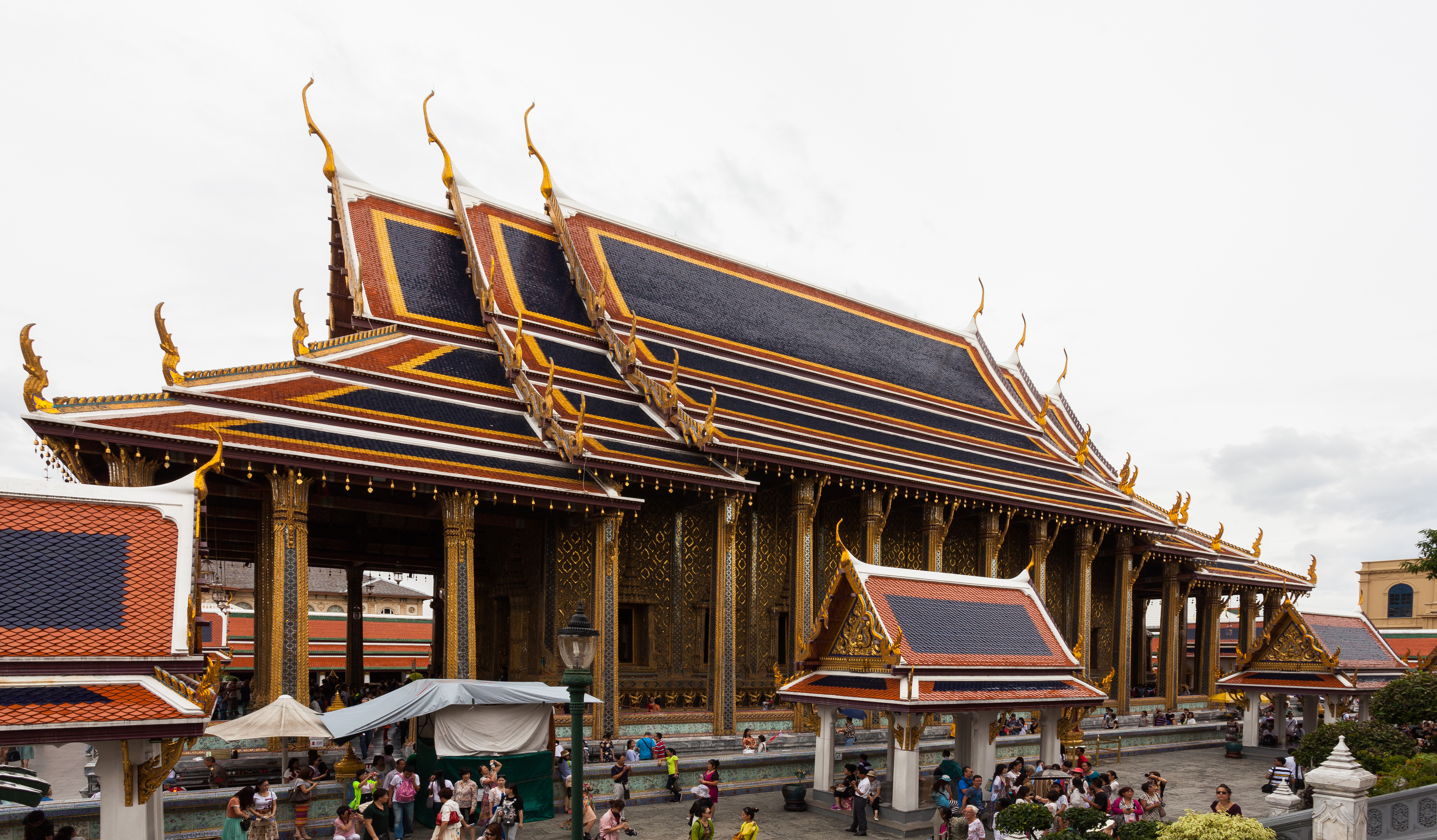
戒堂侧立面全景

戒堂占地平面为长方形，单层大殿，正门朝东，四周修柱廊，支撑四层大屋檐。东西两端修门廊，向外延伸，并由额外的立柱支撑，共四十八根方柱，呈十二缺角形，边缘贴金，柱身镶嵌彩色琉璃，莲花柱头。柱顶修斜撑支架，装饰成海蛇那伽的身形，蛇头朝下，喻指为佛陀遮风挡雨的目支邻陀。屋檐覆蓝色、黄色和橙色琉璃瓦。屋顶两侧的山花上有华丽繁复的雕塑，描绘婆罗门教天神那罗延（或毗湿奴）骑乘金翅大鹏迦楼罗，后者双爪牵那伽蛇尾的形象。泰国文化传统将婆罗门教天神作为王权的象征，迦楼罗是天神的座驾，威力无穷、忠诚护主，亦出现在泰国国徽上。屋檐上挂着数百个贴金的小风铃，其上悬挂菩提叶形帆片。
戒堂的外立面通体覆盖金箔和彩色琉璃，下修多层台基，需走阶梯入内。台基最底层覆蓝地花纹彩瓷，向上一层为莲花纹彩色琉璃，顶层为112尊迦楼罗执那伽蛇尾像，贴金并镶嵌琉璃，包围戒堂四周。戒堂东西两侧各开三扇门，外设矮台阶，门板有珍珠母贝螺钿神兽和草木图案，门楣装饰尖顶王冠。中央的门略大，仅供国王出入。戒堂的墙壁很厚，靠内的门框上装饰有持剑或矛的守门天。
戒堂外矗立着十二只铜狮，把守入口的通路，其形象仿照拉玛一世时期截获的高棉狮像。

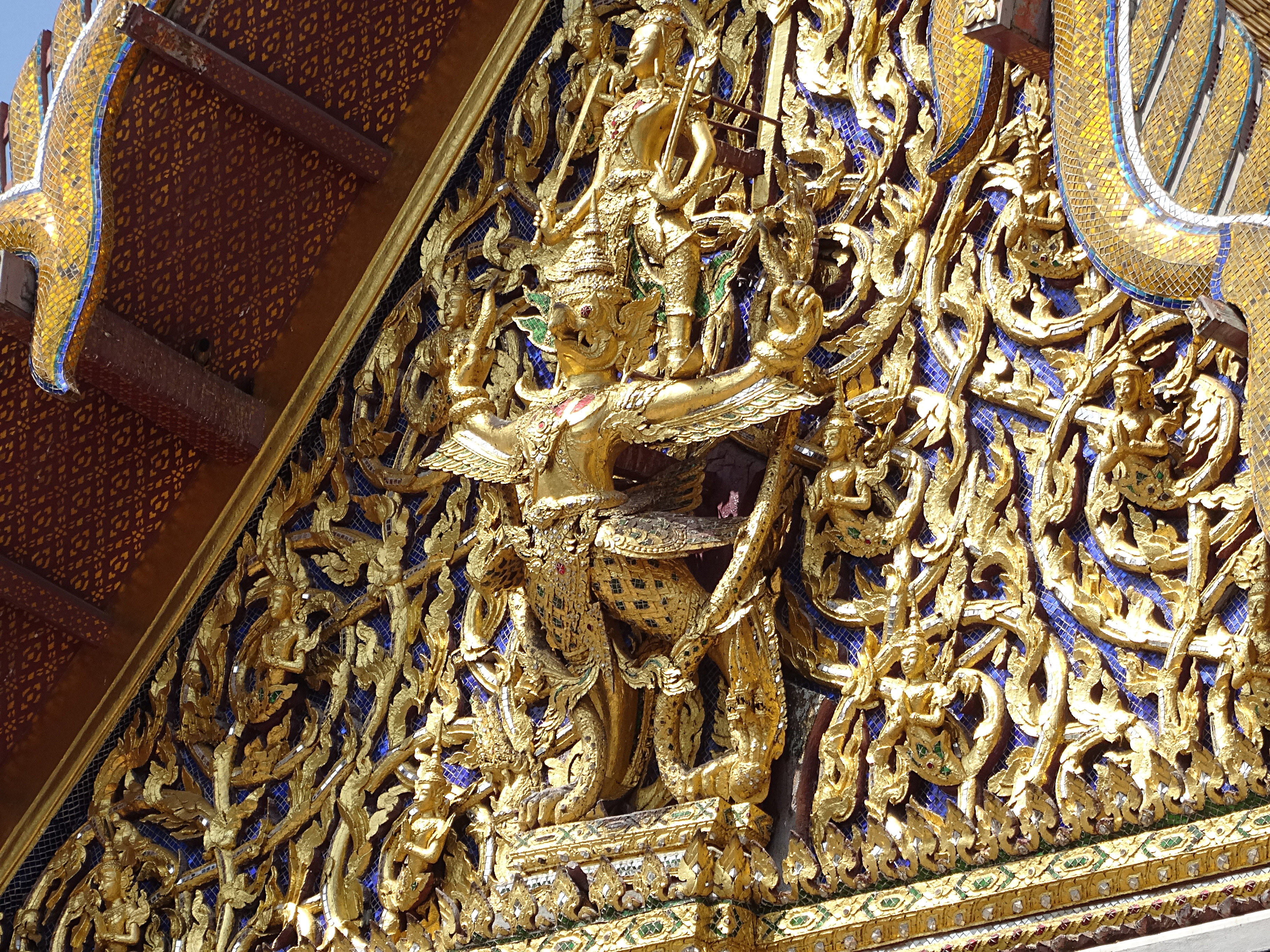
戒堂的山花，装饰有天神那罗延骑乘金翅大鹏迦楼罗的雕塑
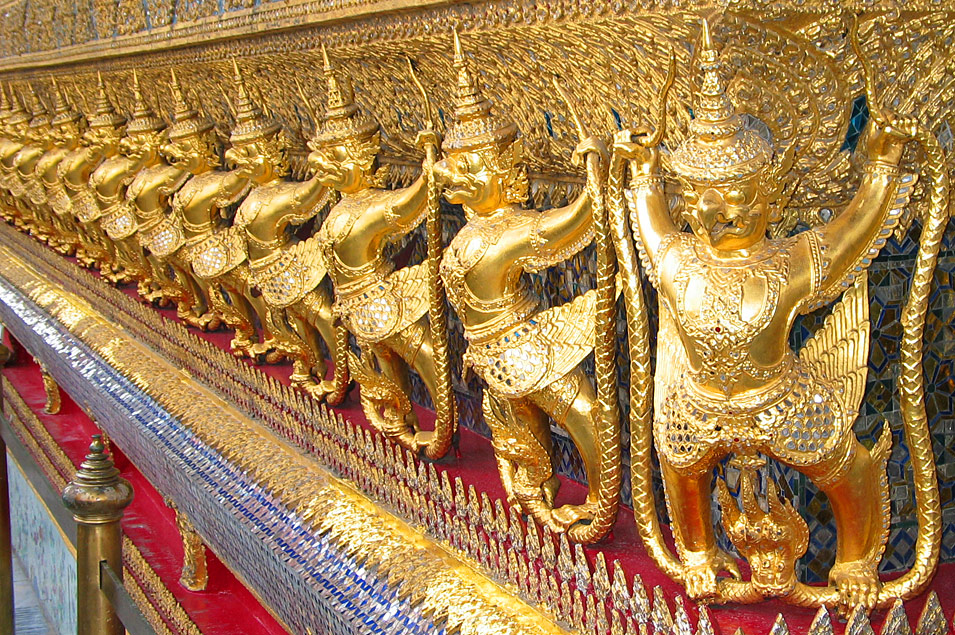
戒堂台基处装饰有112尊贴金迦楼罗像
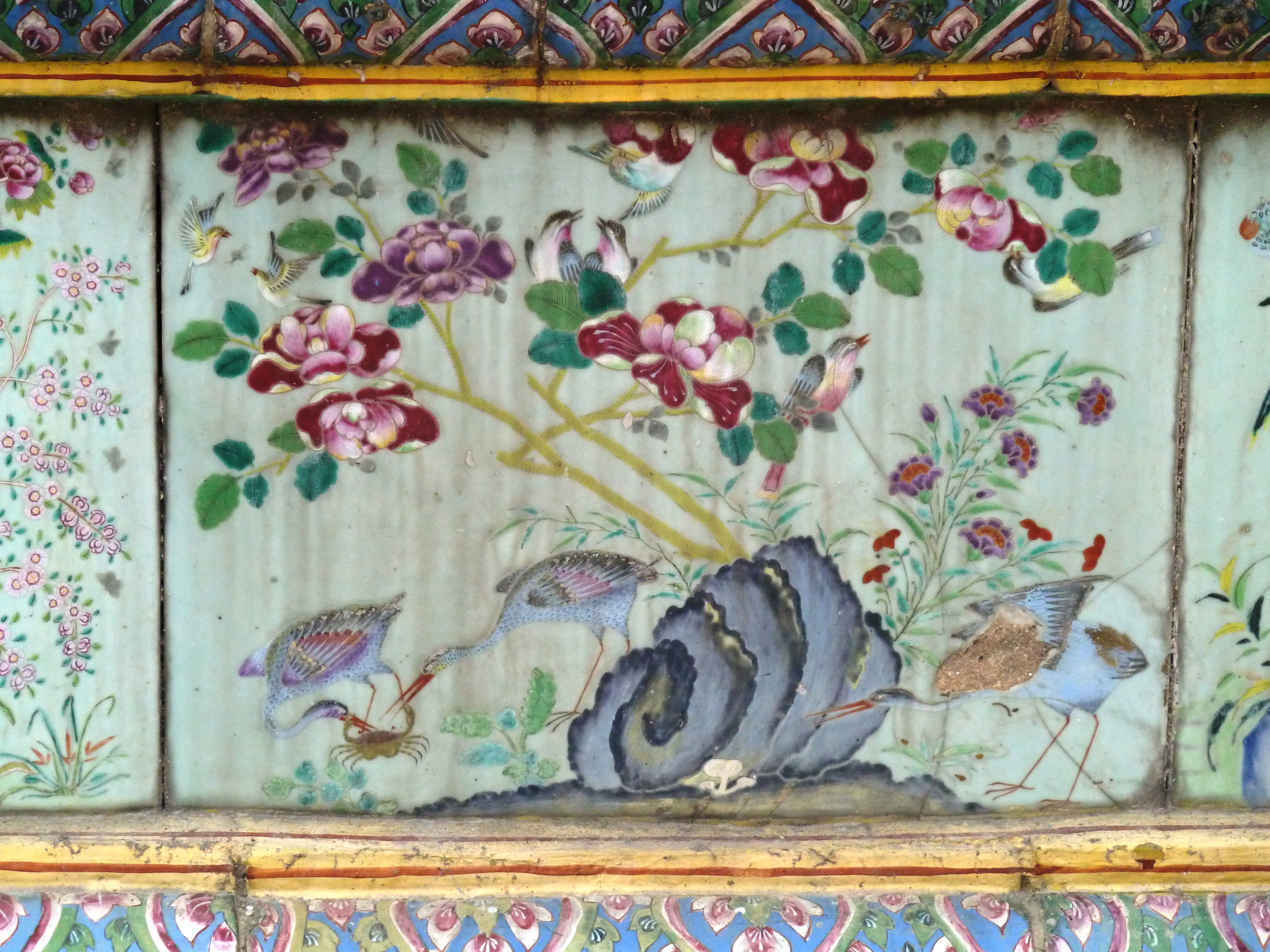
戒堂台基覆青底花鸟瓷砖
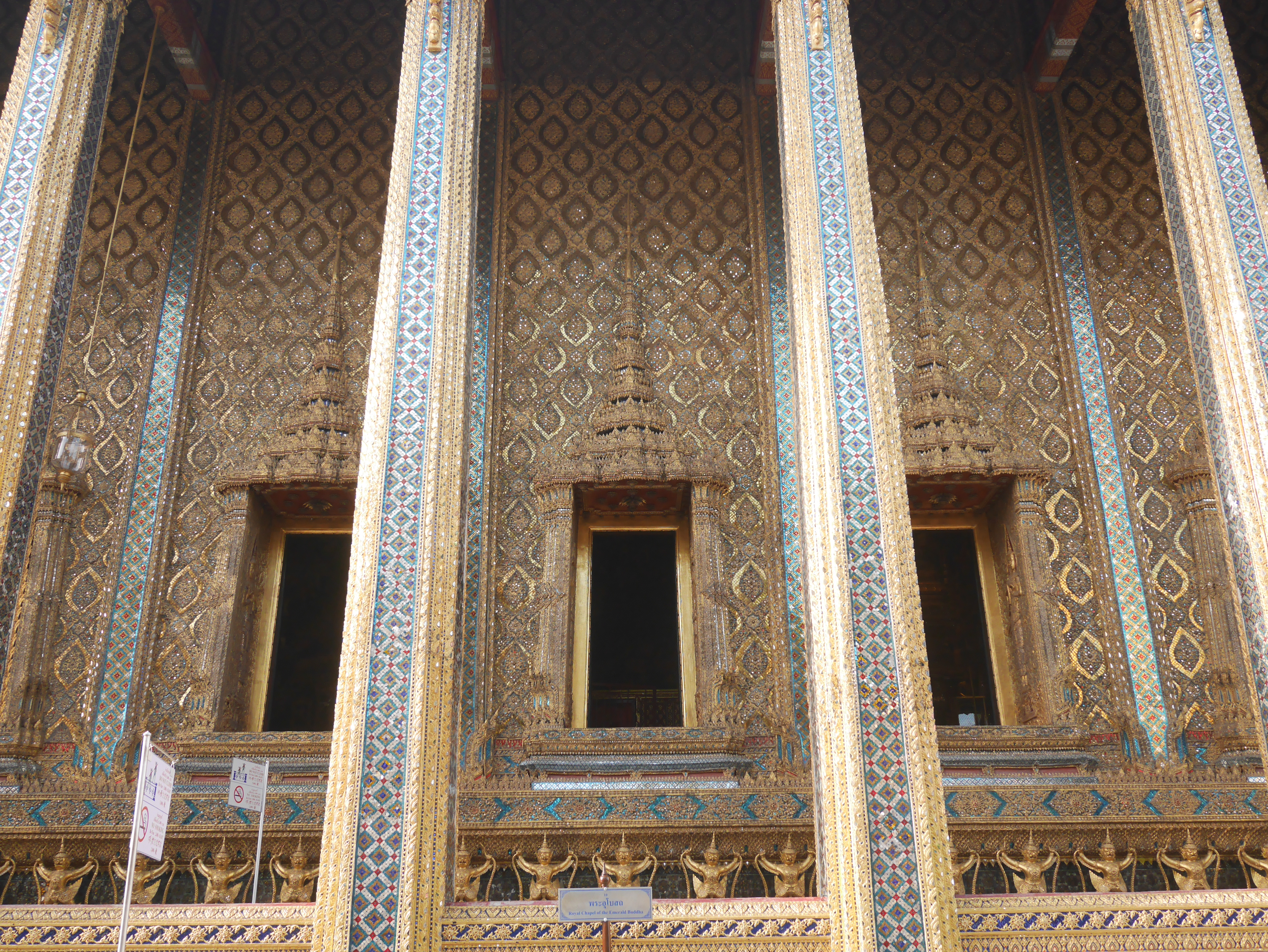
戒堂东西两侧各开三扇门
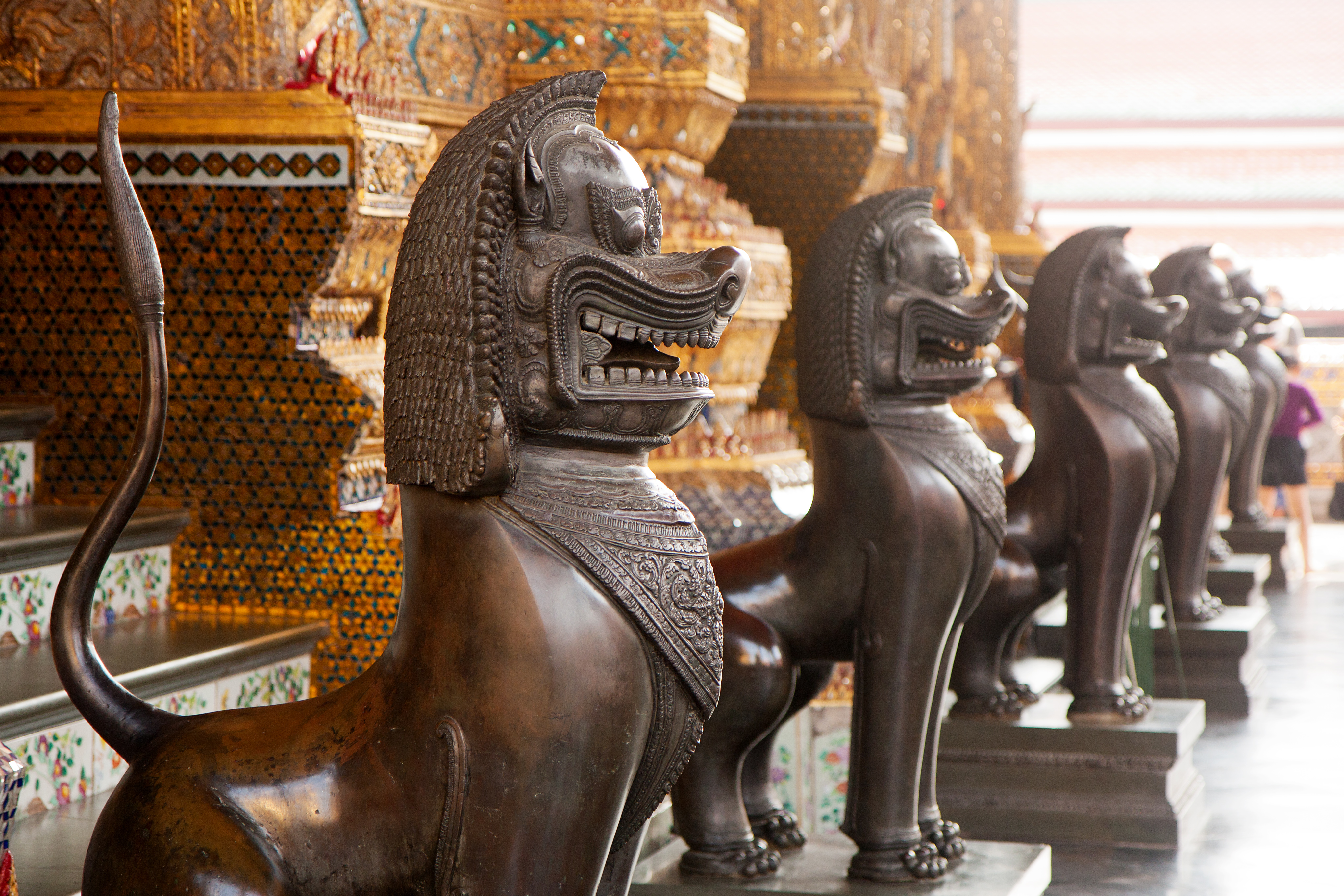
高棉式铜狮
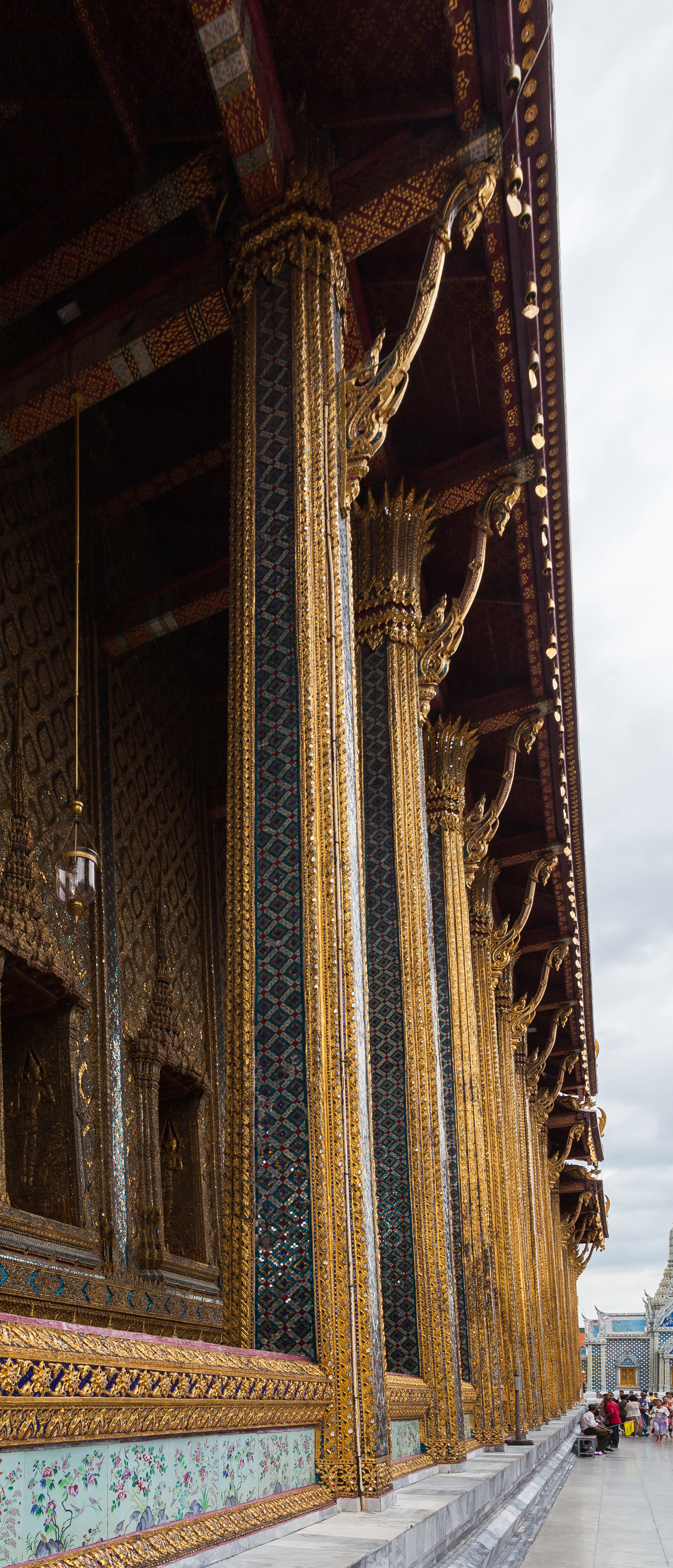
柱廊
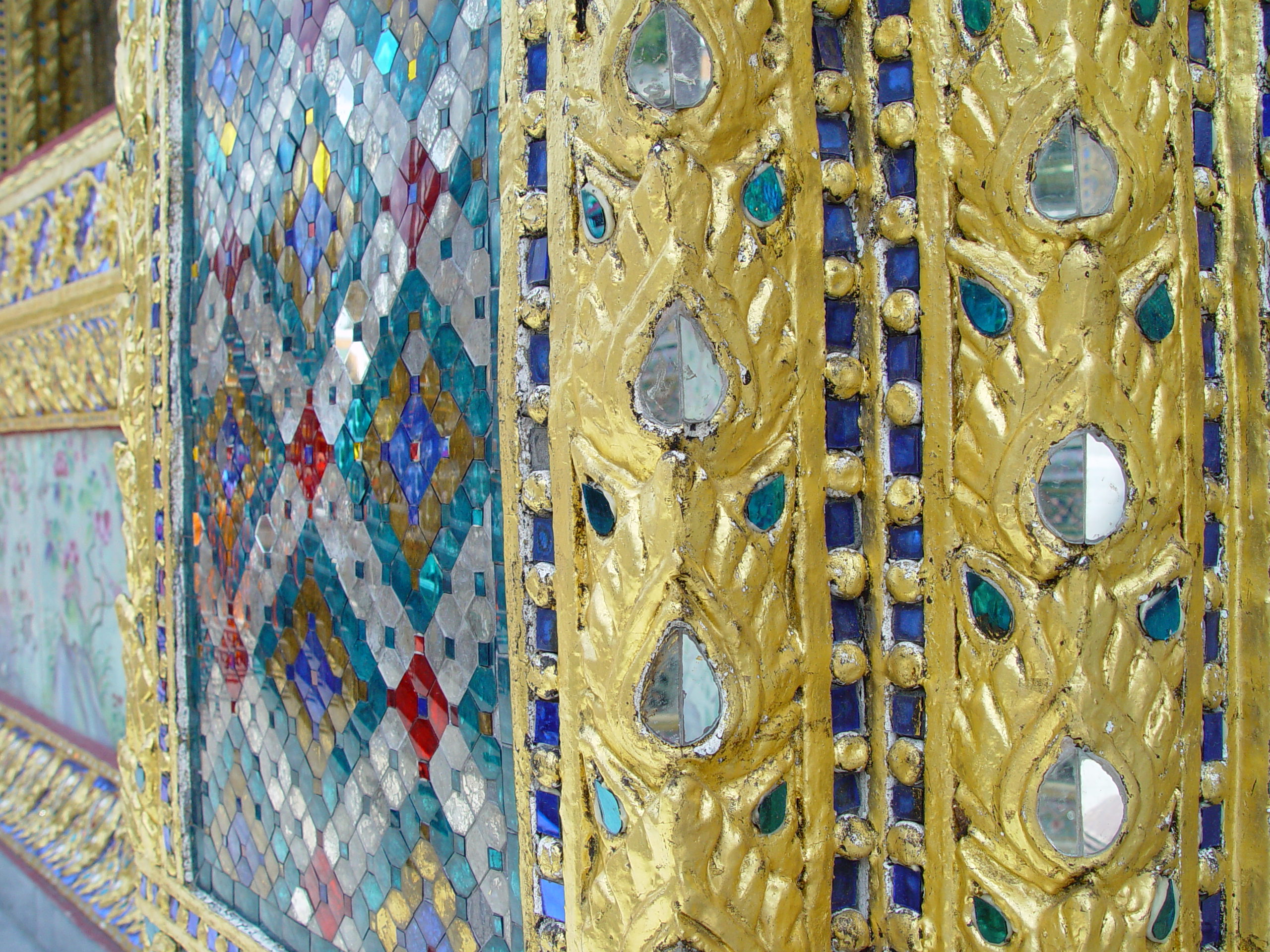
金箔和彩色琉璃装饰
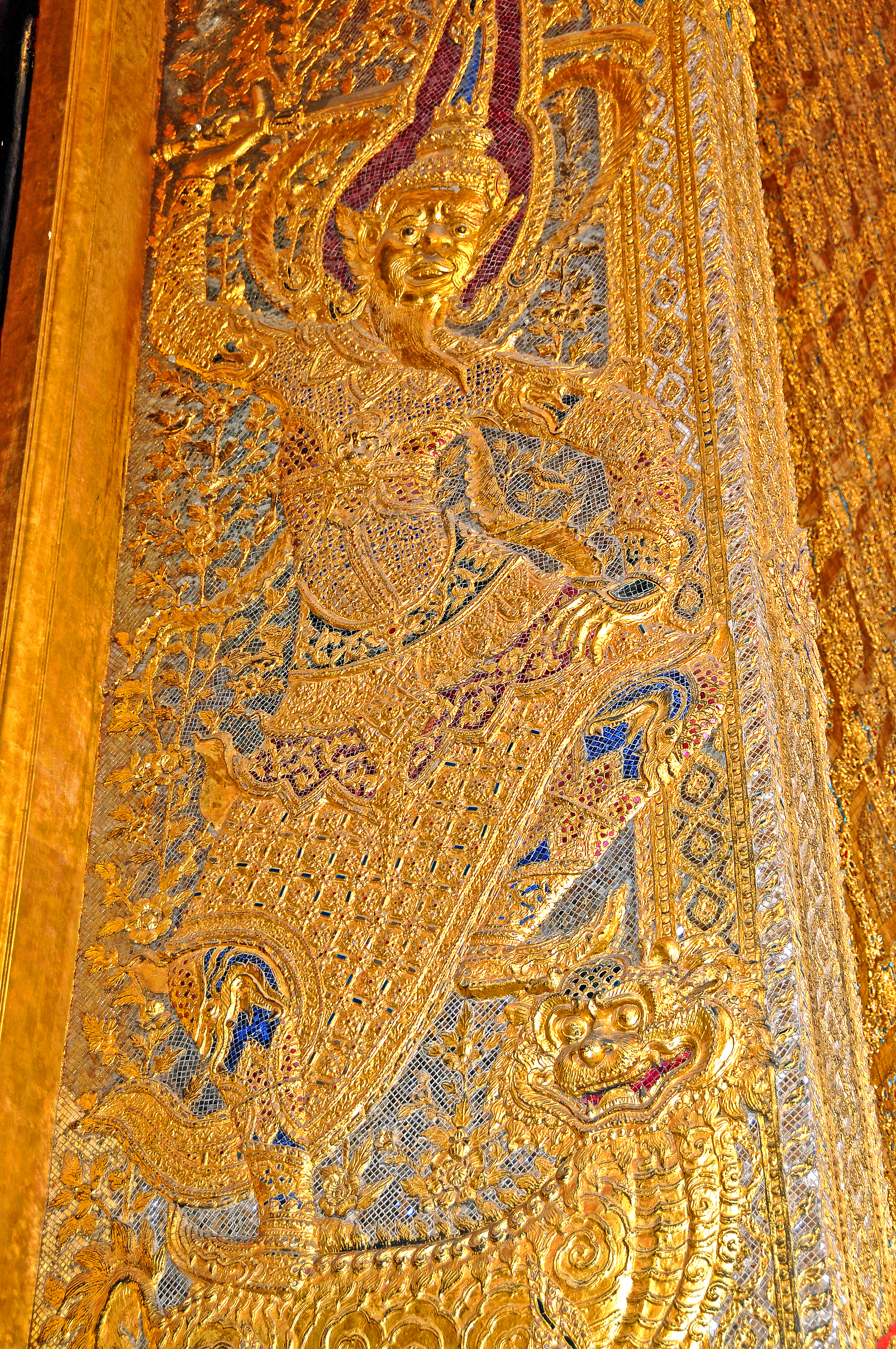
靠内的门框上装饰有持剑或矛的守门天
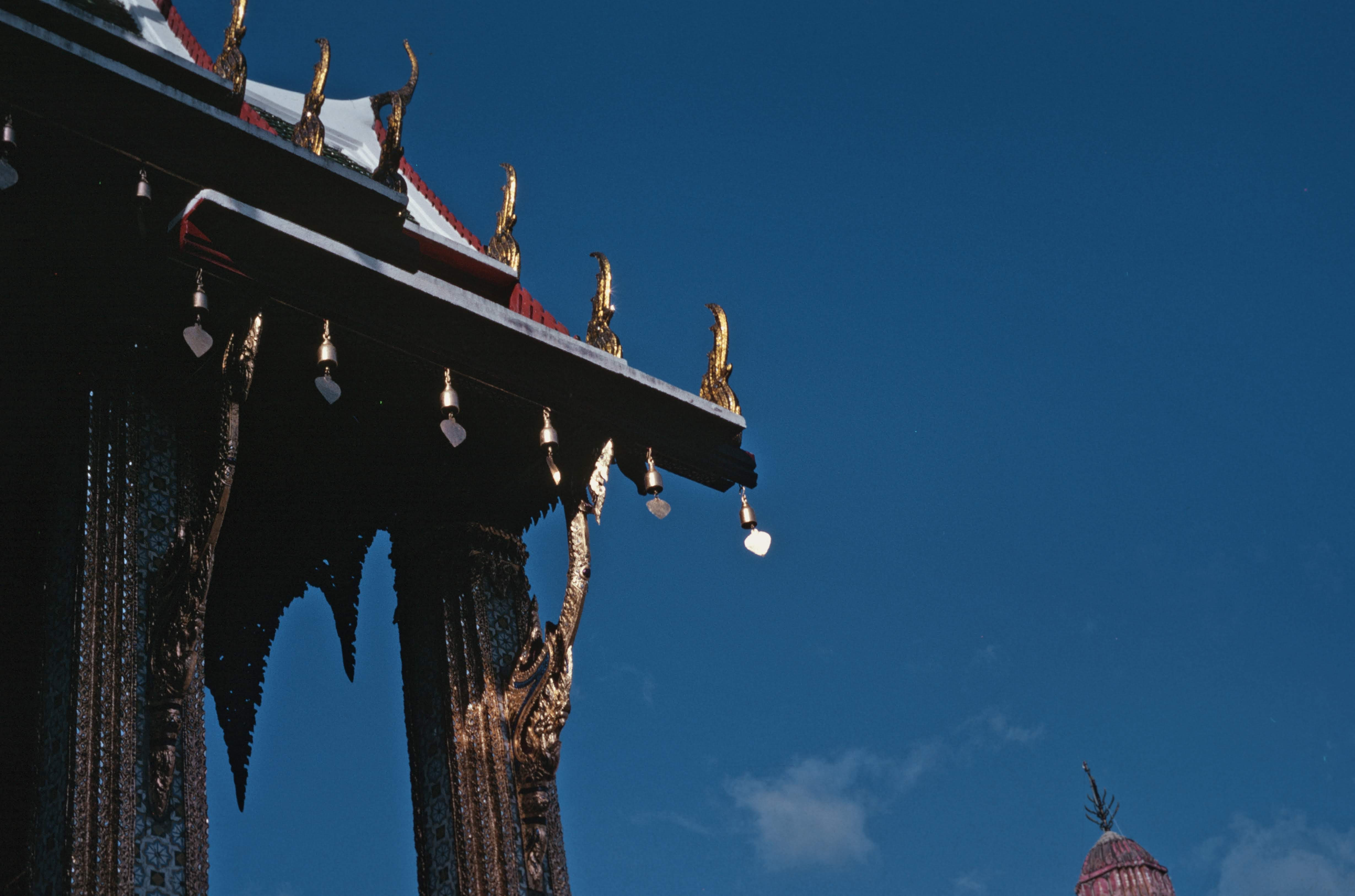
屋檐上挂着数百个贴金的小风铃，其上悬挂菩提叶形帆片
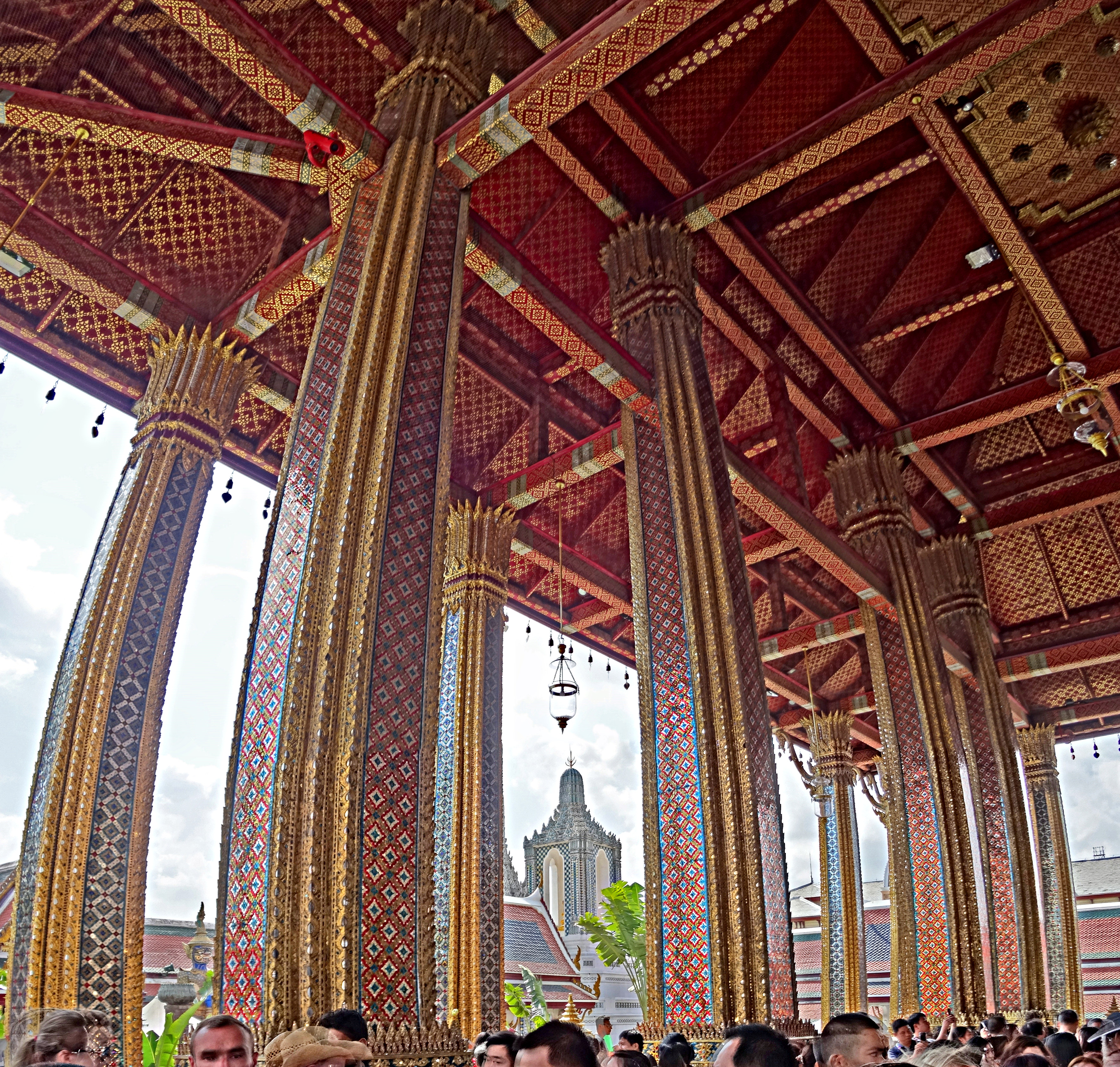
天花板为木制，漆成红色，有琉璃镶嵌的星形装饰和金水漏印花纹

### 内部
玉佛寺内墙全部绘有壁画，以释迦牟尼的生平经历为主题。东面墙壁主要描绘了佛陀降魔的场景。天魔为阻止佛陀证悟，派魔军前来阻挠，佛陀持触地印，由土地女神帕媚托拉尼护佑。帕媚托拉尼的形象位于中央大门的正上方，她拧干打湿的头发，召来洪水淹没了魔军。玉佛身后的西面墙壁上描绘有大千世界的场面。北面和南面的壁画按照章节逐行展开，窗户上方是佛陀生平故事；窗户之间是本生经故事，即佛陀前世的故事；北侧窗户下方描绘暹罗王室陆路游行的场面，南侧则是水路游行场面。天花板为木制，漆成红色，有琉璃镶嵌星形装饰和金水漏印花纹。玉佛坐落在戒堂西端的多层平台上，并有众多佛像围绕。

### 玉佛

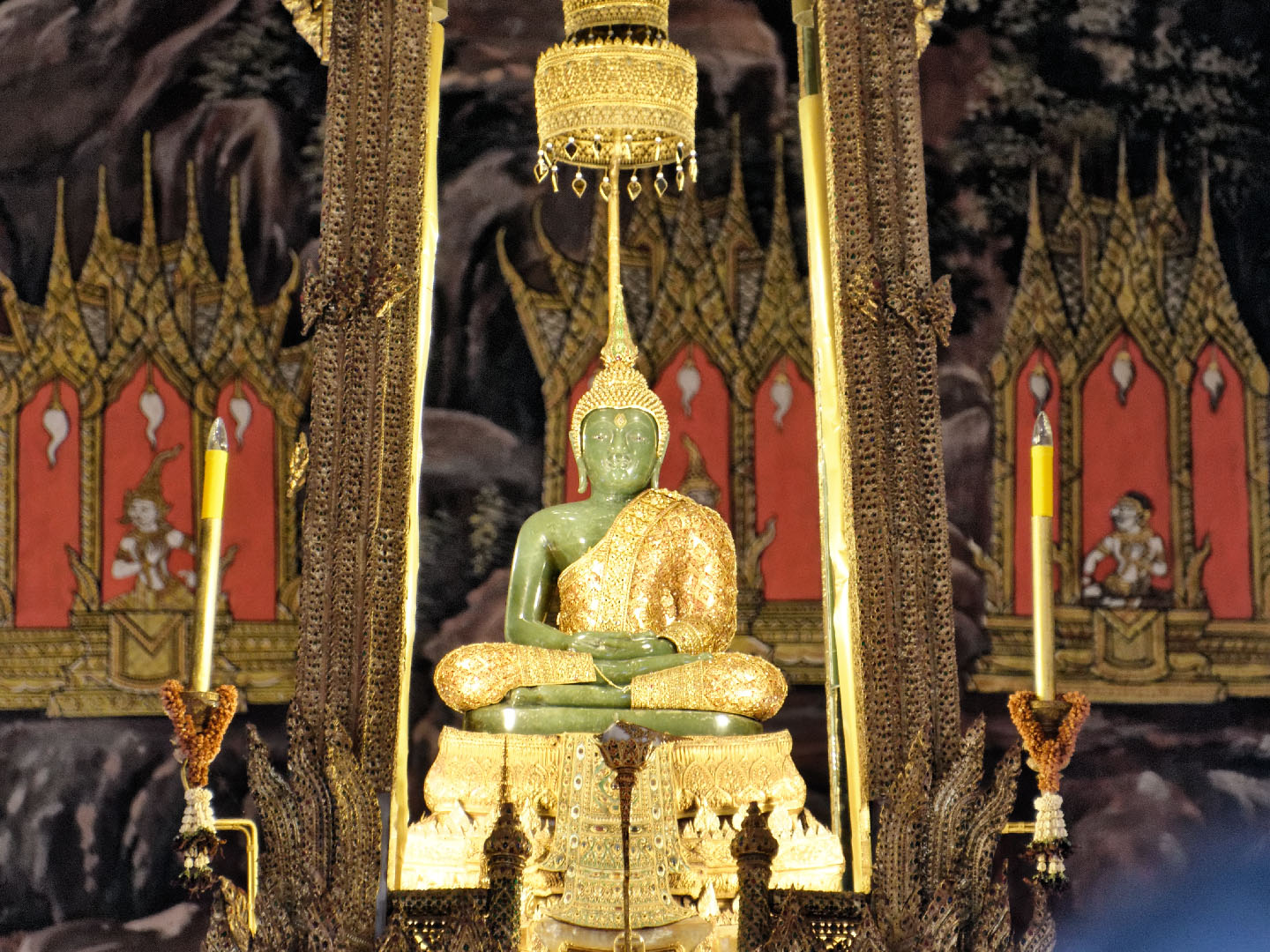
玉佛是泰国最为神圣的佛像

玉佛（พระแก้วมรกต）的正式名称是“帕佛陀大摩尼寶玉佛”（พระพุทธมหามณีรัตนปฏิมากร），是玉佛寺的主佛像、镇寺之宝，玉佛寺因此而得名。玉佛高66厘米，持禅定印，结跏趺坐，碧玉石雕成，身着金衣。佛像坐落在一布沙博式贴金木制宝座上，为金尖顶亭，下有多层金字塔式基座，为拉玛一世时期雕成。拉玛三世时期，将拉玛二世的遗骸埋置在宝座下，基座也随之加高。
玉佛有众多其他佛像及各式珍宝围绕，为历代王室捐赠于此。例如，其中有1908年捐赠的欧洲大理石花瓶和大理石宝座。

### 其他佛像
在玉佛周围，又放置有各式大小佛像，由历代国王主持铸造并捐赠。
面对玉佛向内看，帕佛陀约华朱拉洛（พระพุทธยอดฟ้าจุฬาโลก）位于玉佛右前方，高3米，铜铸贴金，直立姿态，双手持施無畏印。佛像衣着华丽，头戴王冠，有项链、戒指、臂环等饰品，是阿瑜陀耶时代至扎克里时代早期御造佛像风格，于1841年由拉玛三世主持铸造，目的是纪念其祖父拉玛一世，“帕佛陀约华朱拉洛”亦自此成为拉玛一世通銮的正式称呼。
帕佛陀洛罗那帕莱（พระพุทธเลิศหล้านภาลัย）位于玉佛左前方，和帕佛陀约华朱拉洛形制相仿，是为纪念拉玛二世而铸造。拉玛四世下令在这两尊佛像内放置了佛骨舍利。
除了纪念拉玛一世和拉玛二世的两尊3米高的佛像，另有十尊同样姿态的直立佛，其衣着依性别而异：著敞胸袍者对应男性王族，围裹者则对应女性王族。十尊佛像分三级放置，顶层和二层平台的四角各有一尊，底层左右各一尊。
在底层平台中央有一尊持禅定印的坐立佛，高67.5厘米，名为帕三佛陀攀尼（พระสัมพุทธพรรณี），为1830年，当时仍出家为僧的拉玛四世主持铸造，面容和衣着细腻自然，是拉玛四世青睐的风格。此前置于此处者原本为西兴佛，后于1851年，拉玛四世下令将之移送至前宫供奉，作为拉玛四世赐予二王宾告的赠礼。
| 玉佛寺戒堂的佛像布局 | 玉佛寺戒堂的佛像布局 | 玉佛寺戒堂的佛像布局 |
| -------------------- | -------------------- | --- |
|                      |                      | 1. 玉佛 2. 帕佛陀约华朱拉洛 3. 帕佛陀洛罗那帕莱 4. 拉玛一世 5. 玛哈·素拉辛哈那，拉玛一世的二王 6. 拉玛二世 7. 玛哈·社那努拉，拉玛二世的二王 8. 西素叻莱，拉玛三世之母 9. 阿颂素达贴（Apsorn Sudathep），拉玛三世之女 10. 贴素达瓦迪（Thepsudawadi），拉玛一世的姊妹（正面不可见） 11. 西素达拉（Srisudarat），拉玛一世的姊妹（正面不可见） 12. 阿努拉特韦，拉玛一世的三王（正面不可见） 13. 西顺通贴（Srisunthornthep），拉玛一世之女 14. 前宫玉佛（Phra Kaew Wang Na） 15. 帕三佛陀攀尼 16. 大理石说法台 |

### 戒堂西三亭阁
在戒堂西侧有拉玛四世主持修建的三座亭阁：拍拉差功玛努颂阁（หอพระราชกรมานุสรณ์）位于最北边，接着是拍菩提他披曼亭（พระโพธิธาตุพิมาน）和拍拉差蓬沙努颂阁（หอพระราชพงศานุสร）。拍拉差功玛努颂阁和拍拉差蓬沙努颂阁形制相仿，其中共供奉有四十二尊佛像。拍拉差蓬沙努颂阁内有三十四尊佛像，对应阿瑜陀耶时代和吞武里时代历代先王，内部的壁画描绘了阿瑜陀耶的建都史。拍拉差功玛努颂阁内有八尊佛像，对应拉达那哥欣时代各先王，壁画描绘了曼谷的建都史。这些佛像都是于拉玛三世时期铸造，后由拉玛四世下令贴金。拍菩提他披曼亭位居两座佛阁中间，为布沙博宝座造型，上修尖塔，中央的佛像内藏有拉玛四世从泰北取来的舍利。

### 十二凉亭
戒堂周围建有十二座凉亭（ศาลาราย），为拉玛一世时期修建，后又经历代国王主持重修，信徒在此聆听说法。凉亭为典型泰式风格，由六座方柱支撑，屋顶覆蓝橙相间的琉璃瓦。

### 观音像
正对戒堂的一处铜制莲花头砂岩柱下，有一尊汉传佛教的观音石坐像，两侧有诺瓦育巴（Nok Wayupak）神鸟石像护卫。周围另有两头耕牛像面朝堂门，原本是一座御用凉亭的陈设，供国王在此观看春耕节仪式，后来由拉玛五世下令搬移至此。这里可供信众焚香献花，是为汉传佛教习俗。戒堂内则不许焚香。

### 神医耆婆像
戒堂身后有一尊神医耆婆铜像，为拉玛三世时期铸造，有一大磨石置于像前，过去的泰醫会在这里磨制药剂。

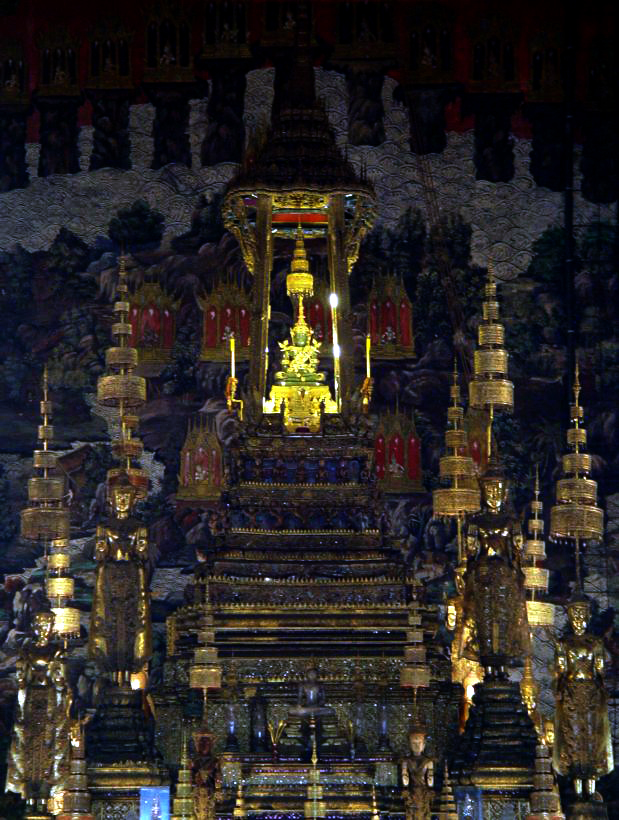
玉佛周围的佛像陈设
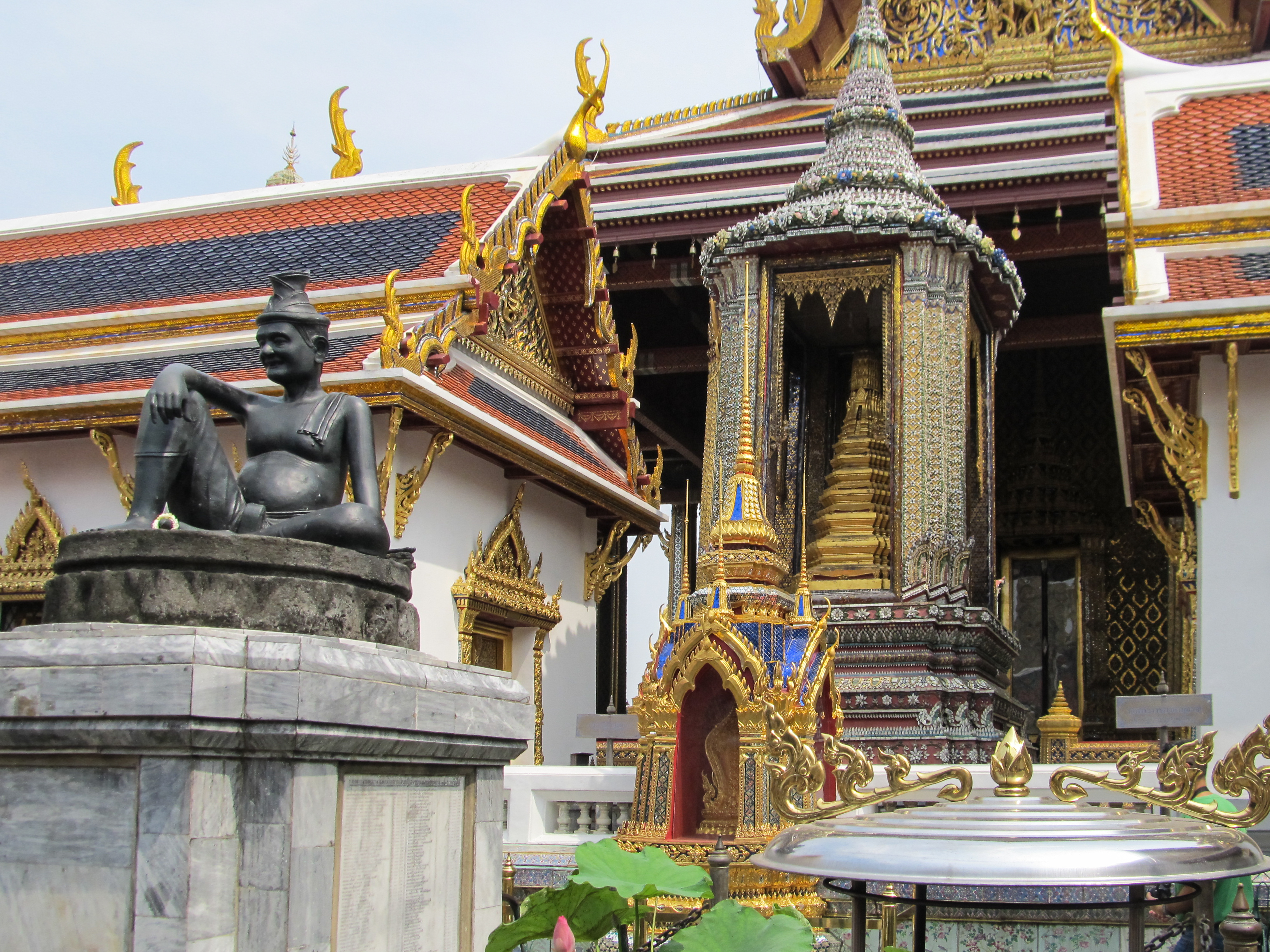
戒堂西侧的三座亭阁和神医耆婆像（前景）
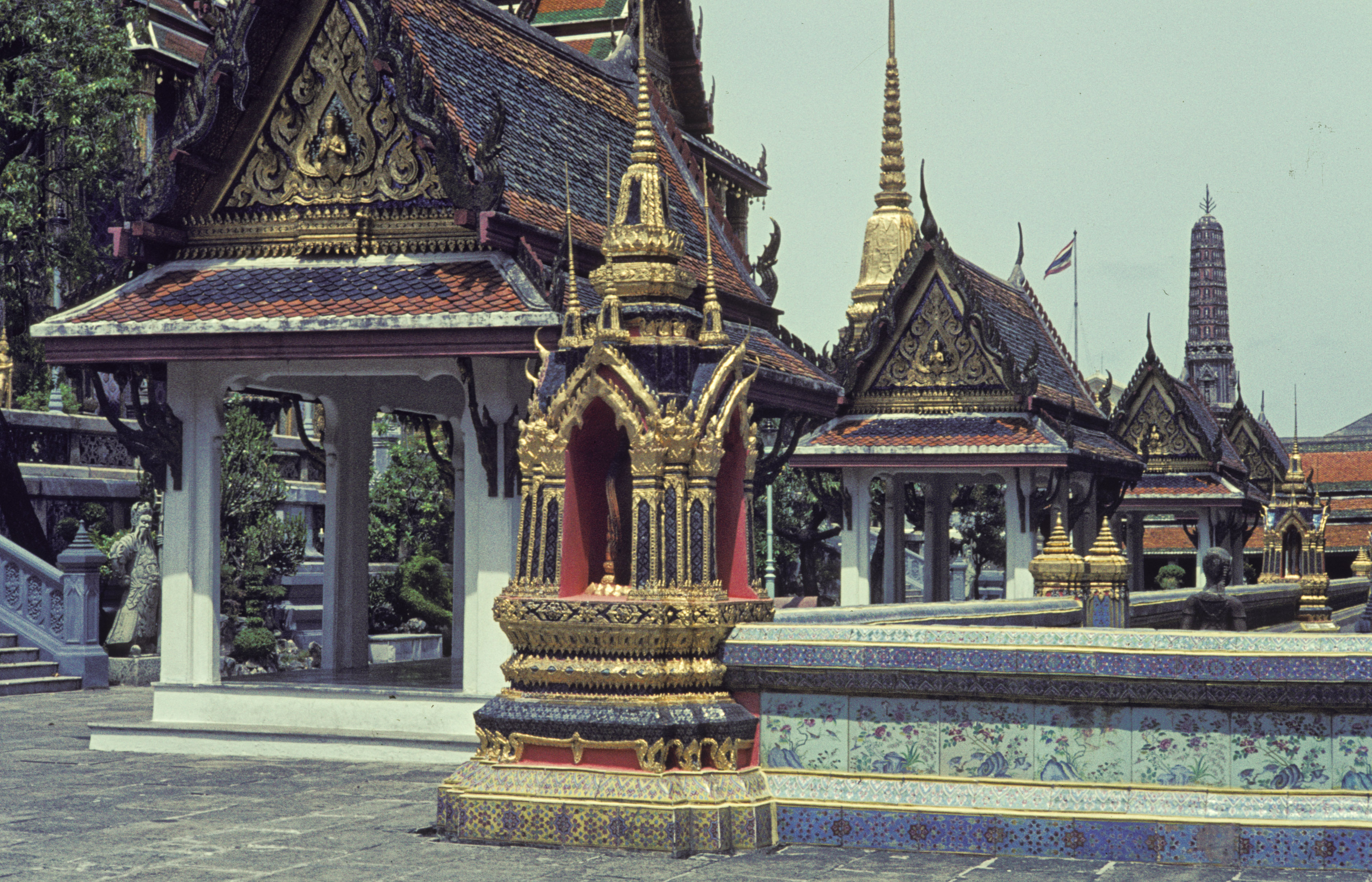
戒堂周围修有八座镇邪石亭（图中央前景金色者）和十二座开放式凉亭（背景）
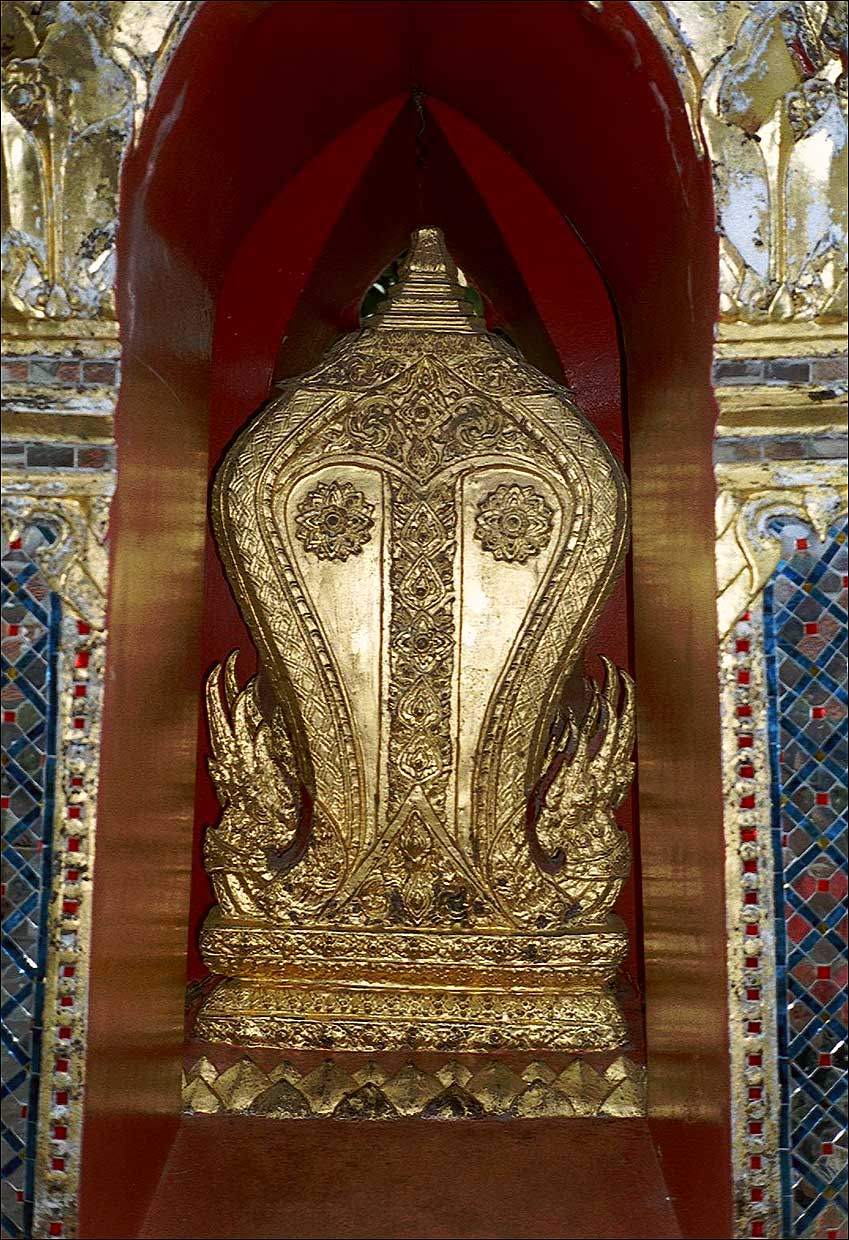
镇邪石亭内，共八块镇邪石（英语：Bai sema）划出节堂边界
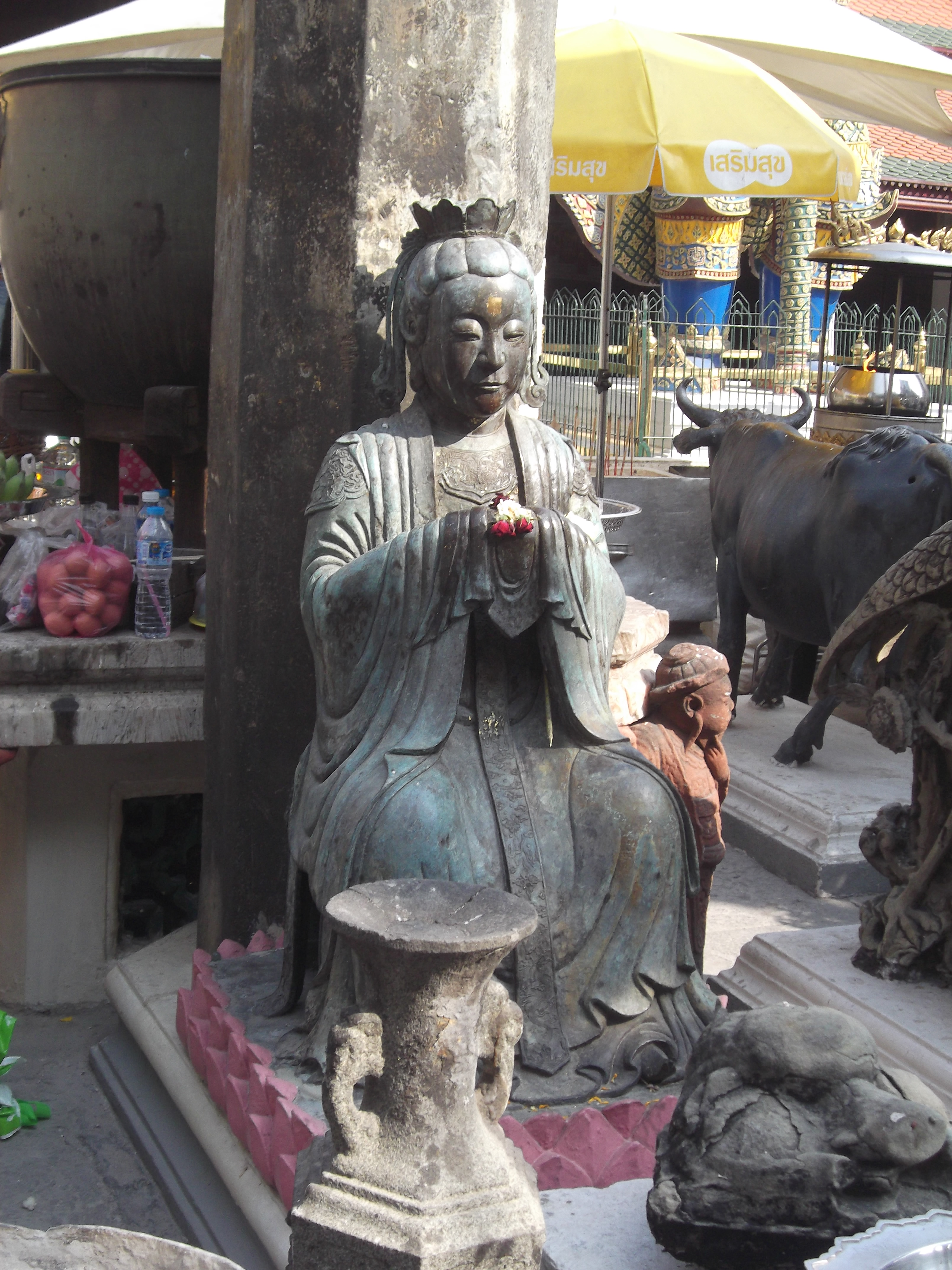
观音坐像

## 派提平台

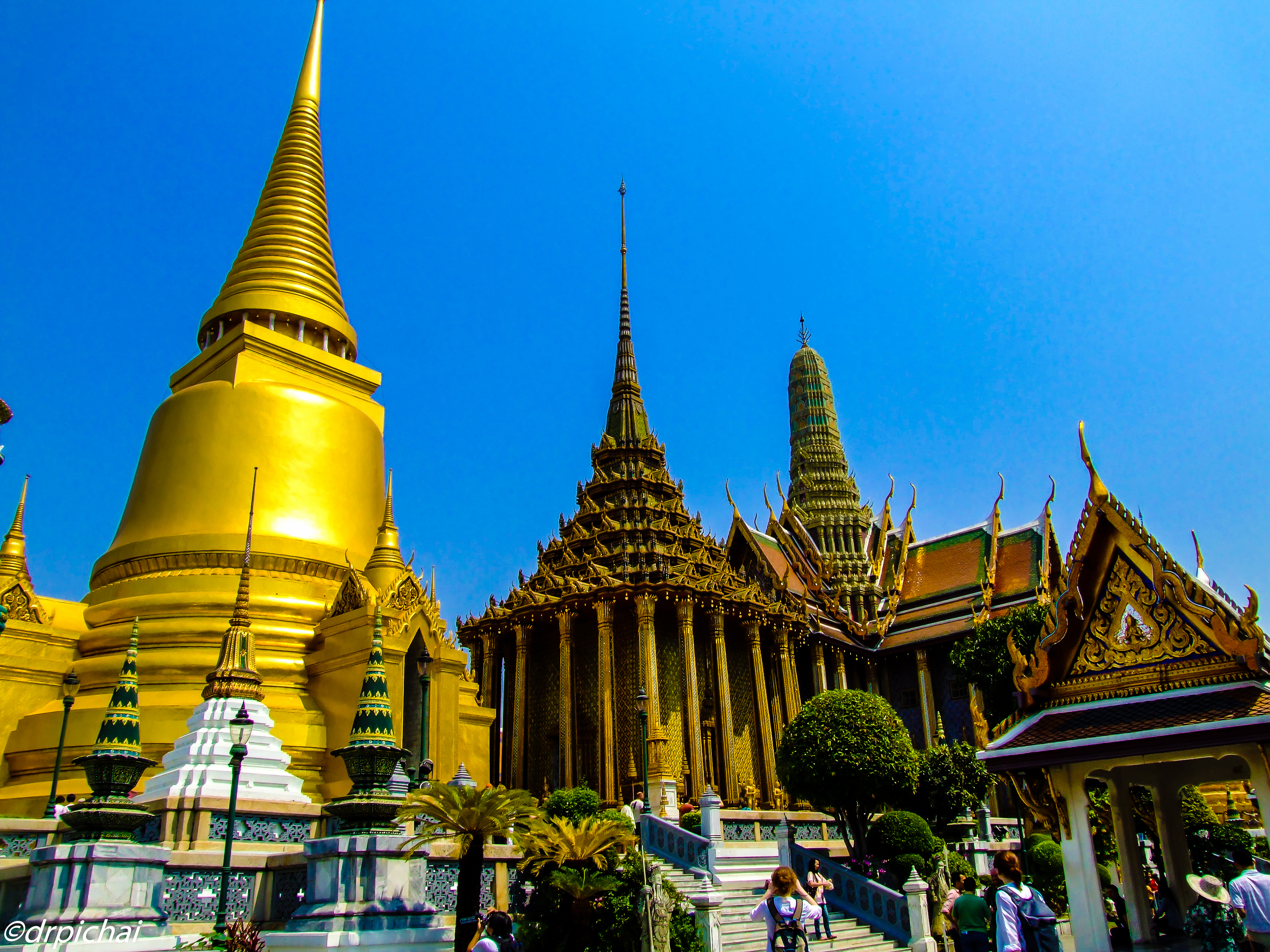
派提平台上建有数座塔殿，拍贴比东神殿、拍蒙多殿、拍西拉达那塔以东西为轴排开

派提平台（ฐานไพที）位于戒堂之北，其上建有数座塔殿，拍贴比东神殿、拍蒙多殿、拍西拉达那塔以东西为轴排开，该布局沿袭自素可泰和阿瑜陀耶时期。平台共设六处台阶，南北侧各两处，东西侧各一处。这里最初仅建有拍蒙多殿，后于1855年，由拉玛四世下令扩建，并修建另两座殿堂。

### 拍贴比东神殿

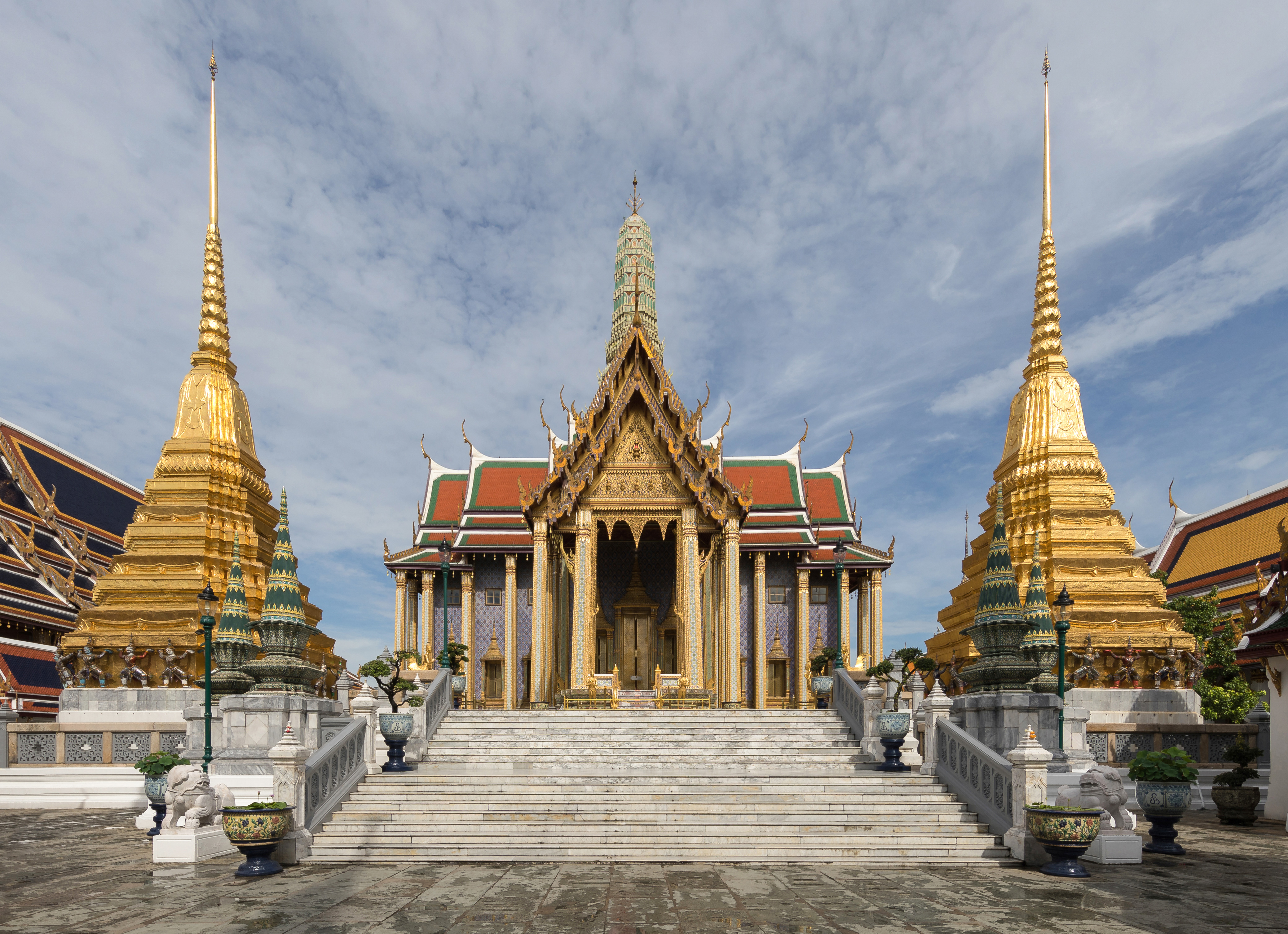
拍贴比东神殿东立面

拍贴比东神殿（ปราสาทพระเทพบิดร）位于派提平台东端，始建于1855年，由拉玛四世下令修建，原名为普他邦神殿（พุทธปรางค์ปราสาท），原本用来供奉玉佛，以阿瑜陀耶王宫的金殿为蓝本。1882年，拉玛四世驾崩，而神殿仍未完工，之后玉佛亦未再移入。1903年，神殿遭火灾毁坏，并在20世纪初由拉玛六世主持重建，即为现在的拍贴比东神殿。拉玛六世将该神殿作为供奉先王的场所，在内部安置了五位先王的等身像，并且随着国王更替，现今就有九位先王像供奉于此。拍贴比东神殿通常仅在4月6日扎克里王朝纪念日假期时对外开放。
拍贴比东神殿为泰国巴刹式神殿，呈十字形布局，上修高棉式普朗塔，设四处殿门，以东殿门为正门。屋檐覆绿橙相间的琉璃瓦，外立面覆盖青色花纹瓷砖。山花上装饰有最初四代国王的纹章，而非传统作法的那罗延塑像。北侧山花是拉玛一世的泰文数字“一”字纹章，南侧是拉玛二世的迦楼罗纹章，西侧是拉玛三世的三层维摩那纹章，东侧是拉玛四世的王冠纹章。每处门框和窗框上都装饰王冠。而相邻的派提平台东侧台阶也以大理石为材质，台阶两侧各有一尊五头那伽像。

### 拍蒙多殿

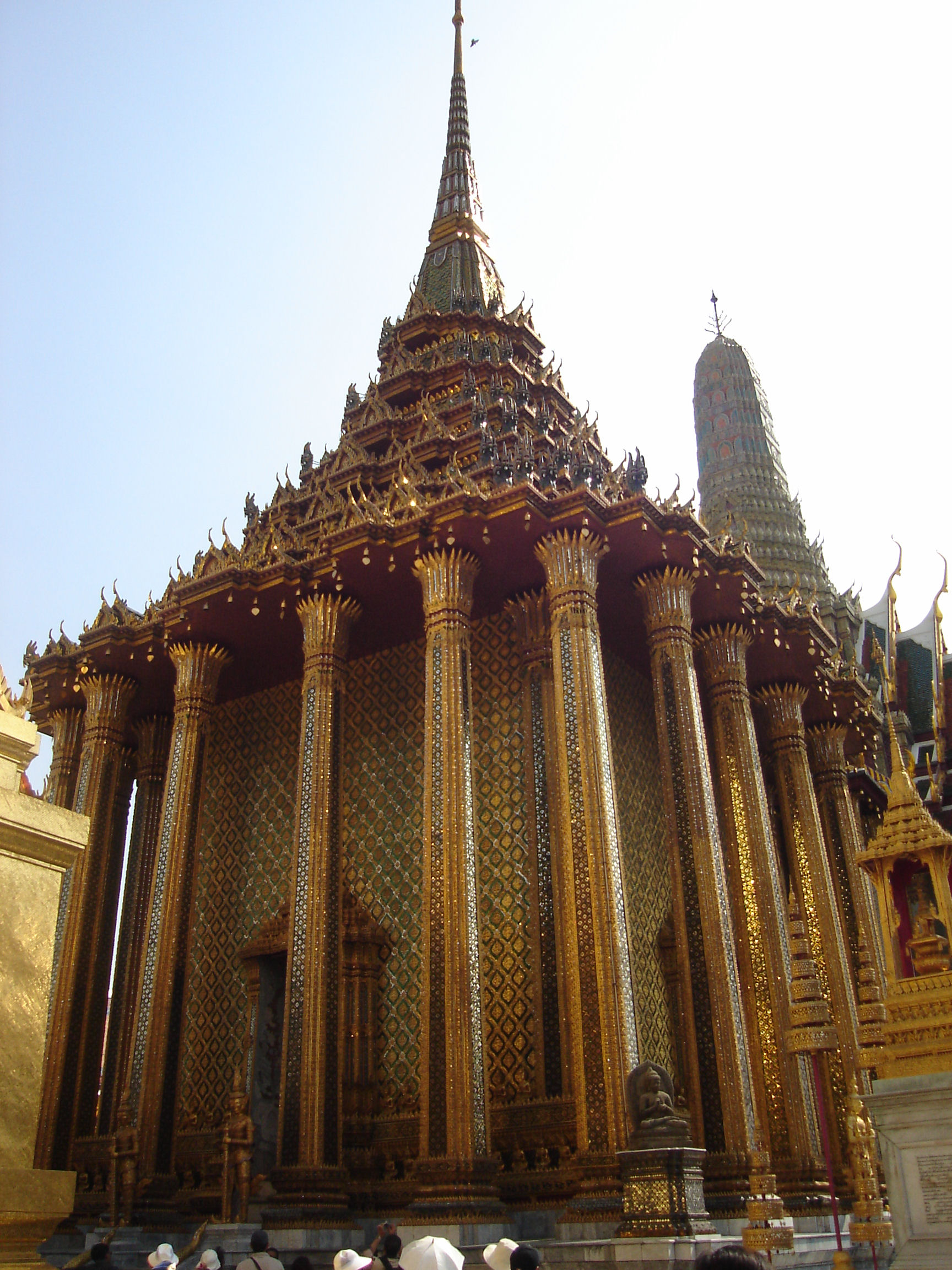
拍蒙多殿内藏有敕修巴利三藏经典

拍蒙多殿（พระมณฑป）位于派提平台中央，是寺内的藏经处，由拉玛一世主持修建。在此之前，这里是一座建在高柱上的藏经阁，高柱竖立在一方水池里，这是泰国佛寺常见的做法，是为了保护其中的经文不被白蚁蛀蚀，该建筑最终失火而毁，于是拉玛一世又主持重建，是为今日的拍蒙多殿，建在一处凸起的平台上，弃用了原先的布局。暹罗的敕修巴利三藏在1767年阿瑜陀耶陷落时毁于一旦，之后于1788年，又由拉玛一世召集玛哈泰寺的僧侣，重修三藏，藏入拍蒙多殿。1832年，拉玛三世在位时，为庆祝曼谷建城50周年，对外立面作了翻修。拍蒙多殿平面大致呈正方形，殿顶为蒙多式尖塔。拉玛四世在位时，在拍蒙多殿两侧兴修新的塔殿，并大幅削减尖塔高度。殿墙装饰华丽，有二十根缺角形方柱环绕殿身，柱身覆白色、绿色及红色琉璃片。殿墙装饰有贴帕农图案，即天神祈祷的形象，覆有金箔，环绕贴有绿色琉璃片。屋檐下悬挂金色风铃。殿门共两侧四扇，以王冠作装饰。殿四角各有一尊爪哇式石佛，原本为拉玛五世购得，为婆罗浮屠的造像风格，但现今的石佛为复制件，原件现藏于大王宫的玉佛寺博物馆。
殿内仅有一室，地面铺银丝垫，中央为大藏经柜，柜身以螺钿工艺装饰，内藏敕修巴利三藏经典。殿内四角各有一个较小的藏经柜。

### 拍西拉达那塔

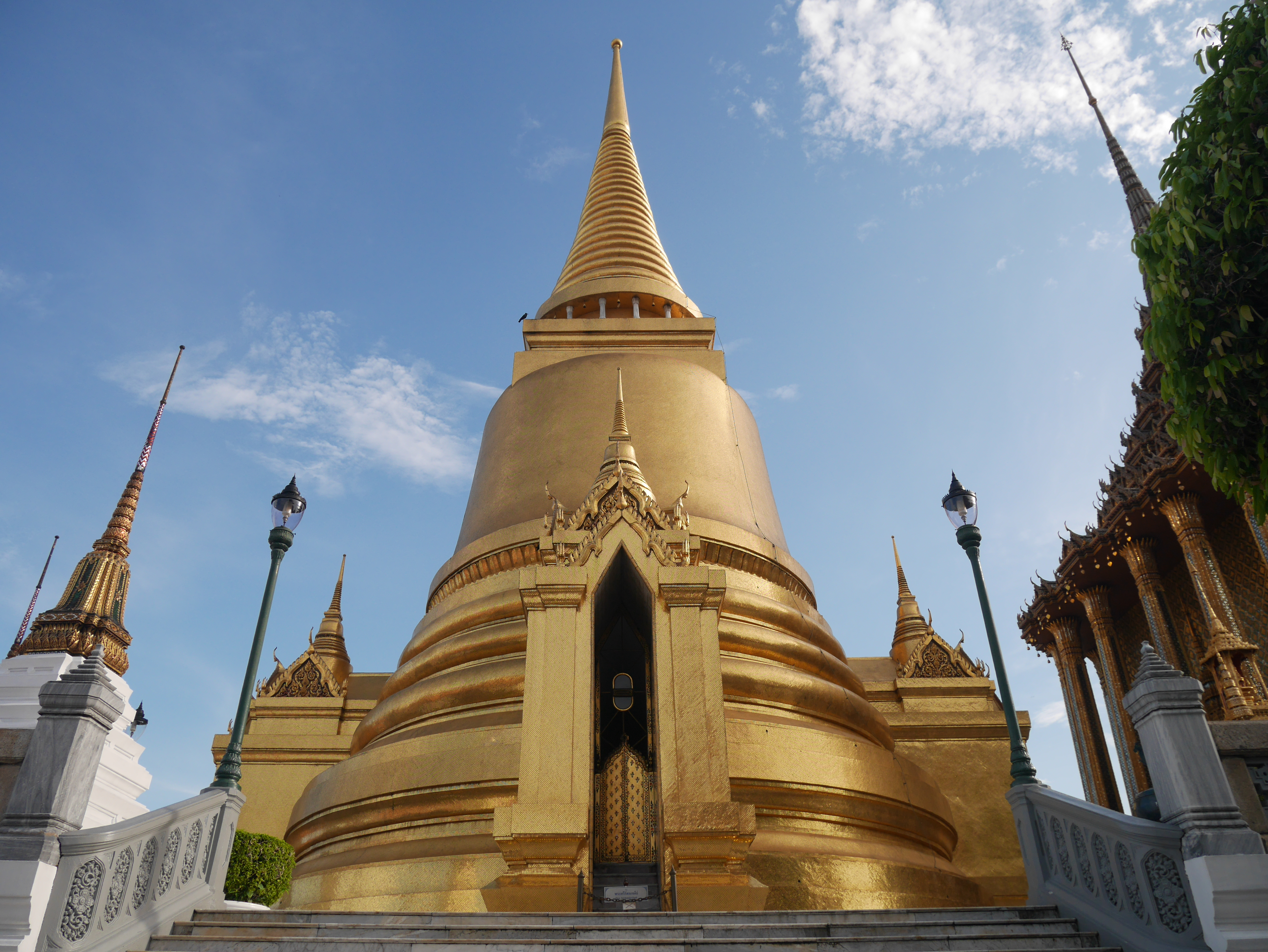
拍西拉达那塔是一座传统的支提佛塔，其金色砖原产自意大利

拍西拉达那塔（พระศรีรัตนเจดีย์）位于派提平台西端，内藏拉玛四世取自斯里兰卡的舍利。该塔建于1855年，为钟形支提式佛塔，由砖块砌成，外覆金色砖，为拉玛五世下令自意大利进口而来。其样式仿照阿瑜陀耶的帕喜善佩寺佛塔，这种风格最初源自斯里兰卡。佛塔四侧修有门廊，门廊顶部各有一座微型佛塔，下有三面山花。佛塔内部为圆形空间，上悬华盖，中央是一座小型黑漆佛塔，内有舍利。

### 拍素帕那则迪塔

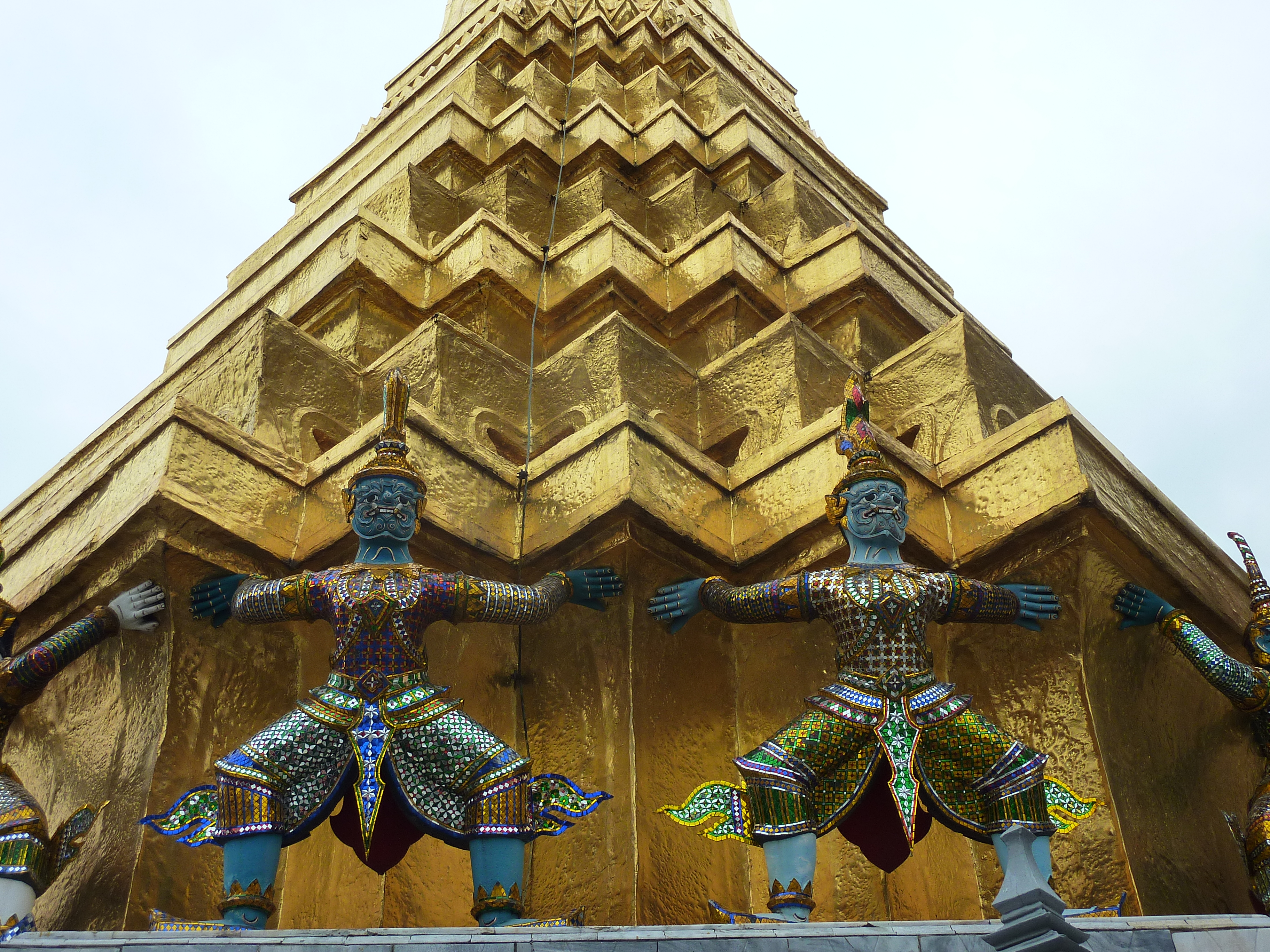
拍素帕那则迪金塔的力士像

派提平台东侧有两座对称的金塔，名为拍素帕那则迪塔（พระสุวรรณเจดีย์），即圣金支提，分居通向拍贴比东神殿的阶梯两侧。建于拉玛一世时期，是拉玛一世为纪念其父母而建。塔基宽8.5米，为八角大理石座，塔高16米，为四角十二曲形方塔，棱角分明，塔尖分九层，雕成莲花形。塔表覆铜片，又经涂漆贴金。塔基四面各有十六尊夜叉和四尊猿猴力士像，双手高举支撑佛塔，对应拉玛坚史诗的各色人物。双塔在1855年平台扩建时移至现址。

### 拍则迪颂肯塔
拍西拉达那塔后建有四座装饰精美的拍则迪颂肯塔（พระเจดีย์ทรงเครื่อง），分居西侧廊道两侧，两侧各有两座，为四角十二曲式支提塔。塔基纯白，塔身贴金、镶嵌琉璃。在1855年平台扩建时移至现址。

### 王徽宝座
在拍蒙多殿的四角建有四座王徽宝座（พระบรมราชสัญลักษณ์）。1882年，曼谷迎来建城一百周年，拉玛五世下令修建三座布沙博金宝座，座上以立体的御印王徽塑像代表四位先王，后来又建成代表五世至九世王的第四座宝座。宝座以大理石为基座，各个立面上镌刻有纪录各先王增修玉佛寺的铭文，四角各有两把小王伞，一把分七层居高位，一把分五层居低位。王座旁有小铜象，代表各先王在位时宫中的白象。西北角的王座中，是拉玛一世至三世的王徽，分别是无耳饰的王冠、迦楼罗、三层維摩那。东南角的王座中是拉玛四世的王徽：胜利大王冠。西南角是拉玛五世的王徽：小王冠。东北角是拉玛六世、七世、八世、九世的王徽：金刚杵、三根箭、菩萨、环刃八角宝座。

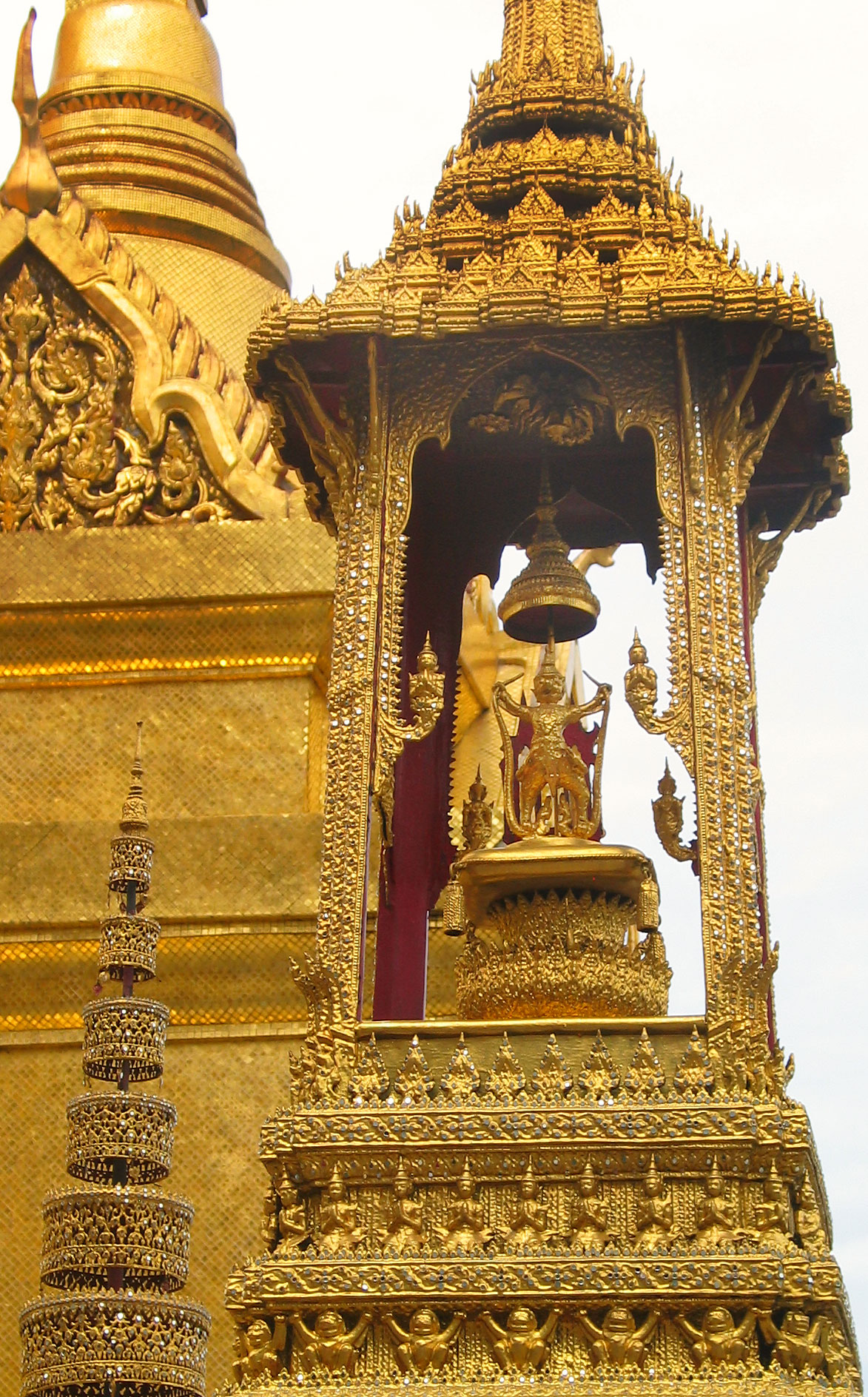
一世、二世、三世王徽
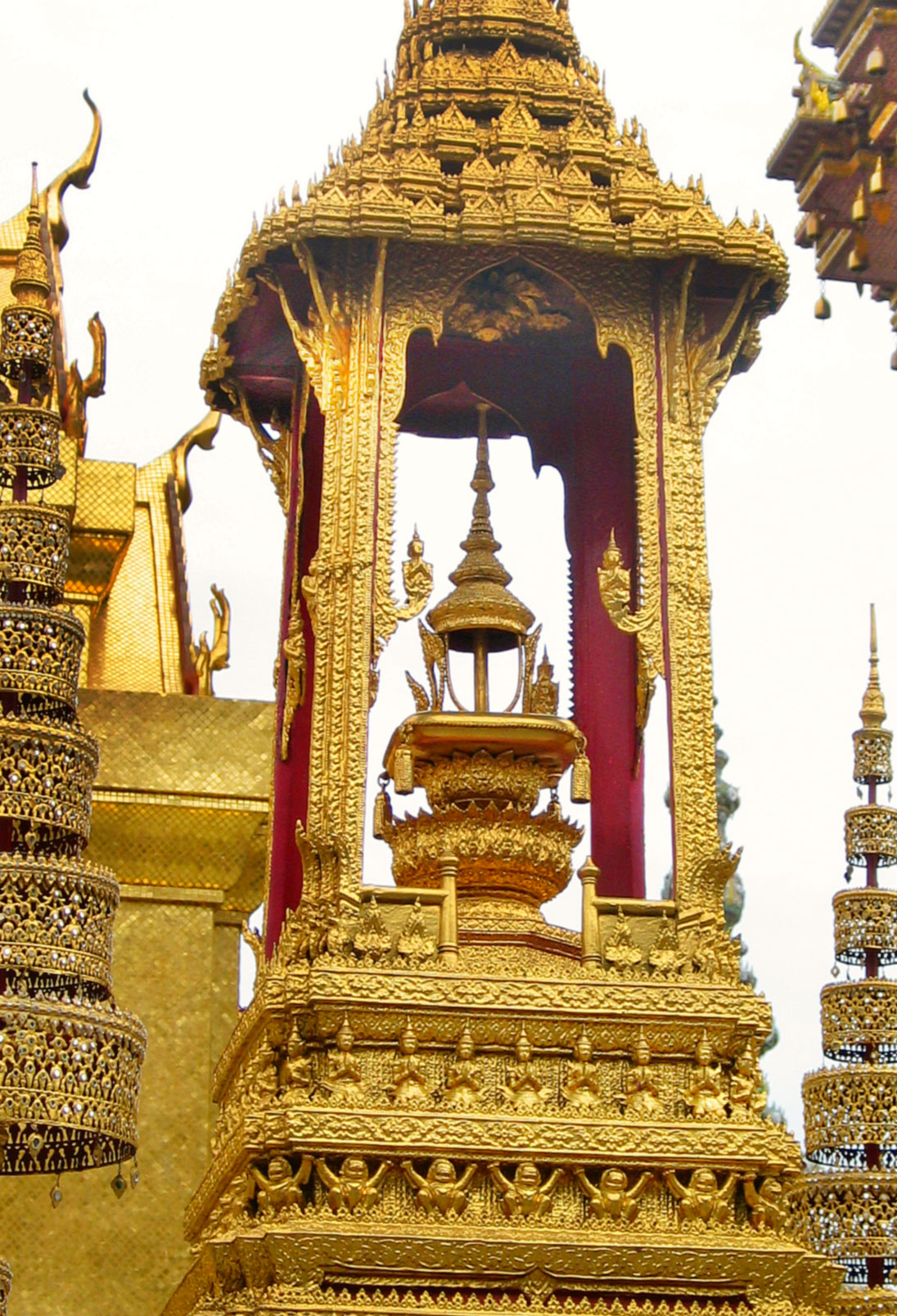
四世王徽
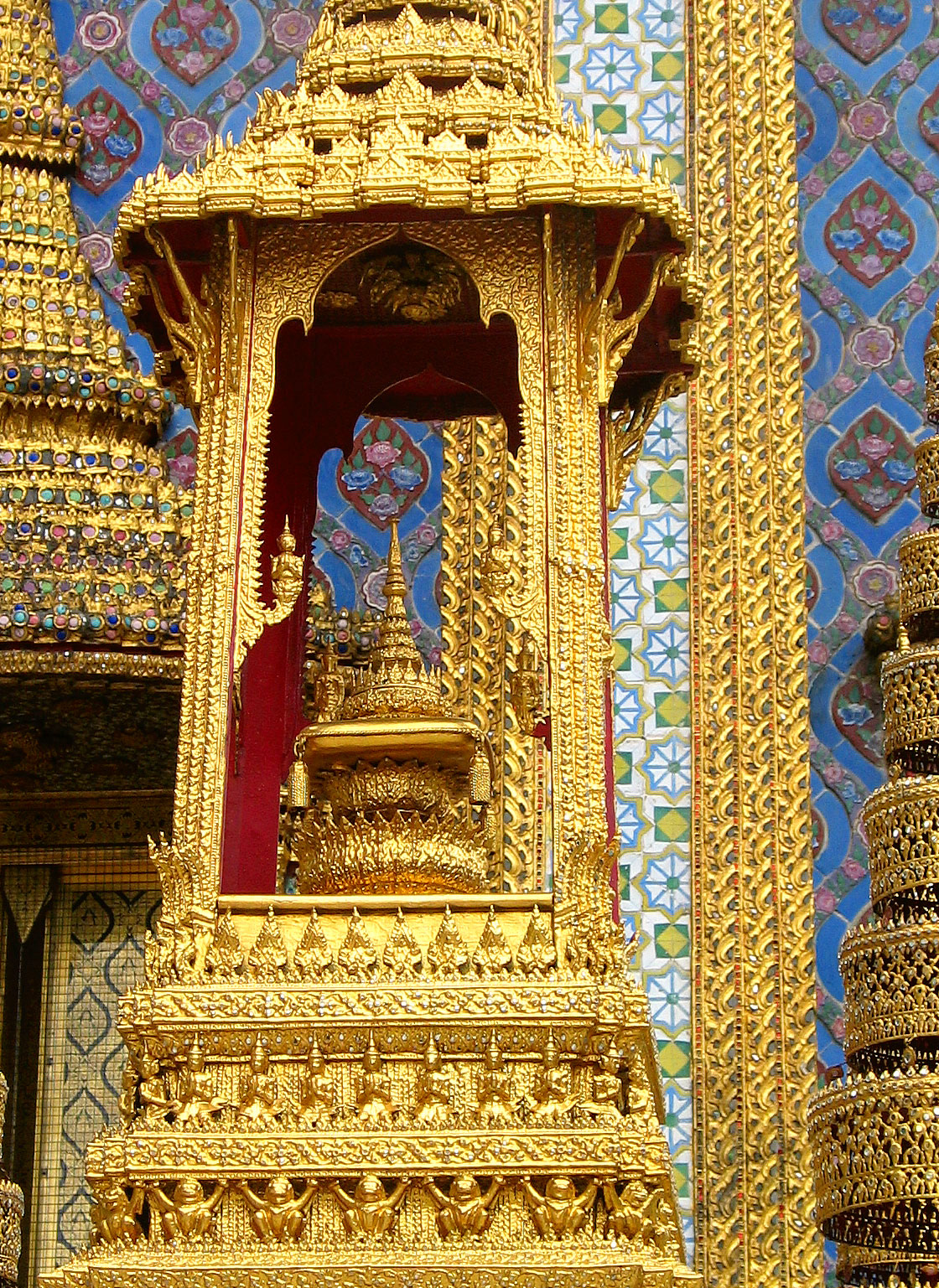
五世王徽
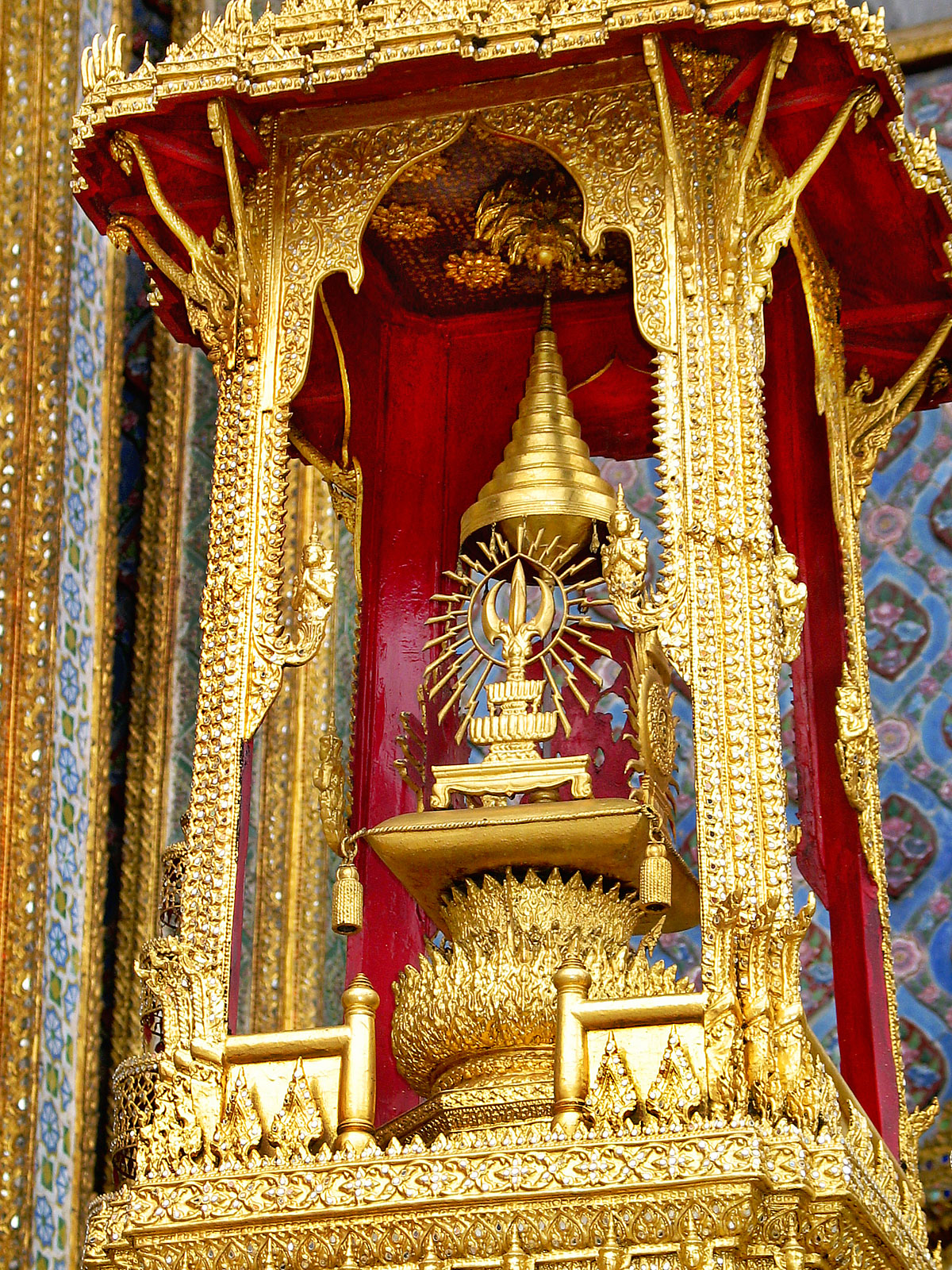
六世王徽
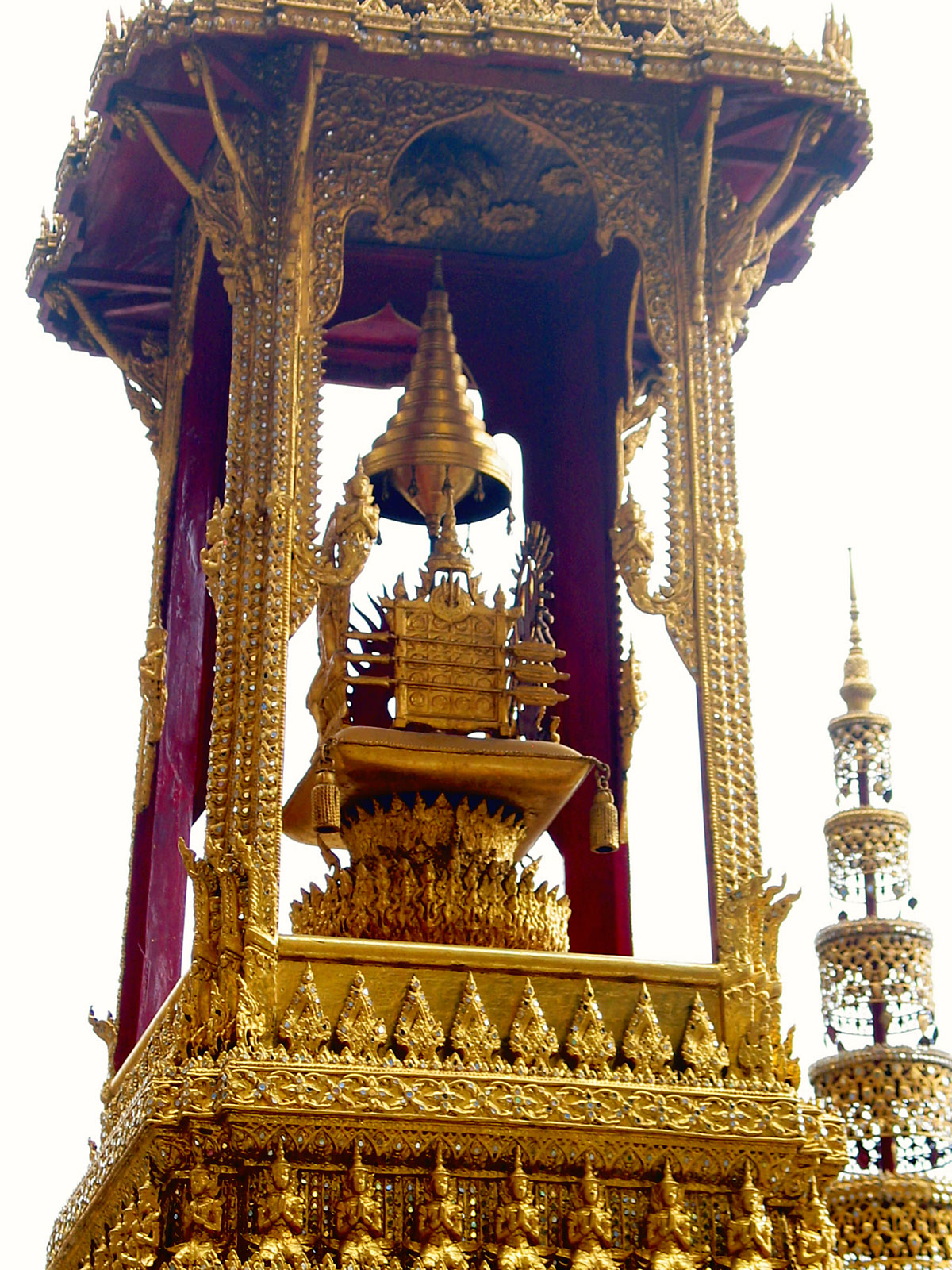
七世王徽
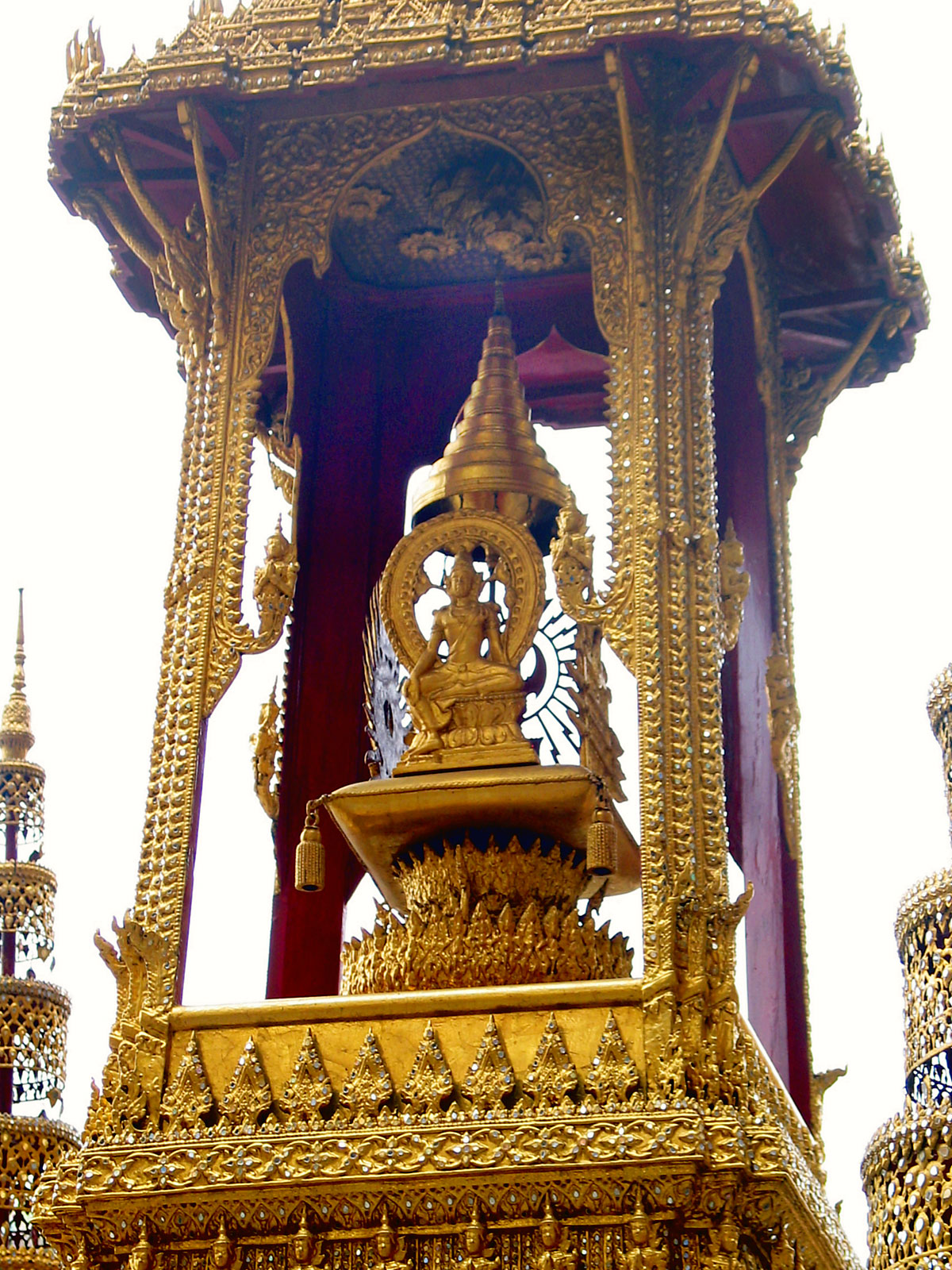
八世王徽
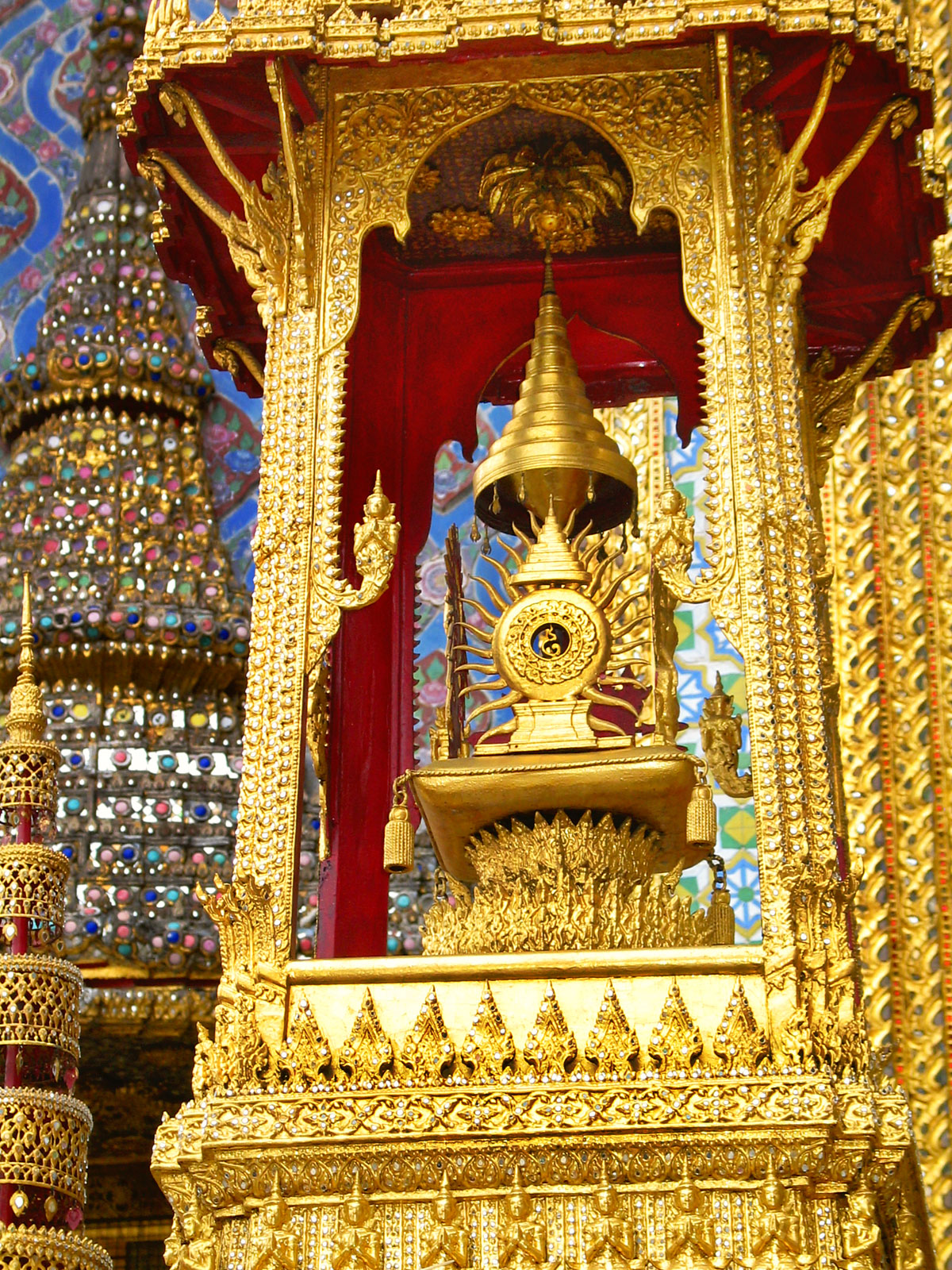
九世王徽

### 吴哥窟模型

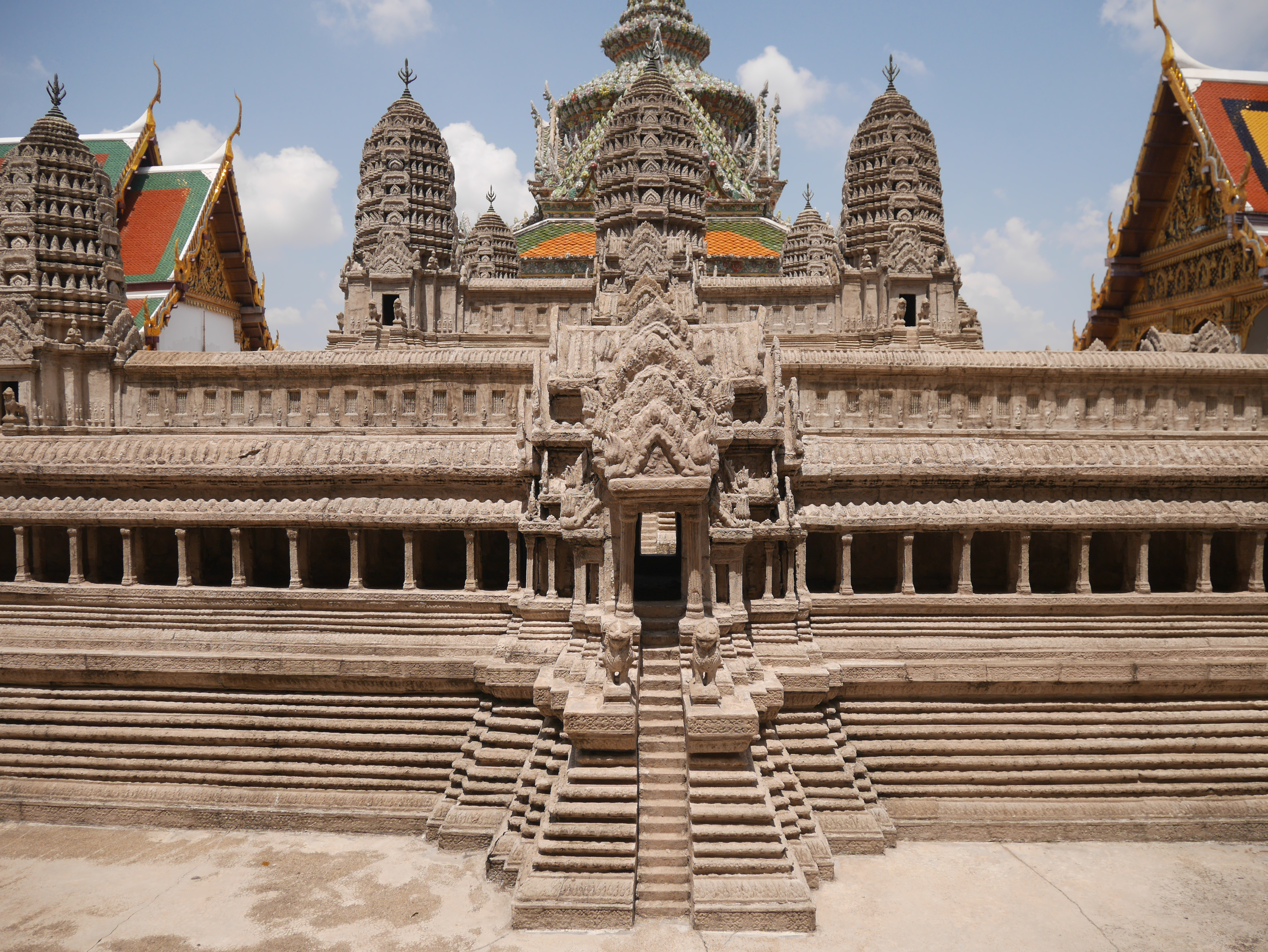
吴哥窟模型，为拉玛四世下令制作

吴哥窟模型位于拍蒙多殿之北，是拉玛四世下令制作，他原本希望将一座高棉神庙移至曼谷，未果，于是下令在玉佛寺制作一个吴哥窟的比例模型。吴哥窟是在19世纪60年代被世人重新发现，当时吴哥仍属暹罗领地。

### 喜马潘神兽像
派提平台上共有七尊贴金铜神兽像，皆是泰国神话中喜马潘森林中半人半兽的生物。分别是：
- 贴巴西，上身男人，下身为鸟，手臂有羽毛，有人类双脚，持宝剑；
- 贴诺拉西，上身男人，下身为狮，执鲜花；
- 辛哈帕农，上身猴，下身狮，执权杖；
- 阿颂西，上身女人，下身狮；
- 阿素拉巴西，上身夜叉，下身鸟；
- 紧那罗，上身男人，下身鸟；
- 阿素拉瓦育帕，上身夜叉，下身鸟，持长矛。

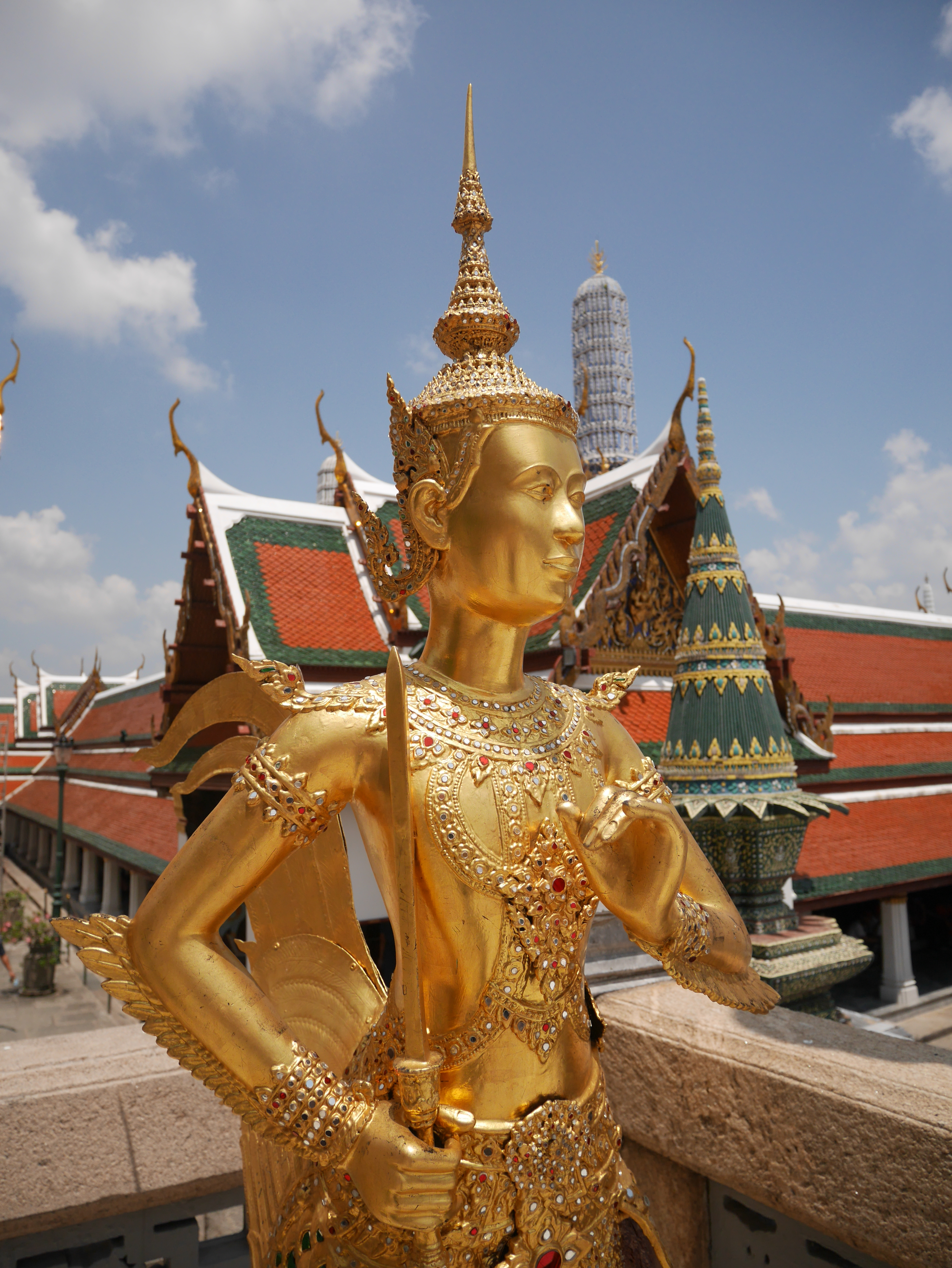
贴巴西 
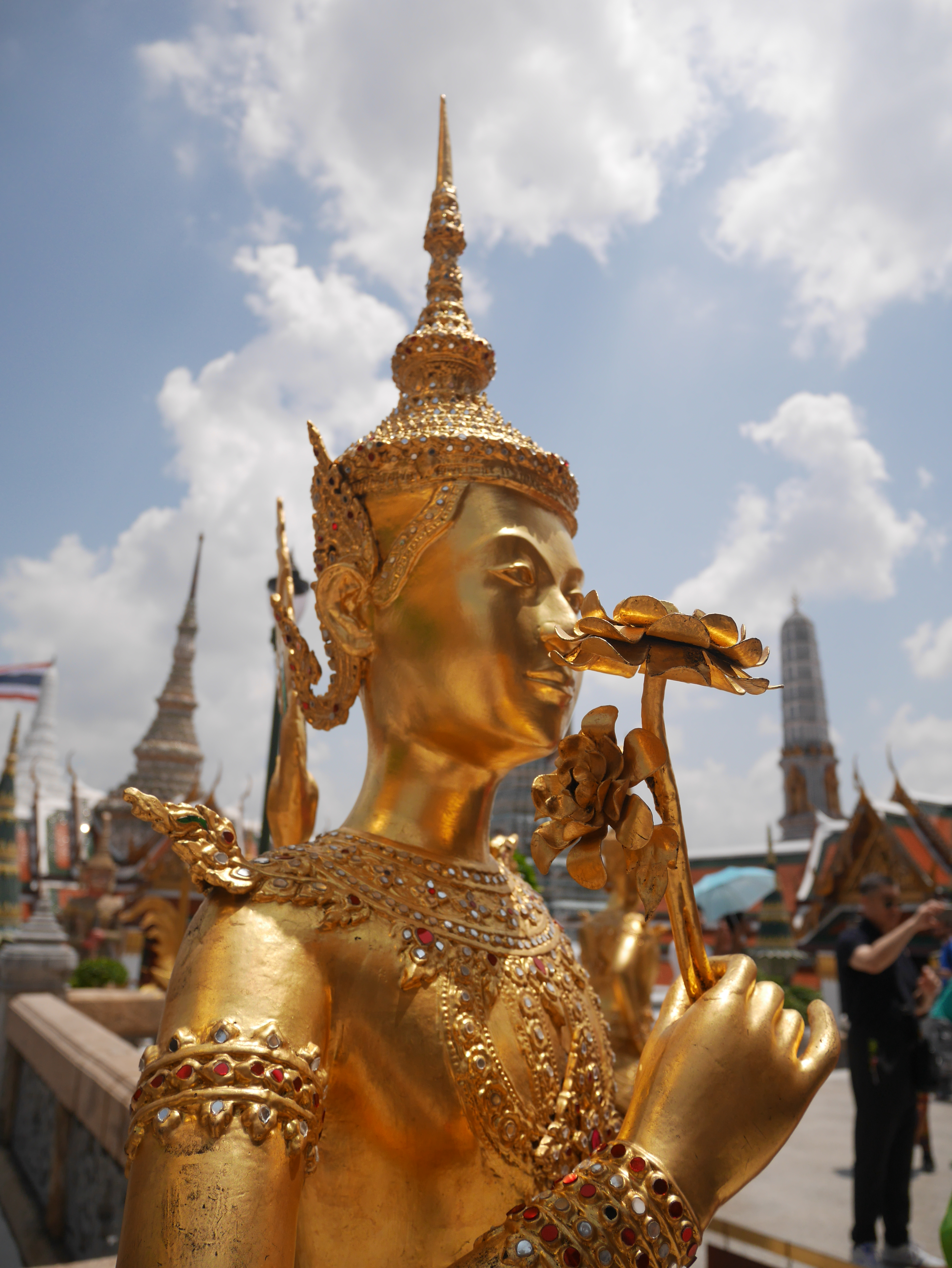
贴诺拉西 
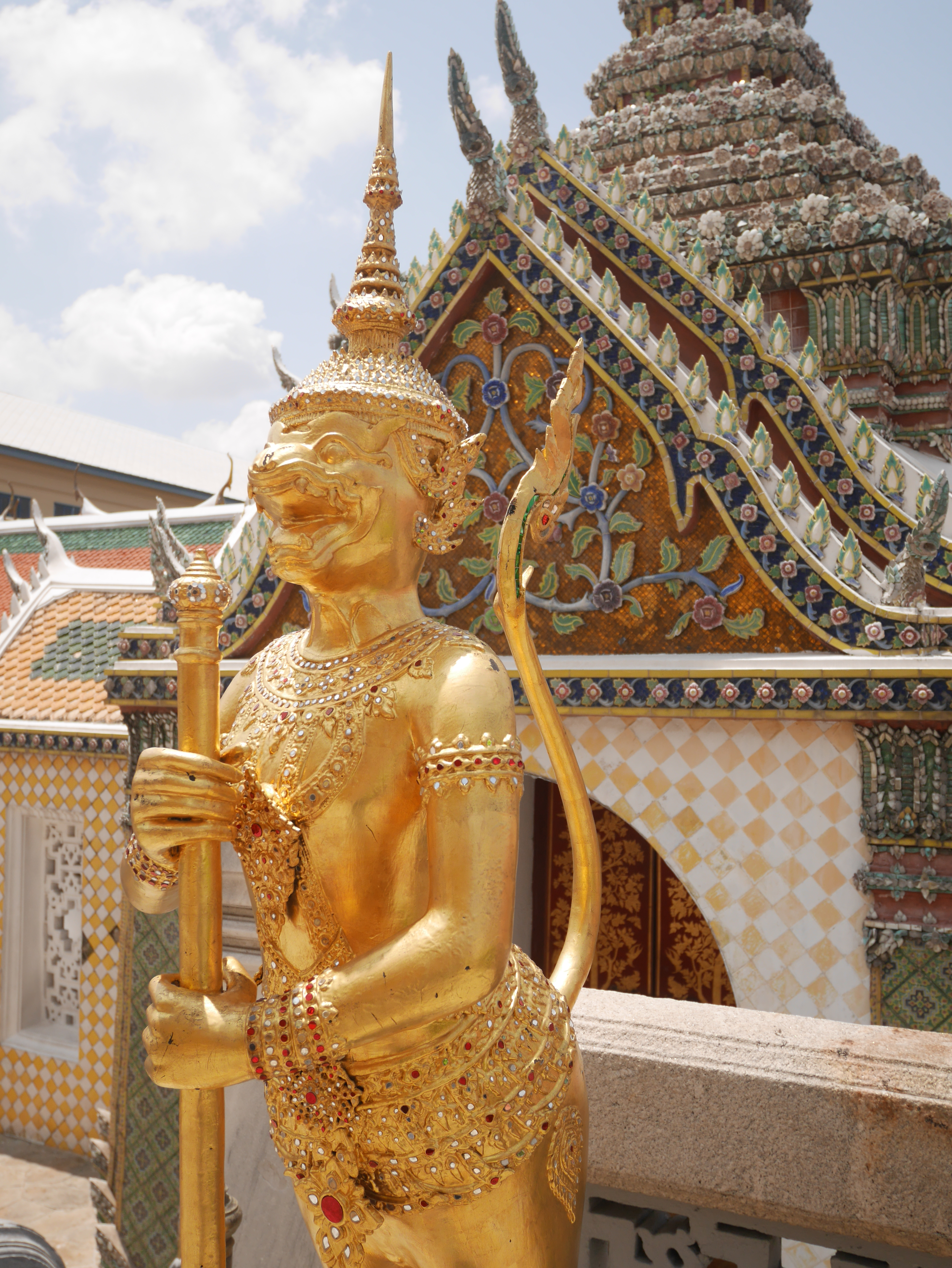
辛哈帕农 
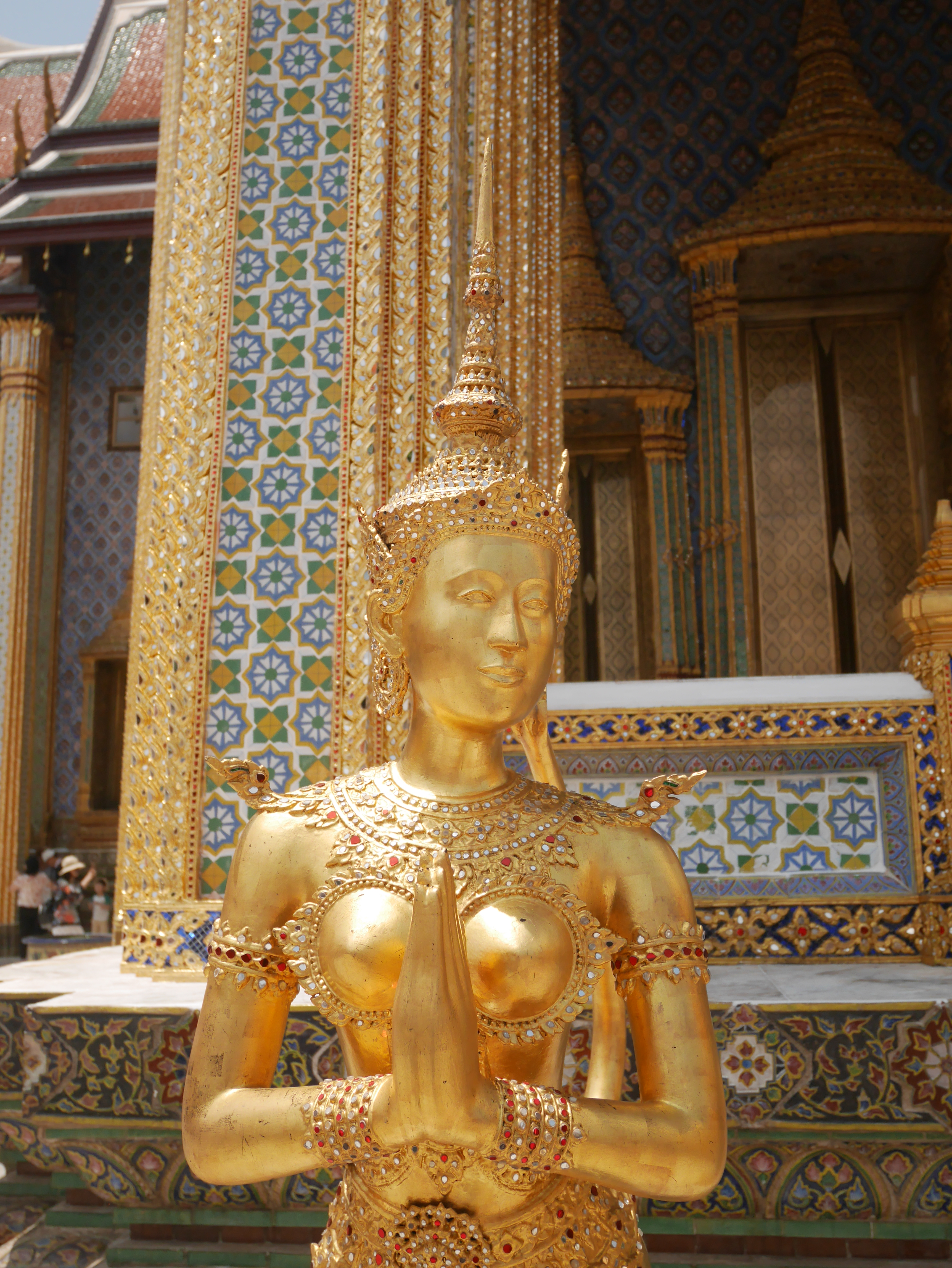
阿颂西 
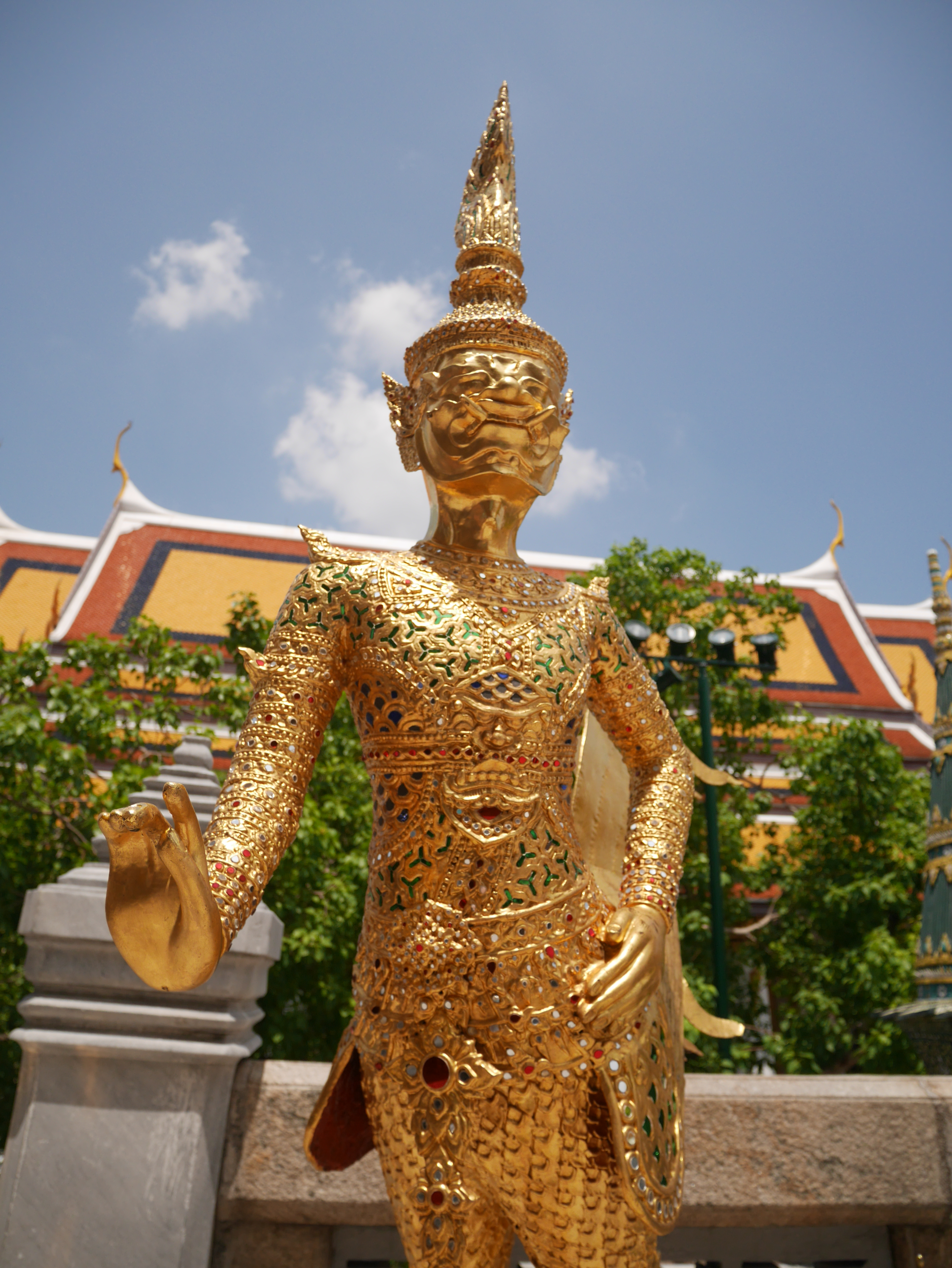
阿素拉巴西 
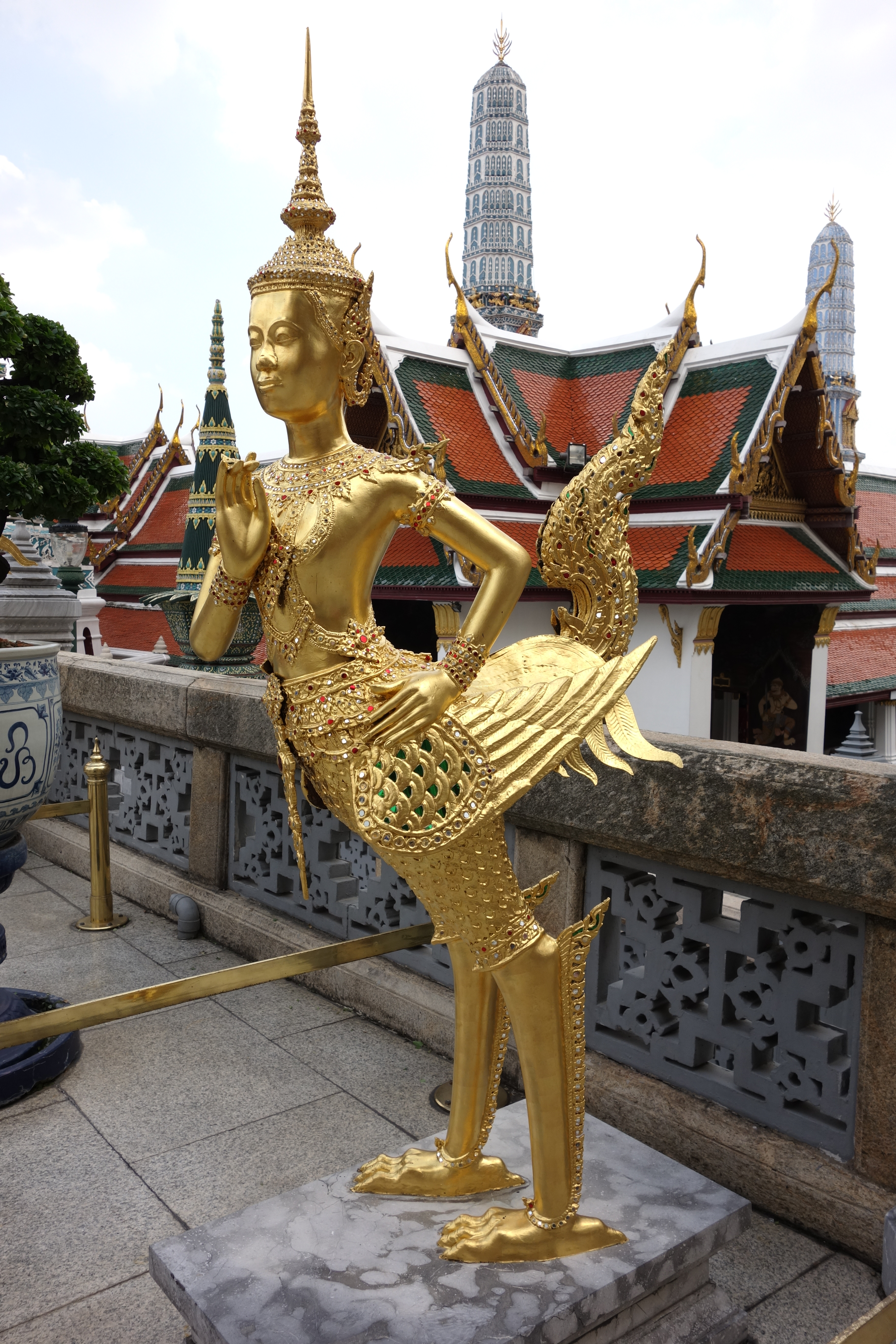
紧那罗 
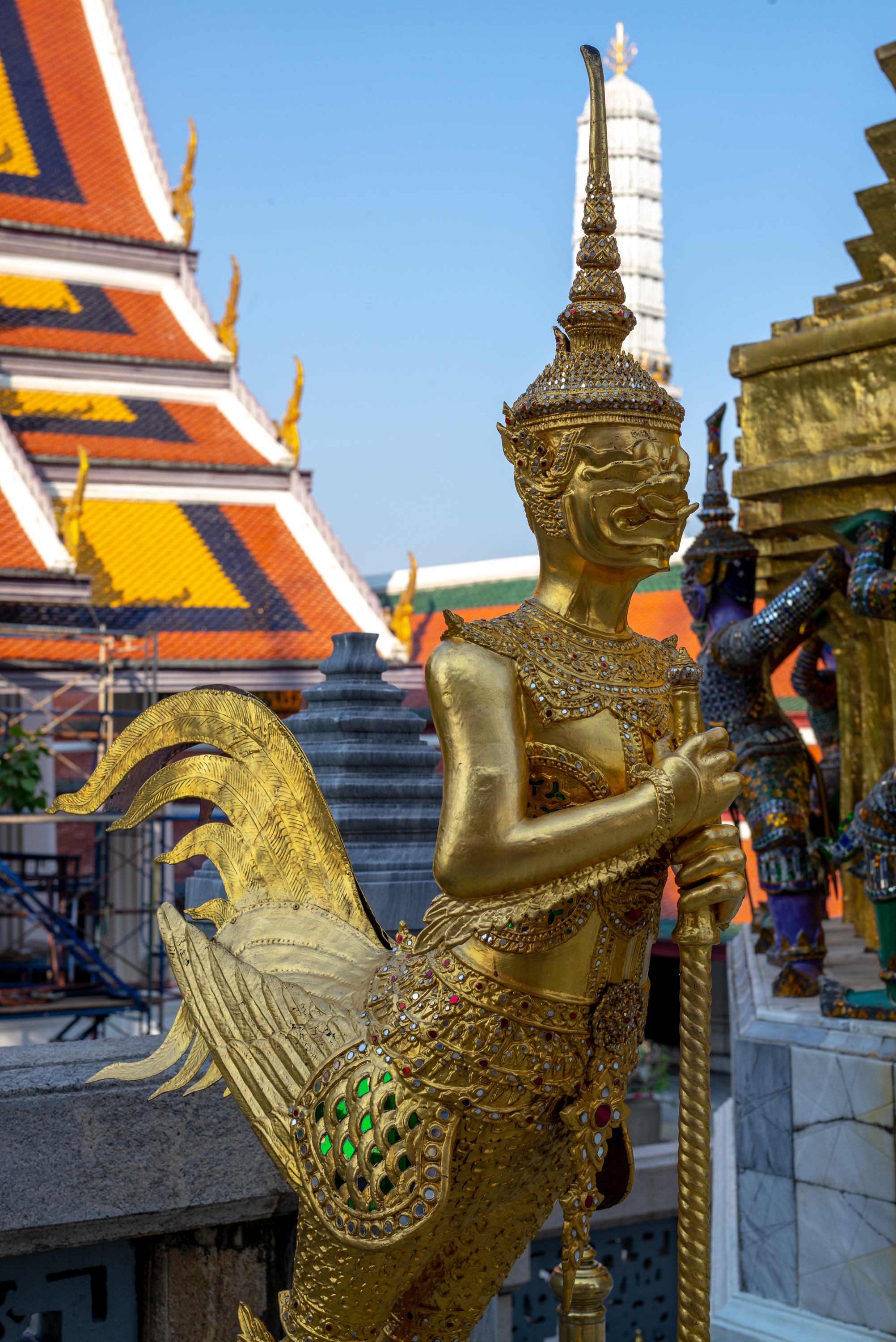
阿素拉瓦育帕 

### 南门

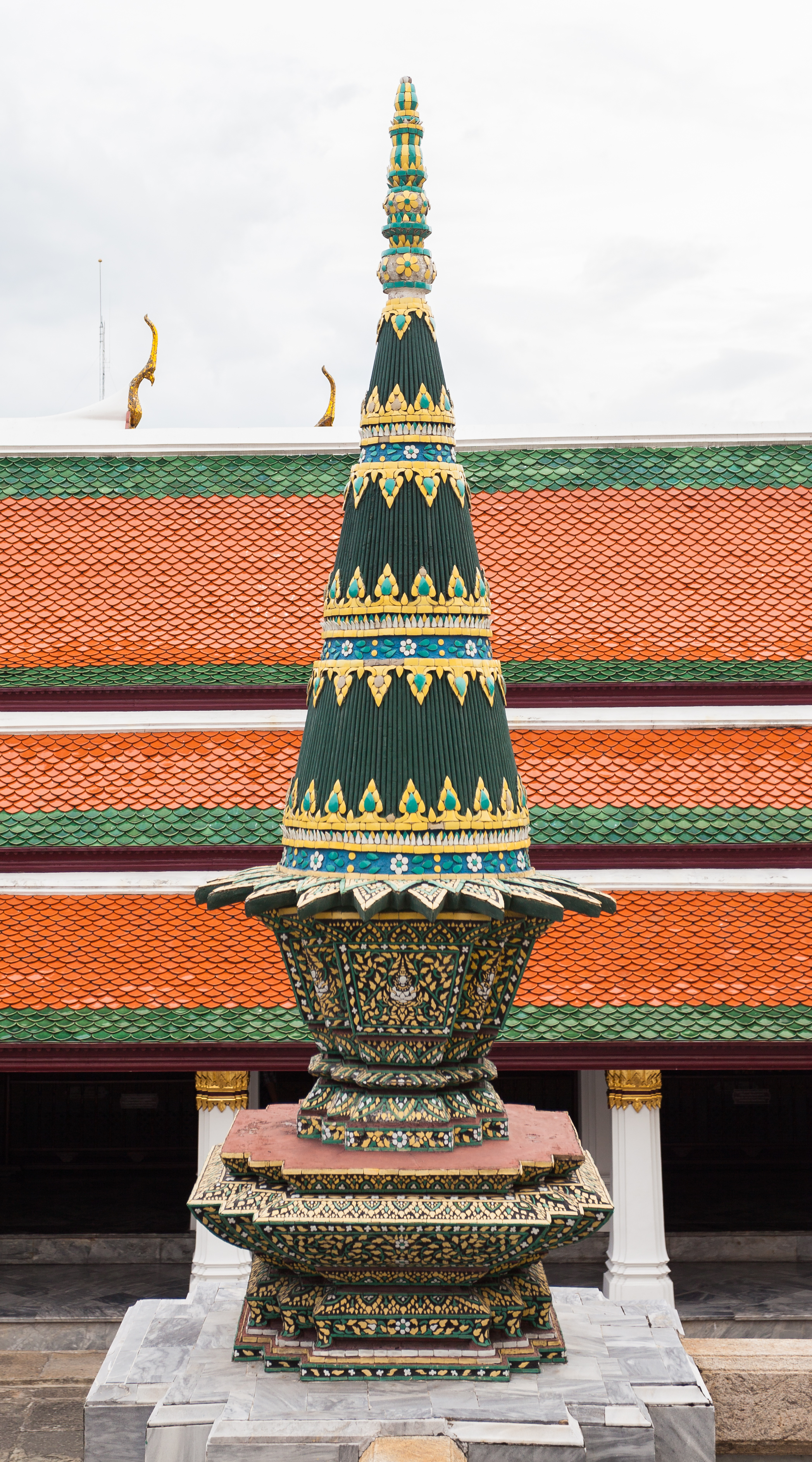
派提平台两端的帕农玛塑像，即花草法供

南门位于拍蒙多塔前，原本是拍蒙多塔的入口，据推测是在派提平台扩建时迁到现址。门楣上修尖顶，山花上有拉玛三世的維摩那徽章。门上有贴金木雕，为持矛中国武士像。

### 西门
西门是拉玛四世时期修建，为扩建后的派提平台的正式入口。门楣上修尖顶，用中式嵌瓷工艺装饰有花草图案。

### 帕农玛
派提平台的东西边缘有十八座花草法供塑像，称为帕农玛（พนมหมาก），为灰泥制成，覆盖瓷片，是拉玛五世时期所建。

### 拍沙韦古达坎威汉裕殿
拍沙韦古达坎威汉裕殿（พระเศวตกุฏาคารวิหารยอด），简称威汉裕（วิหารยอด），意为“圣白尖峰精舍”，位于派提平台北侧外延部分，为供奉佛像的精舍，始建于拉玛三世时期，殿身为十字形，修有嵌瓷王冠顶，拱形门窗，拱顶有拉玛五世徽章雕塑，五世王在位时重修了佛殿。入口有人身鸟头兽“丹迪玛”（นกตันติมา）像把守。殿门门板上有精致的螺钿装饰，原本是紅統府巴莫寺的门板。

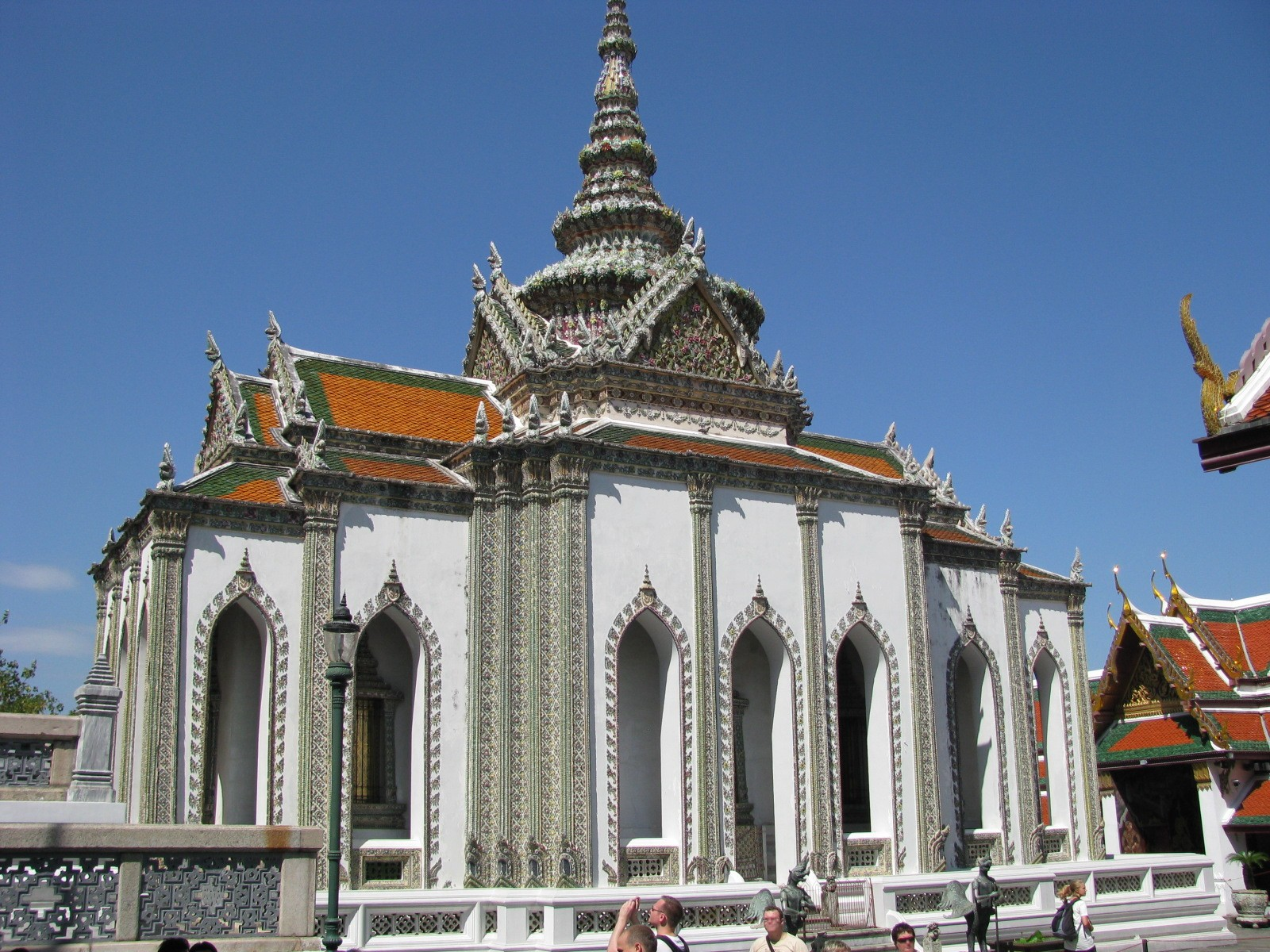
威汉裕殿
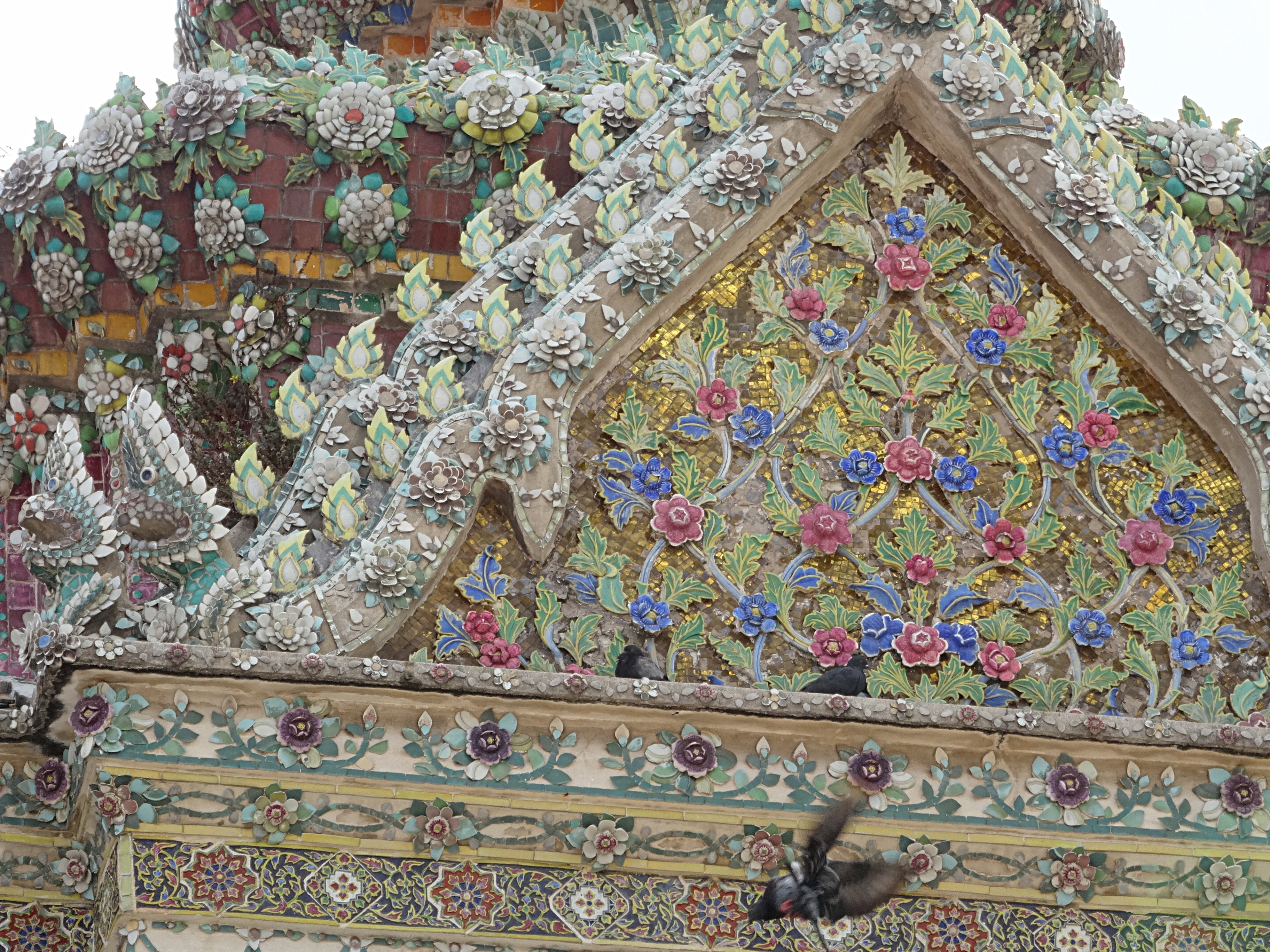
殿顶有中式嵌瓷工艺的花草图案
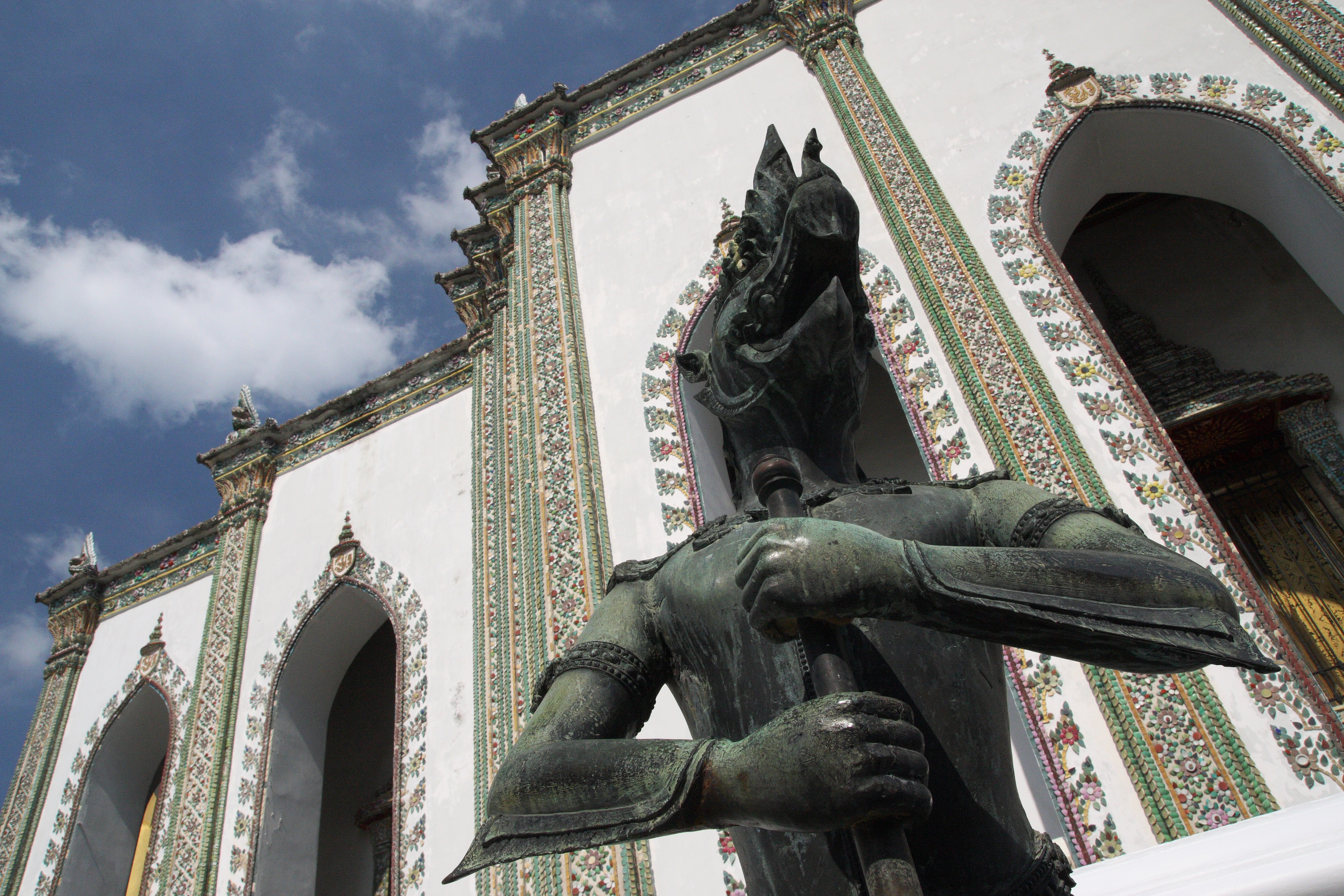
殿门有人身鸟头兽“丹迪玛”像把守
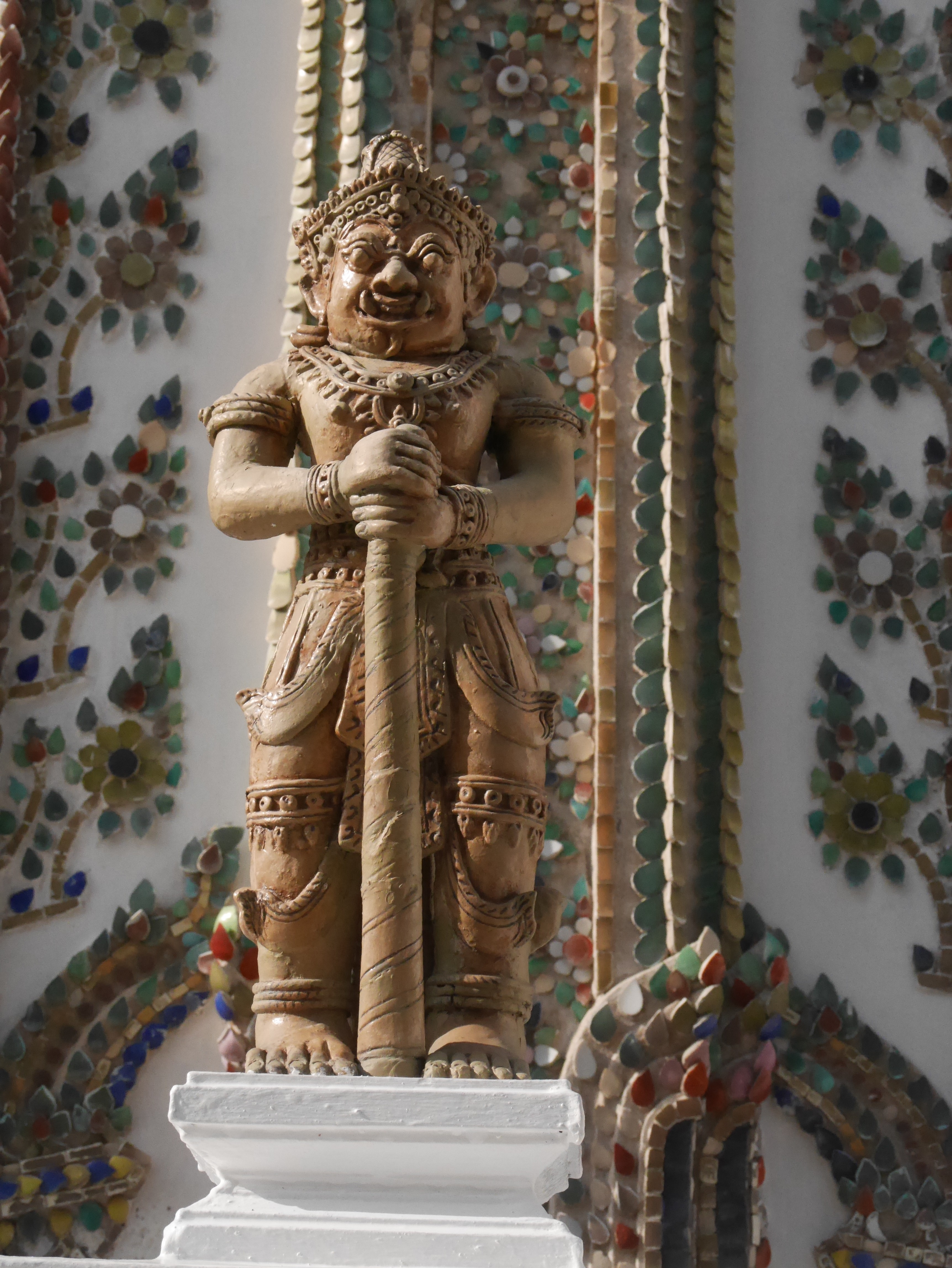
殿身的小型夜叉护法像

## 拍坎探拉阁

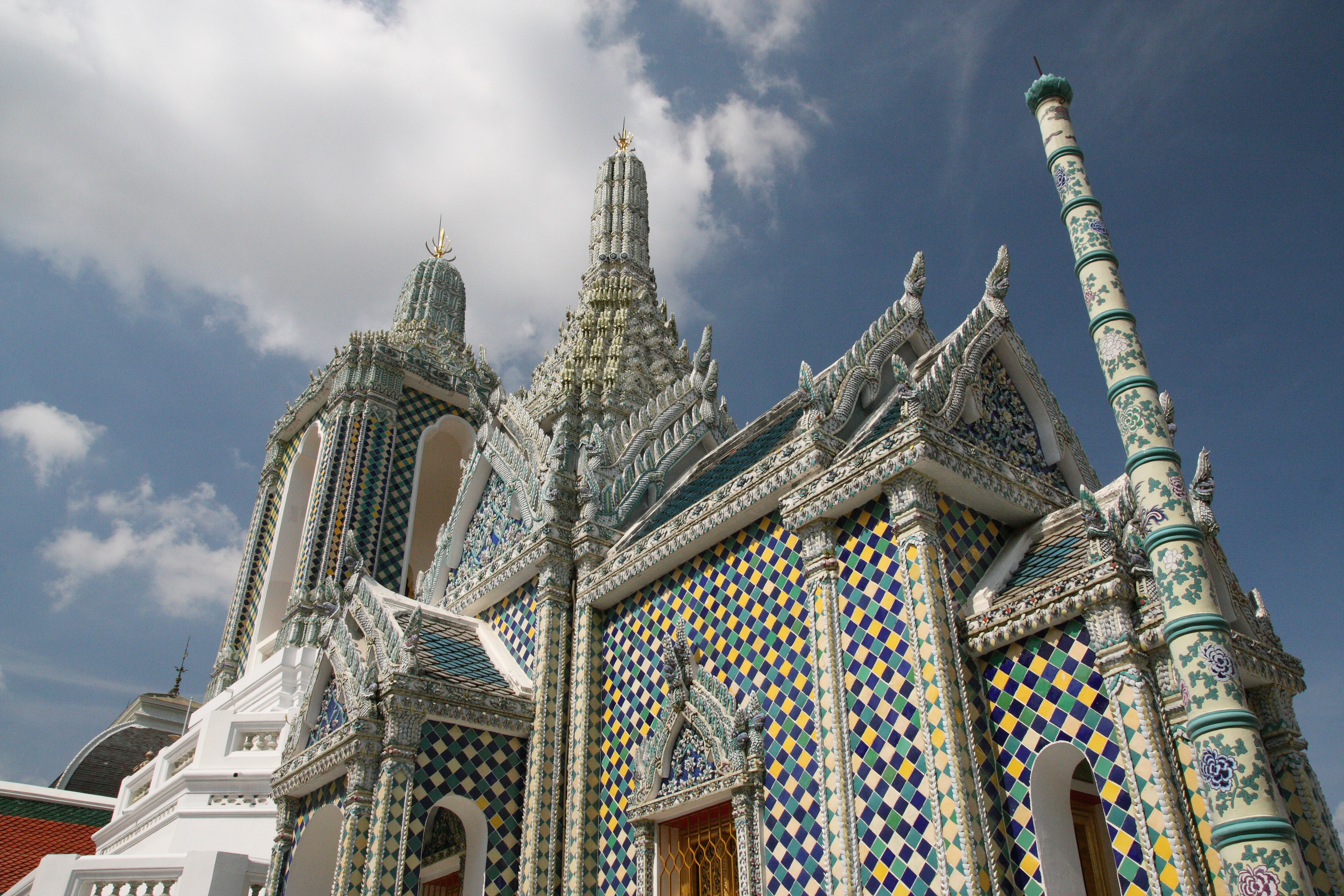
以瓷片装饰的拍坎他拉阁和拍蒙多裕邦塔

拍坎探拉阁（หอพระคันธารราษฎร์），位于玉佛寺东南角，和拍蒙多裕邦塔（พระมณฑปยอดปรางค์）相邻。为拉玛四世时期所建，供有拍坎探拉佛，是拉玛一世时期所铸的铜像，祈雨式手印。拉玛四世下令为这尊像贴金，并在额前戴钻，在春耕节时供膜拜。阁身覆盖青黄瓷片，正门设在北侧，建有门廊。阁顶修有普朗塔式尖顶，山花都是嵌瓷花草图案。门窗装饰有稻米鱼虾图案，寄托国土富饶之寓意。

## 拍蒙多裕邦塔
拍蒙多裕邦塔位于拍坎探拉阁身后，为普朗塔式样，八角塔基，蒙多式塔亭，亭内有一座小型舍利塔，为拉玛四世出家时寻得。塔和阁均有中式石狮把守。

## 钟楼

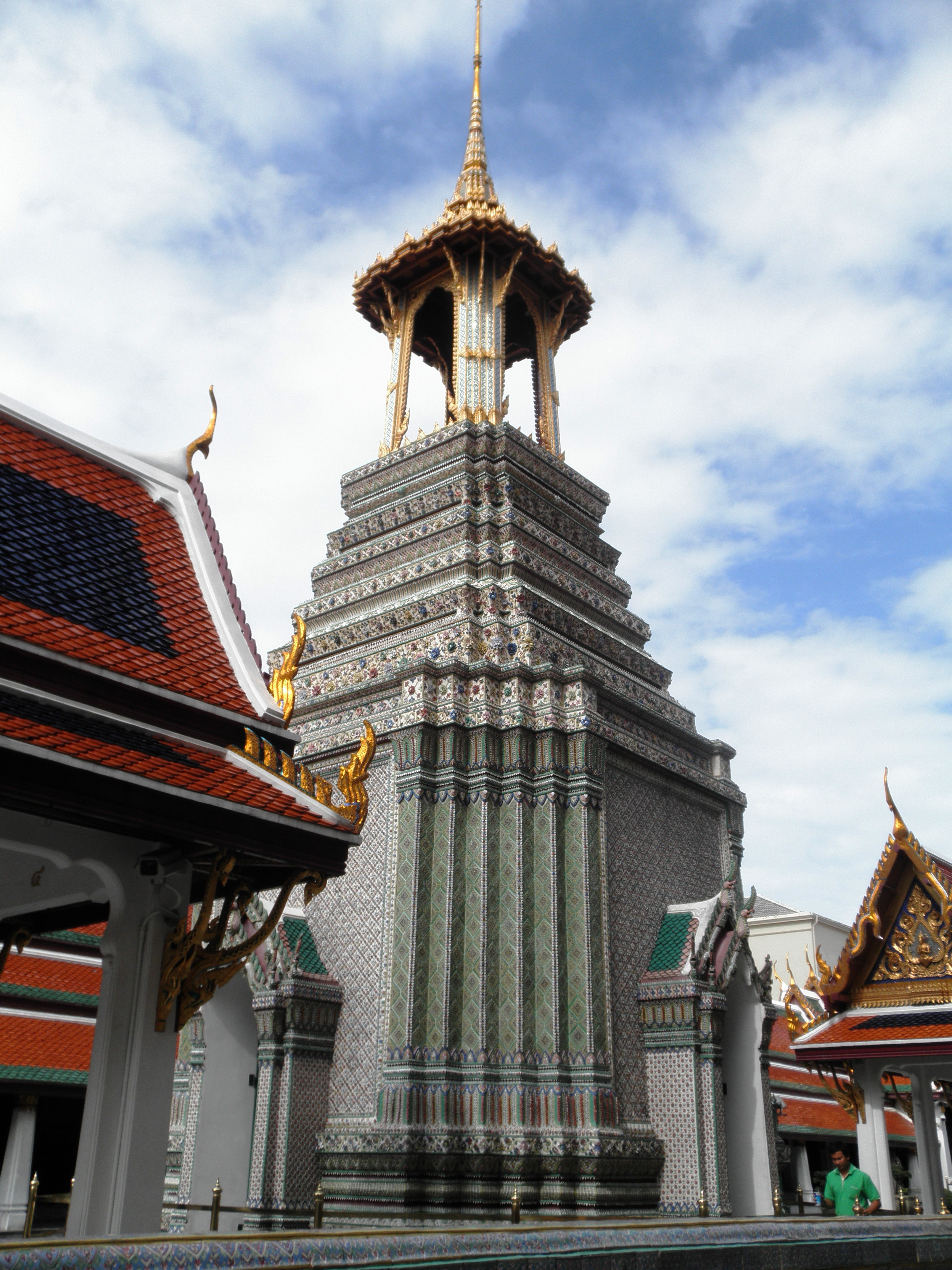
钟楼

钟楼（หอระฆัง）位于玉佛寺南端，始建于拉玛一世时期，拉玛四世时重修。1882年，曼谷建城百年时完工。钟楼为八角基座，四面设门廊，阁内登梯可达钟亭。钟亭为蒙多式塔亭。阁身以瓷片装饰。如今仅在僧王即位时敲钟。

## 拍蒙天探阁

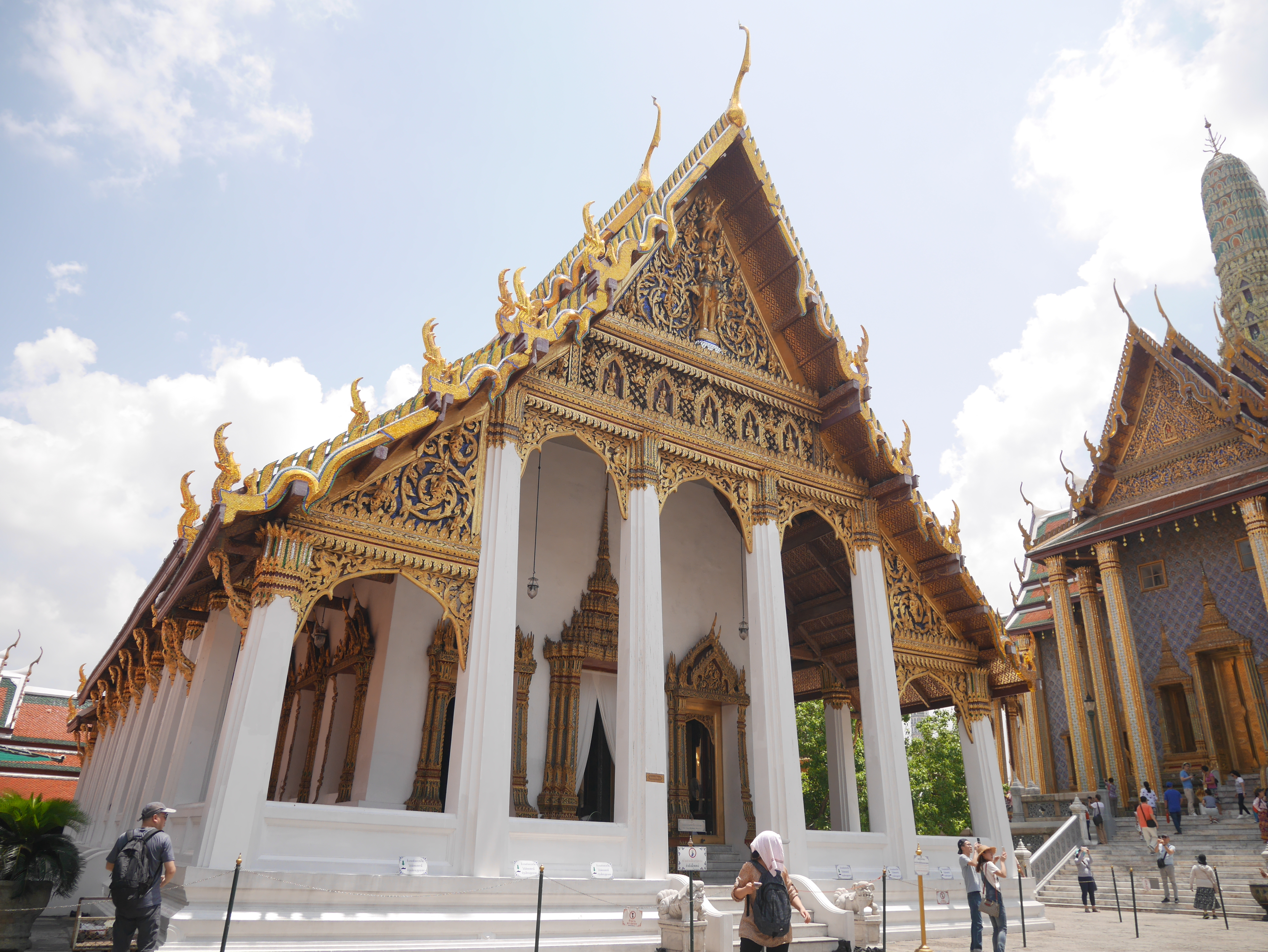
拍蒙天探阁，为藏经之处

拍蒙天探阁（หอมณเฑียรธรรม）是一处藏经阁，位于东北角，为二王玛哈·素拉辛哈那捐建。阁身为长方形，四面有柱廊，支撑四层大屋檐，上覆有青黄瓦片，山花上有因陀罗骑乘爱罗婆多三头象的形象。阁内有二王的木雕哈奴曼王徽。入口设在西侧。阁内藏有巴利三藏，置于两个螺钿经柜内。拍蒙天探阁曾是僧侣考试、沙弥修习的课室。佛教节日期间，僧侣会在这里聚会讲经说法。

## 拍那阁
拍那阁（หอพระนาก）为一处王家陵寝，原本是拉玛一世时为供奉阿瑜陀耶拍那金铜佛所建的佛阁，佛像后来移至威汉裕殿供奉，拍那阁仍保留原名。屋檐覆盖青黄瓦片，内部分为七间，保存王族遗骸。阿瑜陀耶时代的传统是在寺内保存女性王族的遗骸，但拍那阁内已不分男女，扎克里王朝历代二王及其子嗣的遗骨皆在此保存，置于金罌之中。

## 拍阿沙达玛哈则迪塔

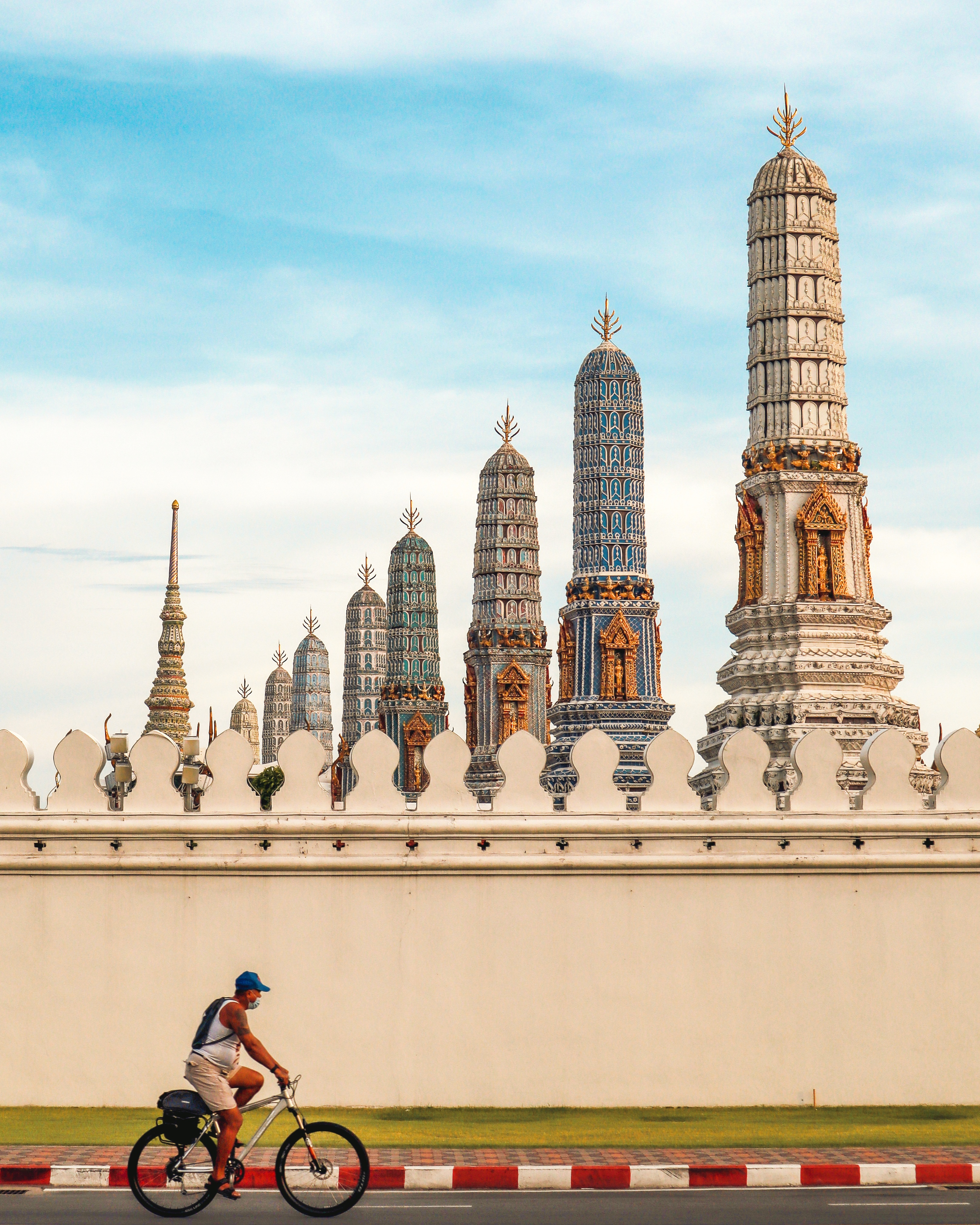
寺东八座普朗塔自北向南排列

寺东建有一列八座普朗塔，称为拍阿沙达玛哈则迪（พระอัษฎามหาเจดีย์），为拉玛一世时期所建，拉玛三世时修缮，贴上瓷片装饰。这八座普朗塔的塔身瘦长，有典型的拉达那哥欣时代的特点。塔基为砖石八角形结构，上有灰塑装饰。中段塔身为四方形，四面设壁龛，内有天人金像，上段塔顶有夜叉力士像，双手高举作支撑姿态。这八座塔原本是沿着寺东围墙所建，都建在围墙外侧，惟拉玛四世时扩建围墙，将其中两座塔围入墙内。
八塔各有寓意，颜色各异：
- 正等正觉大塔（พระสัมมาสัมพุทธมหาเจดีย์），为白色，供奉三宝之佛。
- 妙法精通大塔（พระสัทธรรมปริยัติวรมหาเจดีย์），为蓝色，供奉三宝之法。
- 圣僧声闻大塔（พระอริยสงฆ์สาวกมหาเจดีย์），供奉三宝之僧。
- 声闻比丘僧伽大塔（พระอริยสาวิกาภิกษุสังฆมหาเจดีย์），为绿色，供奉比丘尼。
- 缘觉菩提正觉大塔（พระปัจเจกโพธิสัมพุทธมหาเจดีย์），为紫色，供奉离群修行自证菩提的辟支佛。
- 至上转轮王罗阇大塔（พระบรมจักรวรรดิราชามหาเจดีย์），为浅蓝色，供奉转轮王。
- 菩提薩埵成就大塔（พระโพธิสัตว์กฤษฎามหาเจดีย์），为红色，供奉菩萨。
- 吉祥圣慈大塔（พระศรีอริยเมตตะมหาเจดีย์），为黄色，供奉彌勒[63][64]。

## 拉玛坚壁画

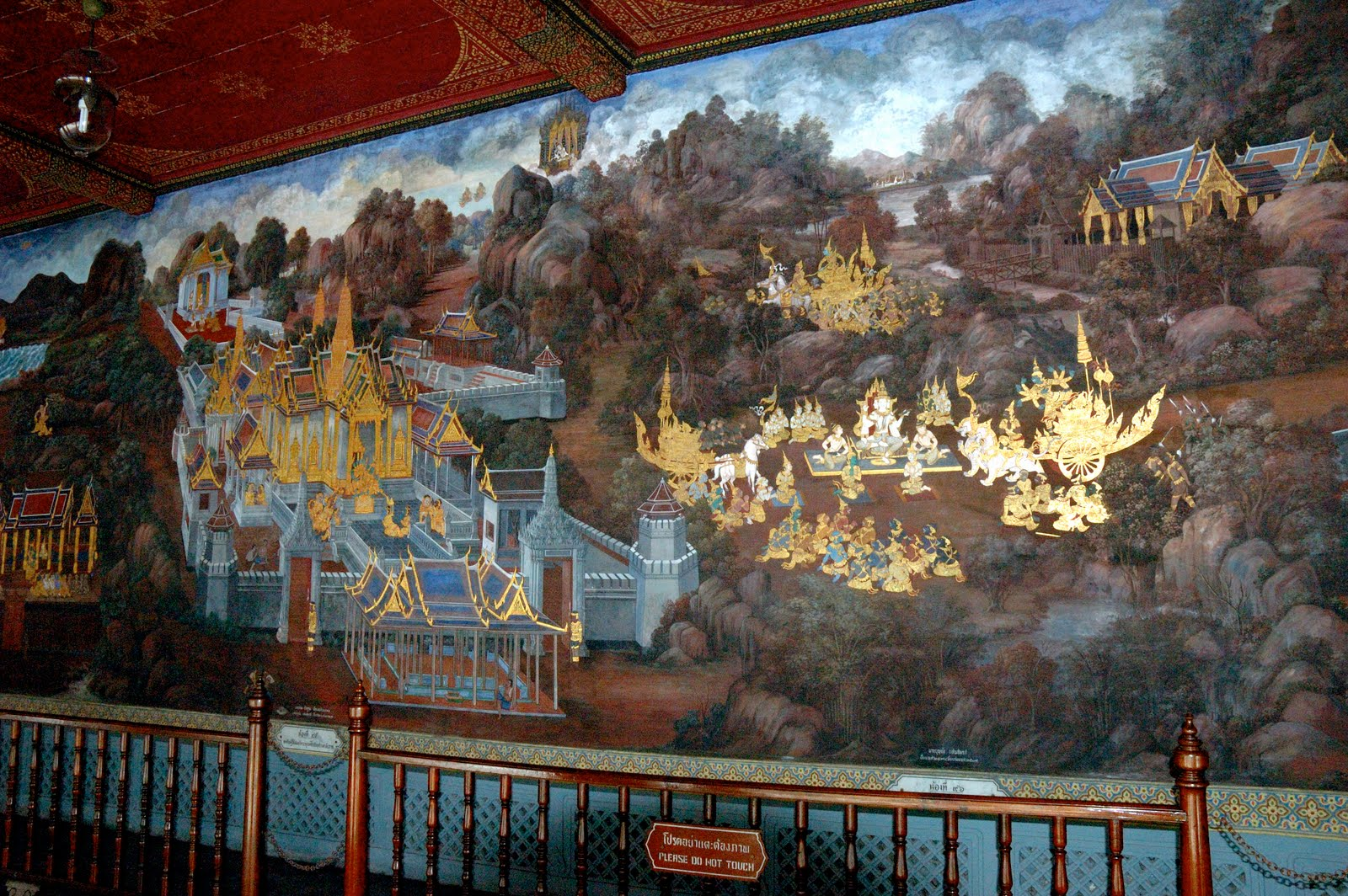
寺院围墙的拉玛坚壁画

寺墙（พระระเบียง）为一回廊，外侧为围墙，内侧开放。回廊壁画的主题是泰国史诗《拉玛坚》，是为印度罗摩衍那史诗的本地变体。1797年，在拉玛一世亲自监督下，按新钦定正本画成，分为五章。玉佛寺中各式装饰的典故基本都出自拉玛坚史诗，史诗中传达的正义王权的观念对于东南亚诸国都影响深远，并同本地的王权观念结合，泰国国王本身被视为拉玛坚主角罗摩的化身，其统治的佛国亦等同于现世的阿约提亚城。拉玛三世时期通篇重绘，是存留至今、定期维护的版本。壁画按照拉玛坚史诗的故事编排，共分为178个场景，首个场景位于威汉裕门（七号门）右侧。

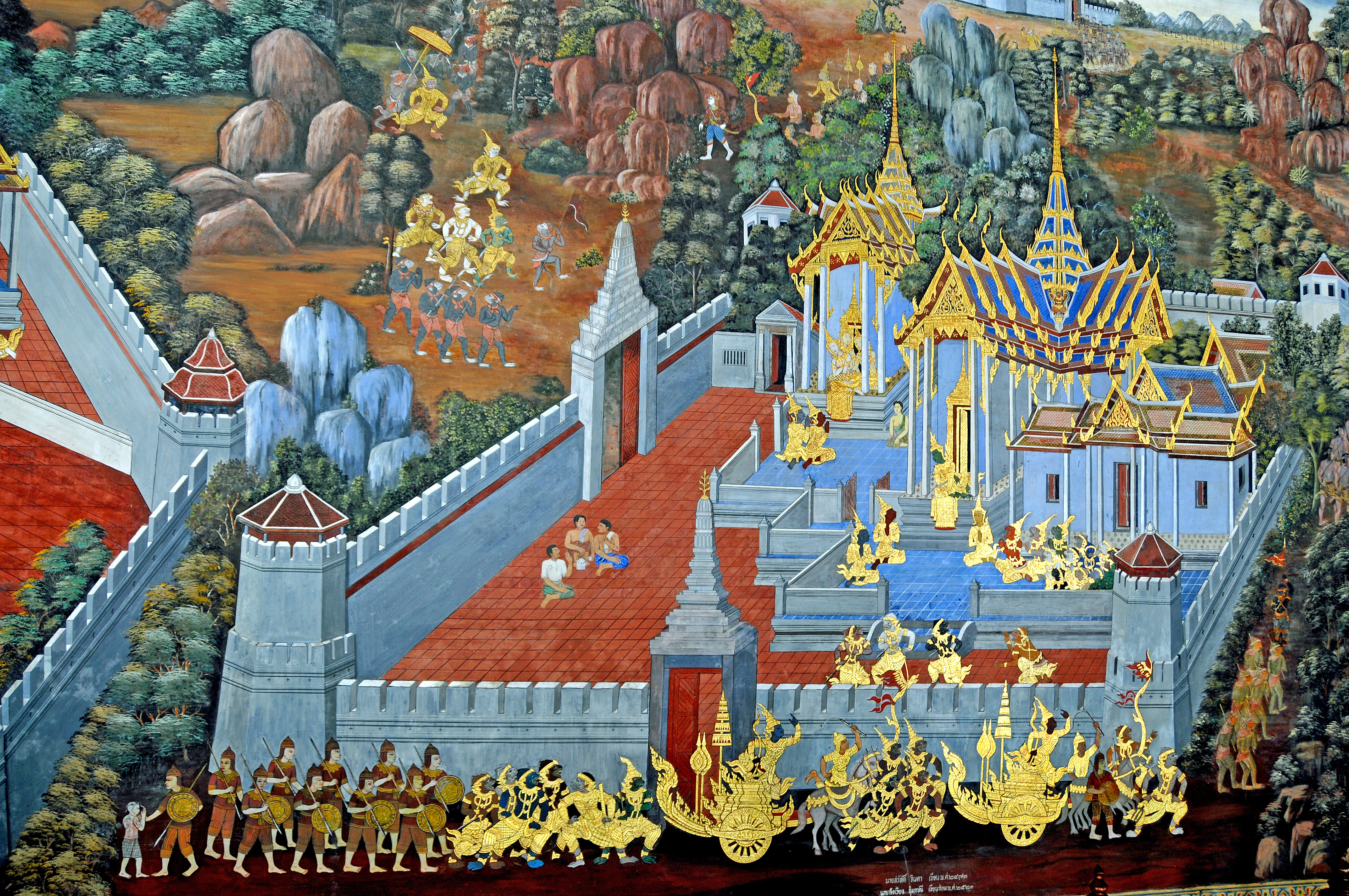
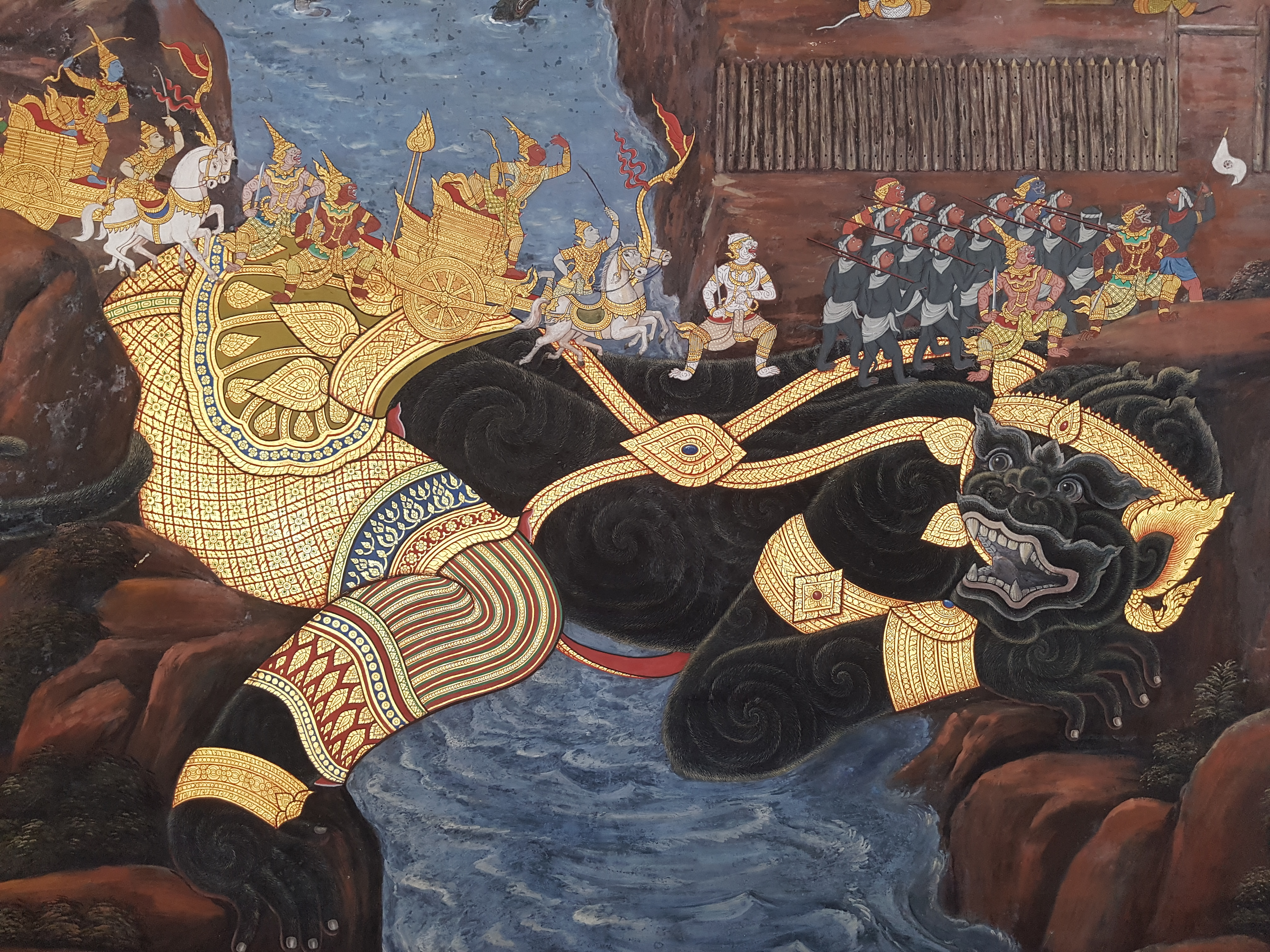
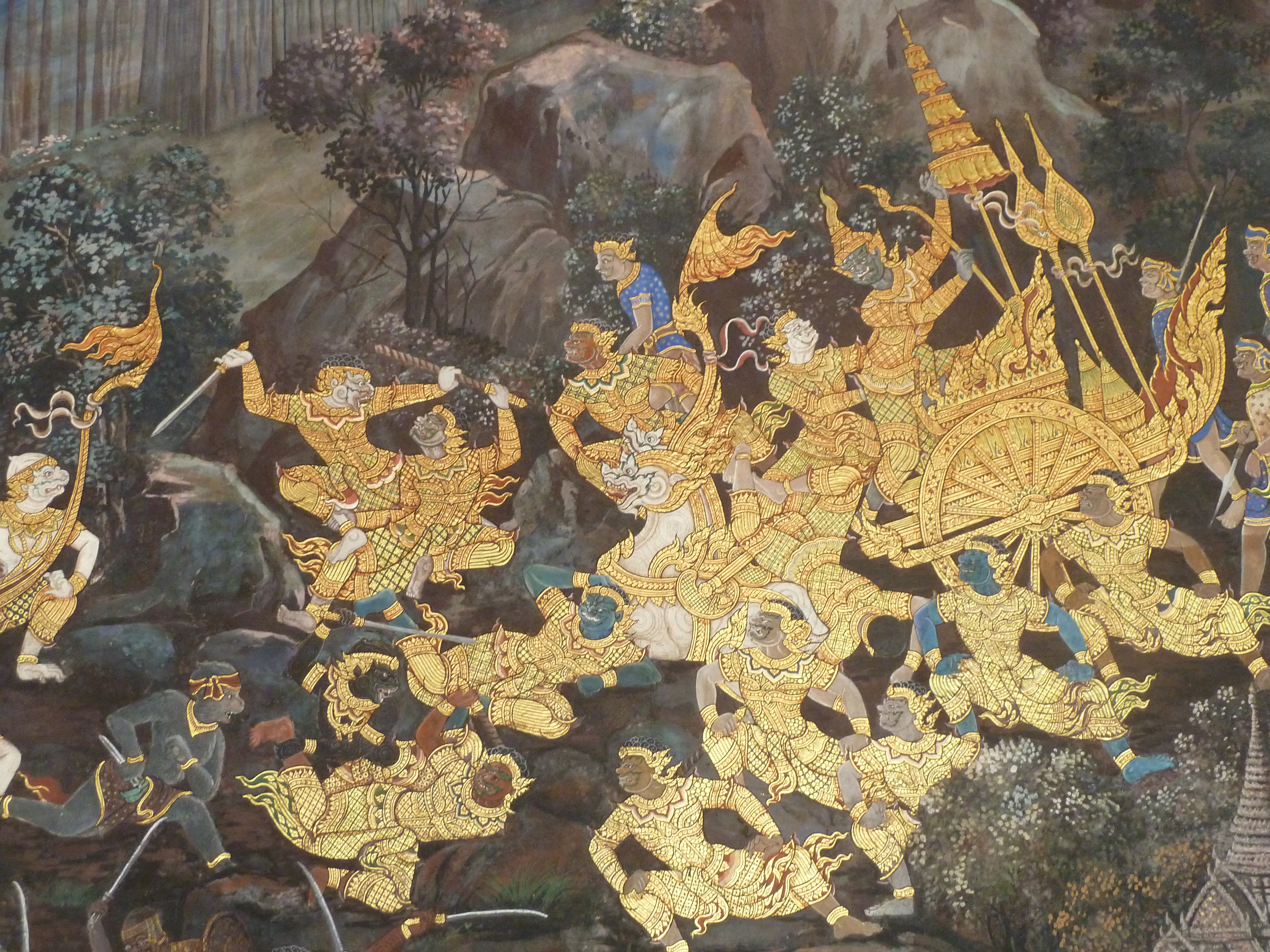
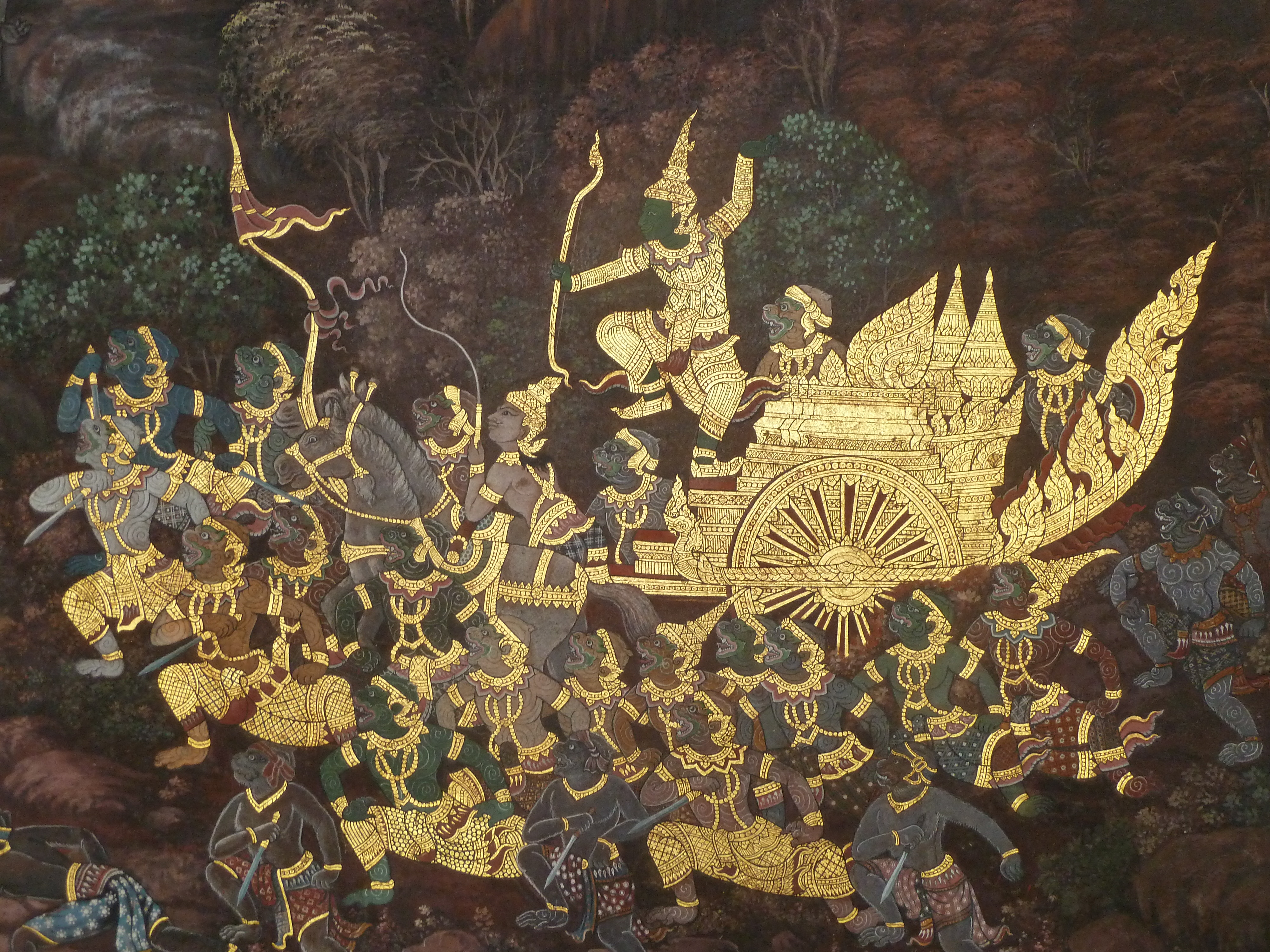
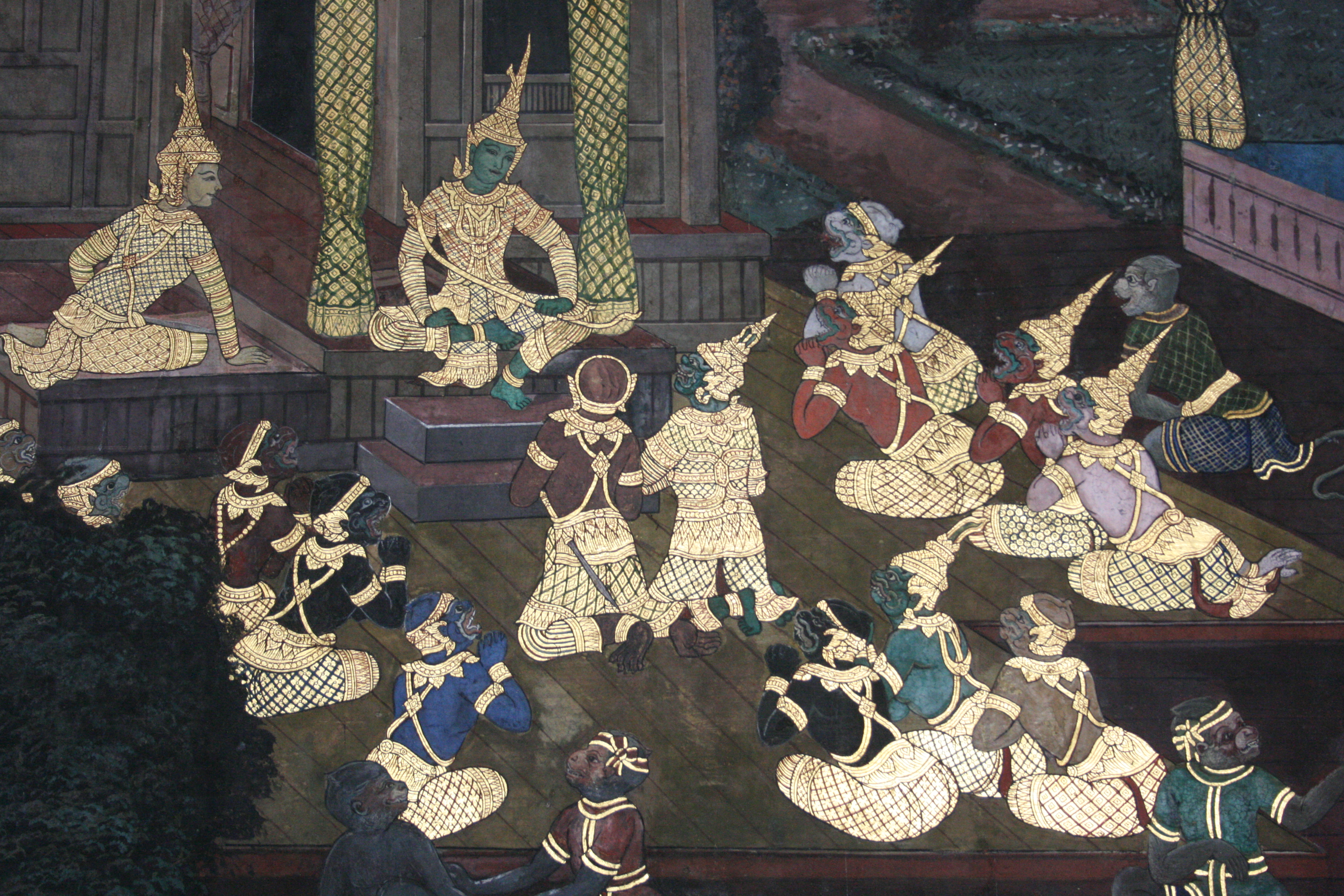
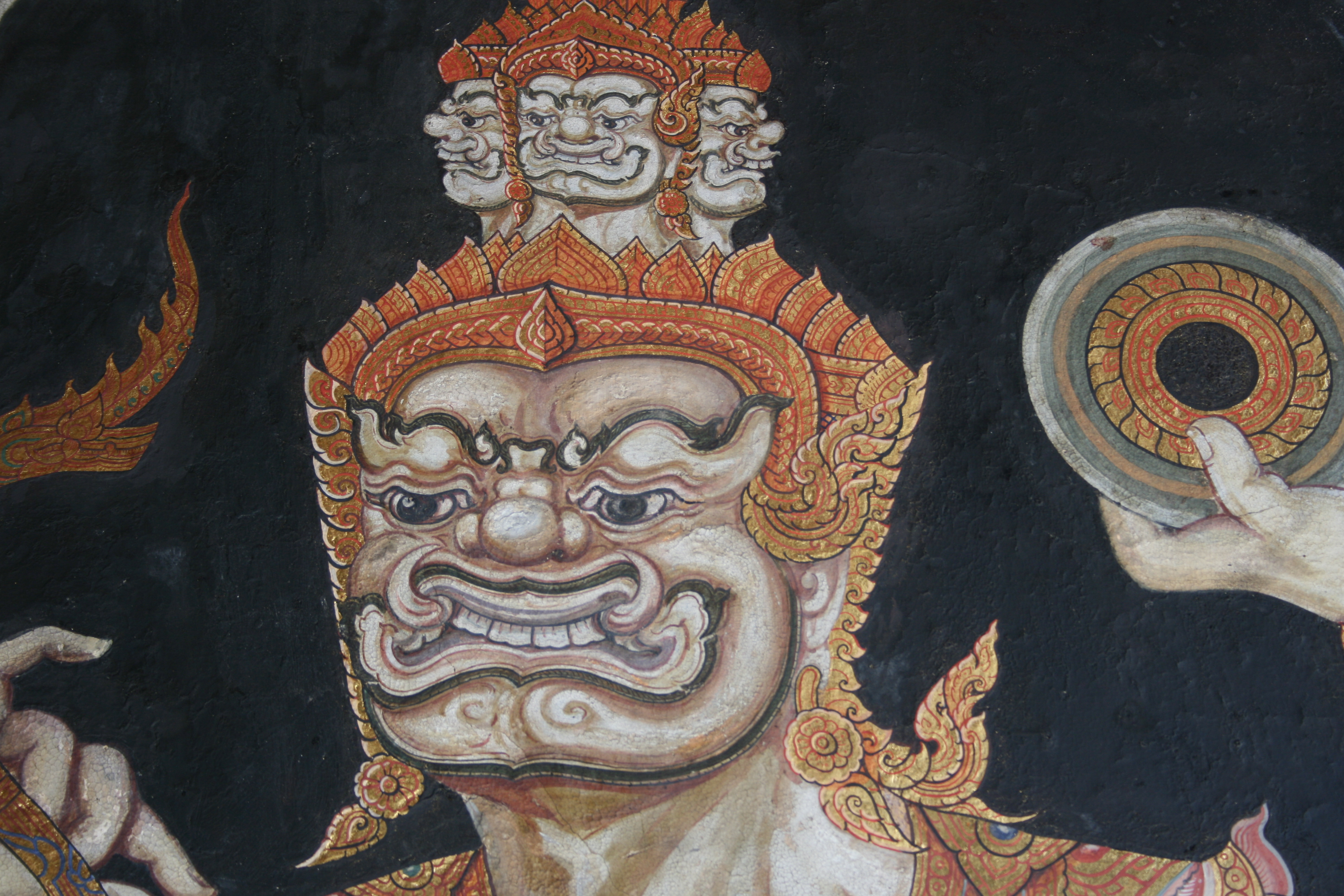
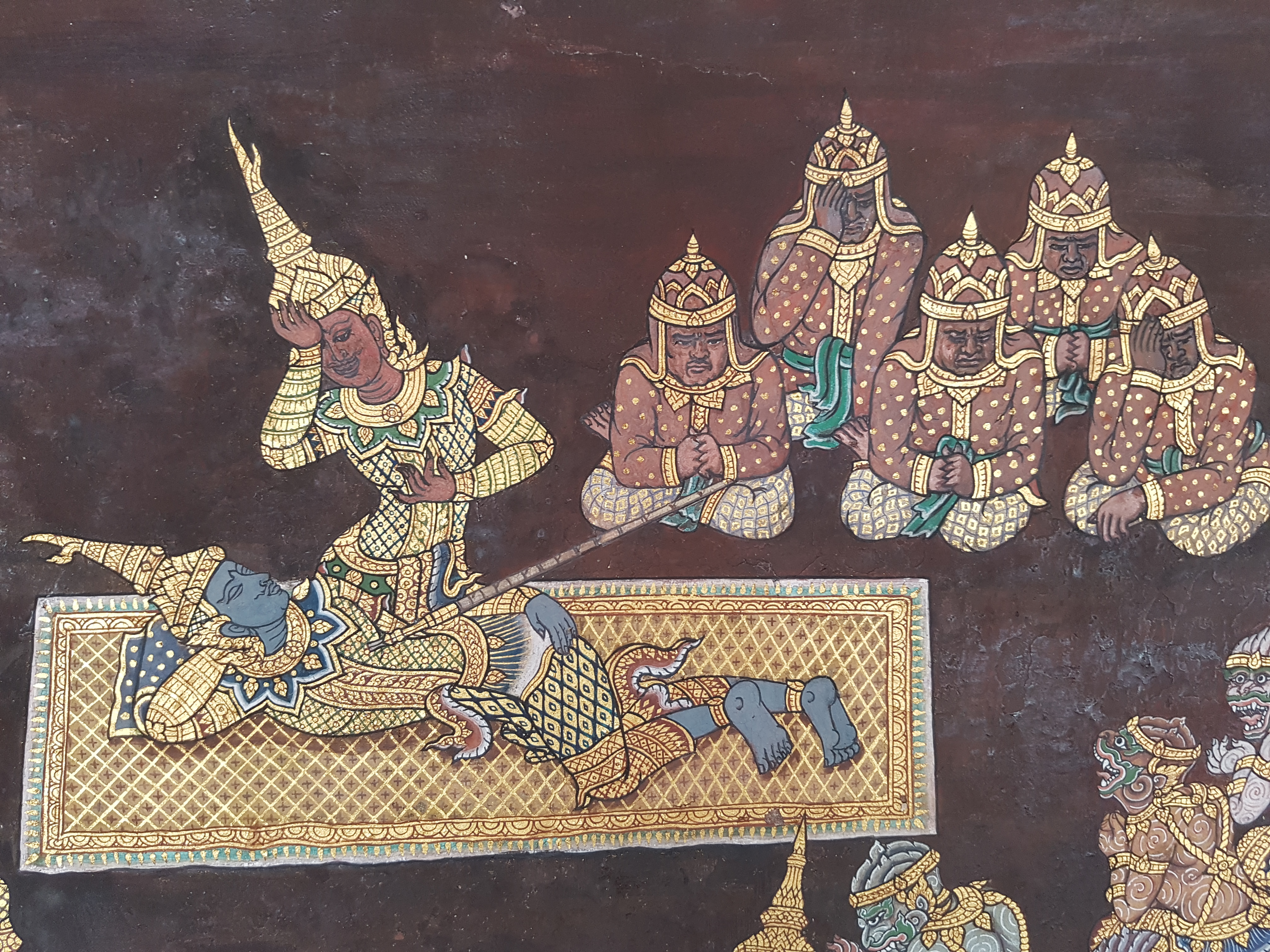
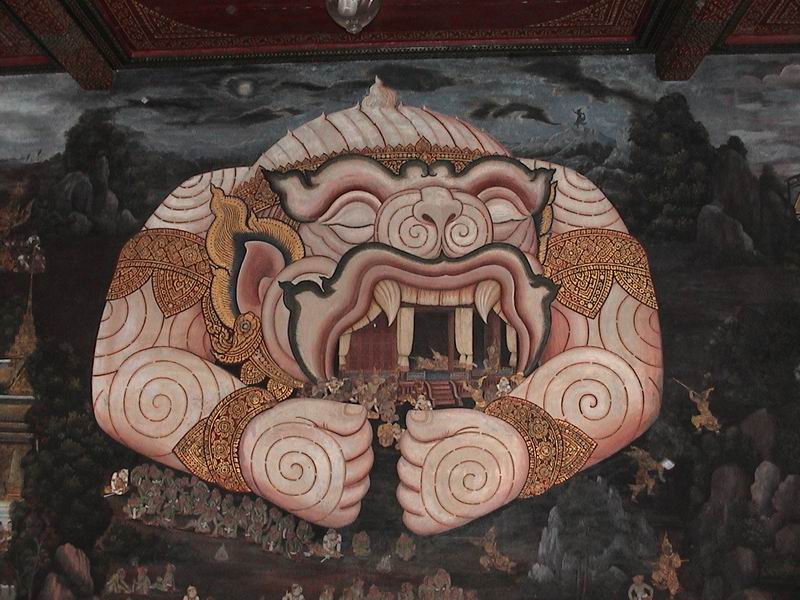
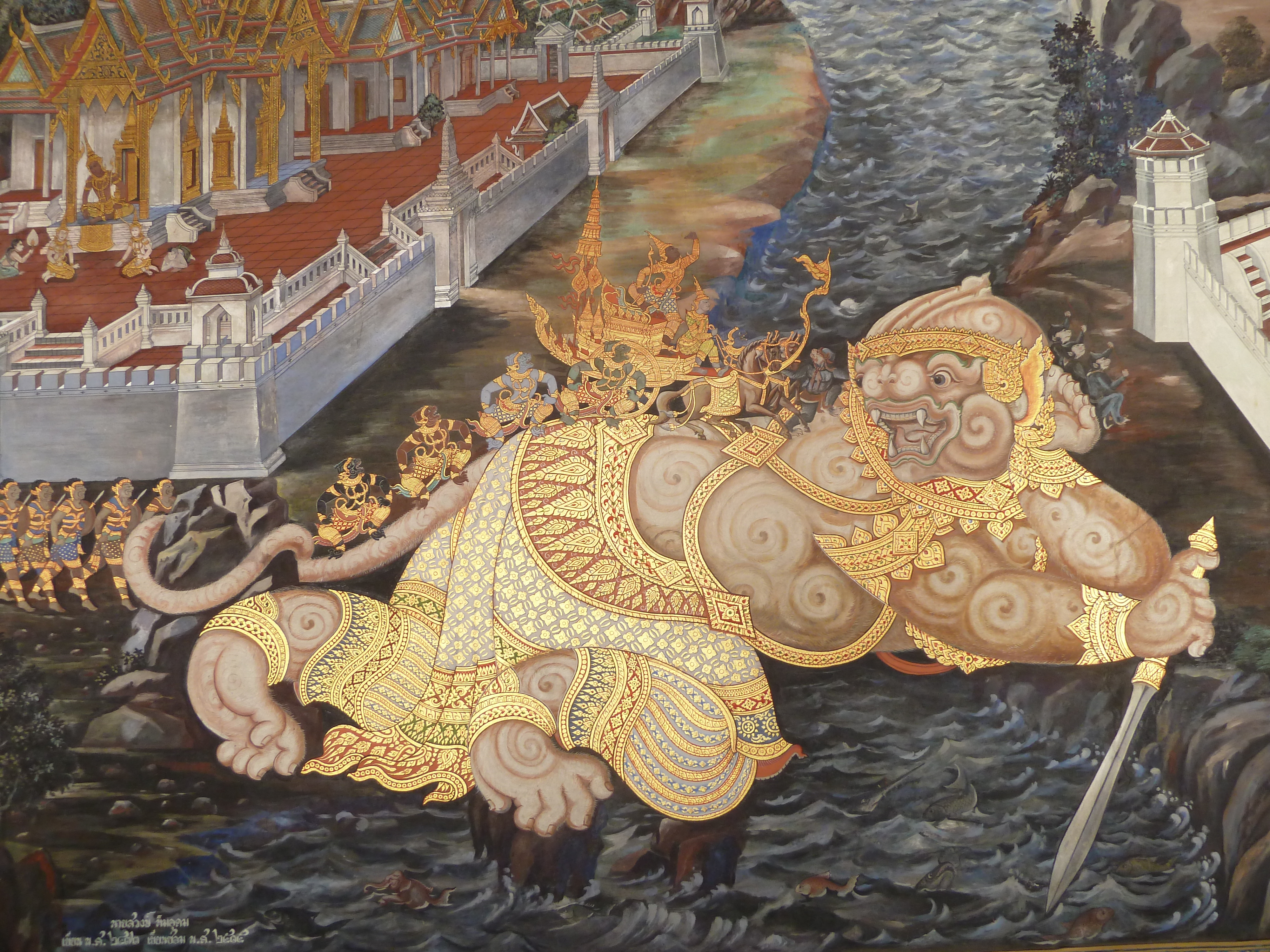
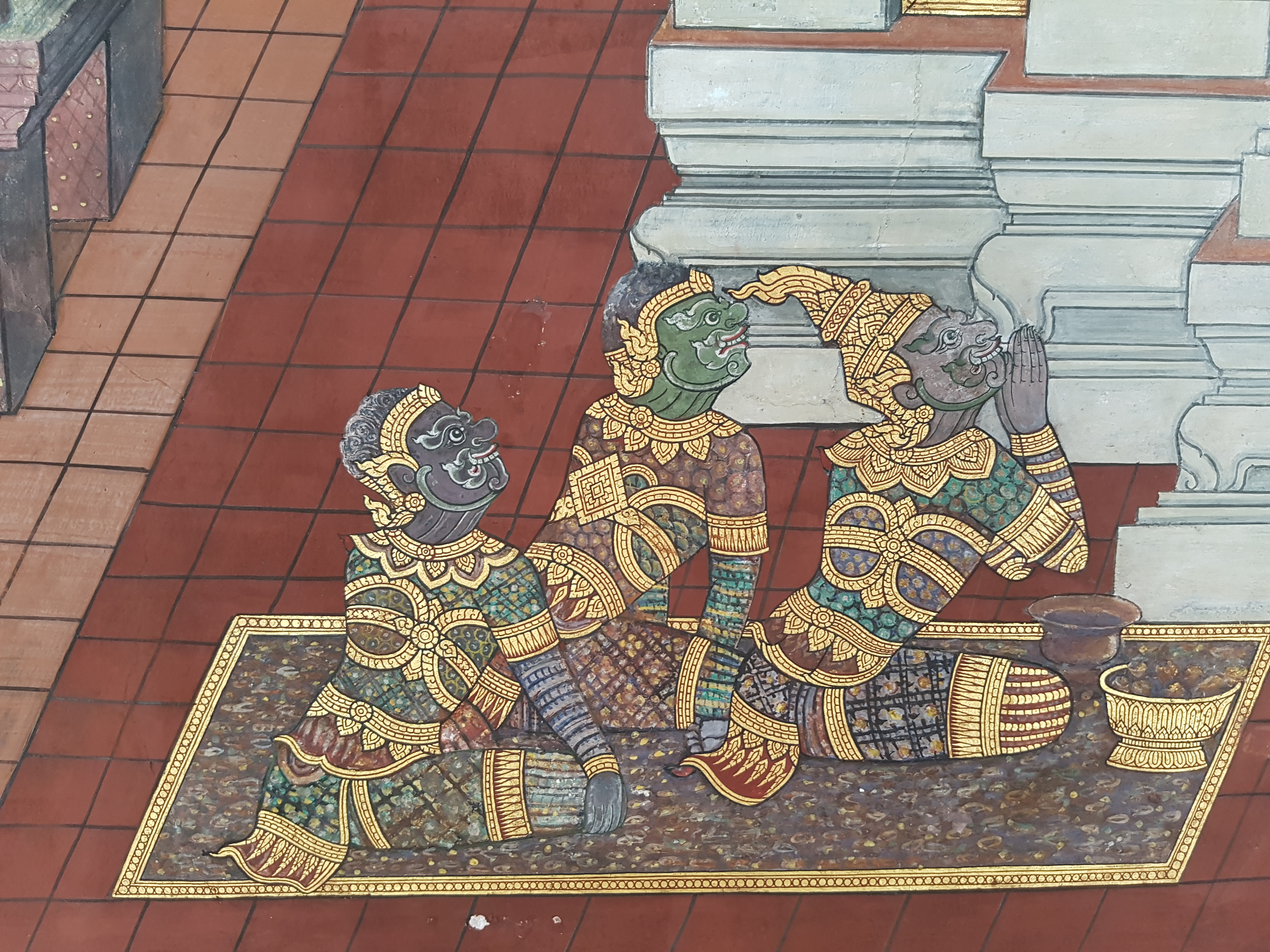

## 寺门

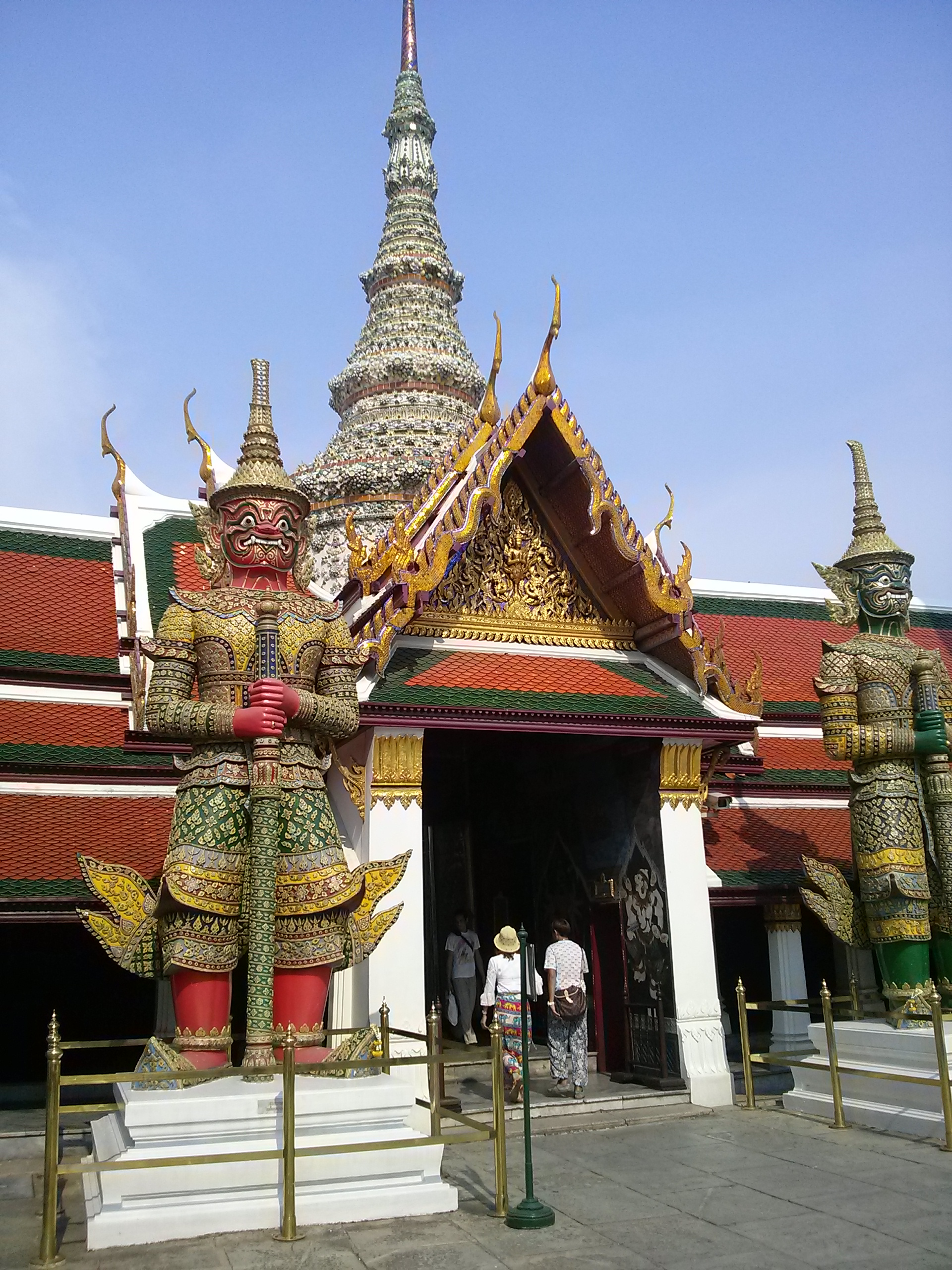
前御行门（一号门）

玉佛寺共有七道寺门，东侧两道，西侧三道，南侧一道，北侧一道：
- 前御行门（一号门），位于东侧，正对拍贴比东神殿。为拉玛四世时期所建，是唯一一处修有王冠尖顶的寺门。门外有凉亭和象台[67]。
- 牛前门（二号门），位于东侧，正对戒堂及戒堂前耕牛像[68]。
- 西拉达那沙沙达兰门（三号门），位于南侧，通往大王宫中廷，也是游客出口[69]。
- 神医门（四号门）位于西侧最南端，正对着神医耆婆像，是游客入口[70]。
- 後御行门（五号门），位于西侧中间。门外有供凉亭和象台。重大节庆时为国王正式入口，平日关闭[71]。
- 沙南猜门（六号门），位于西侧最北端。沙南猜是门外大王宫外廷的一方空地。
- 威汉裕门（七号门），位于北侧，正对威汉裕殿。是唯一一处没有守门夜叉像的门[72]。

### 护法夜叉像

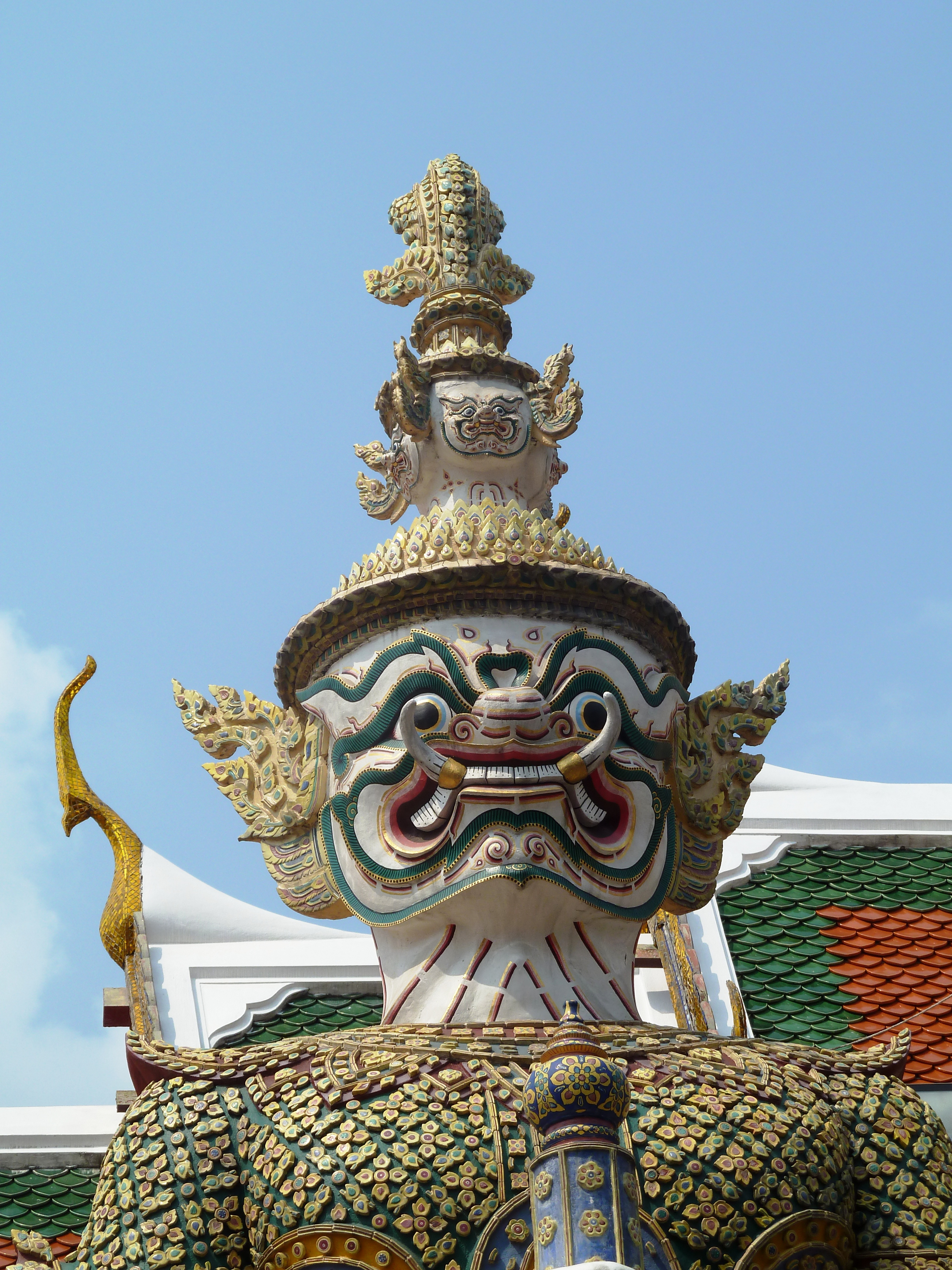
差甲瓦 （จักรวรรดิ）
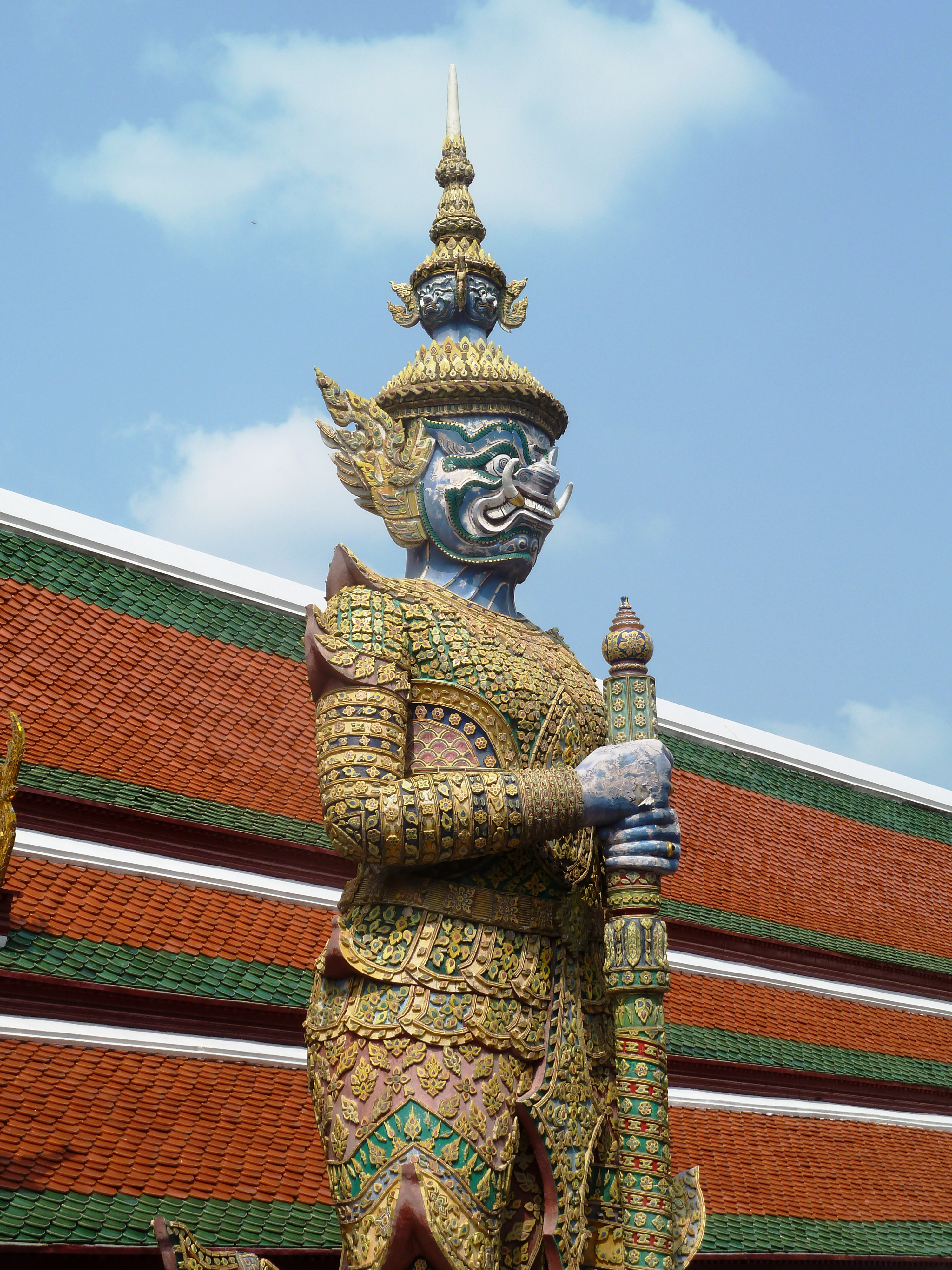
阿沙甘玛叻孙 （อัศกรรณมาลาสูร）
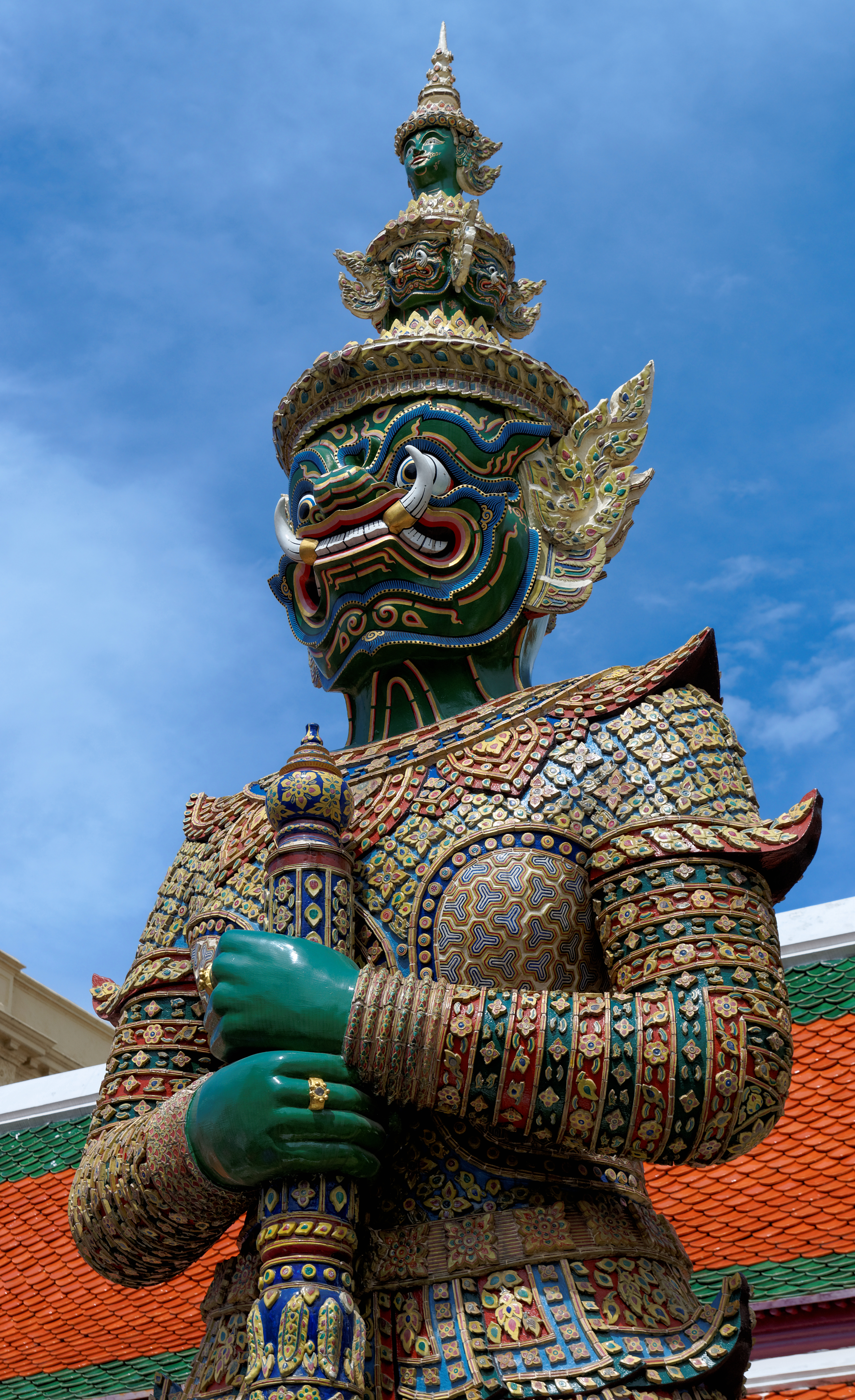
十面 （ทศกัณฐ์）
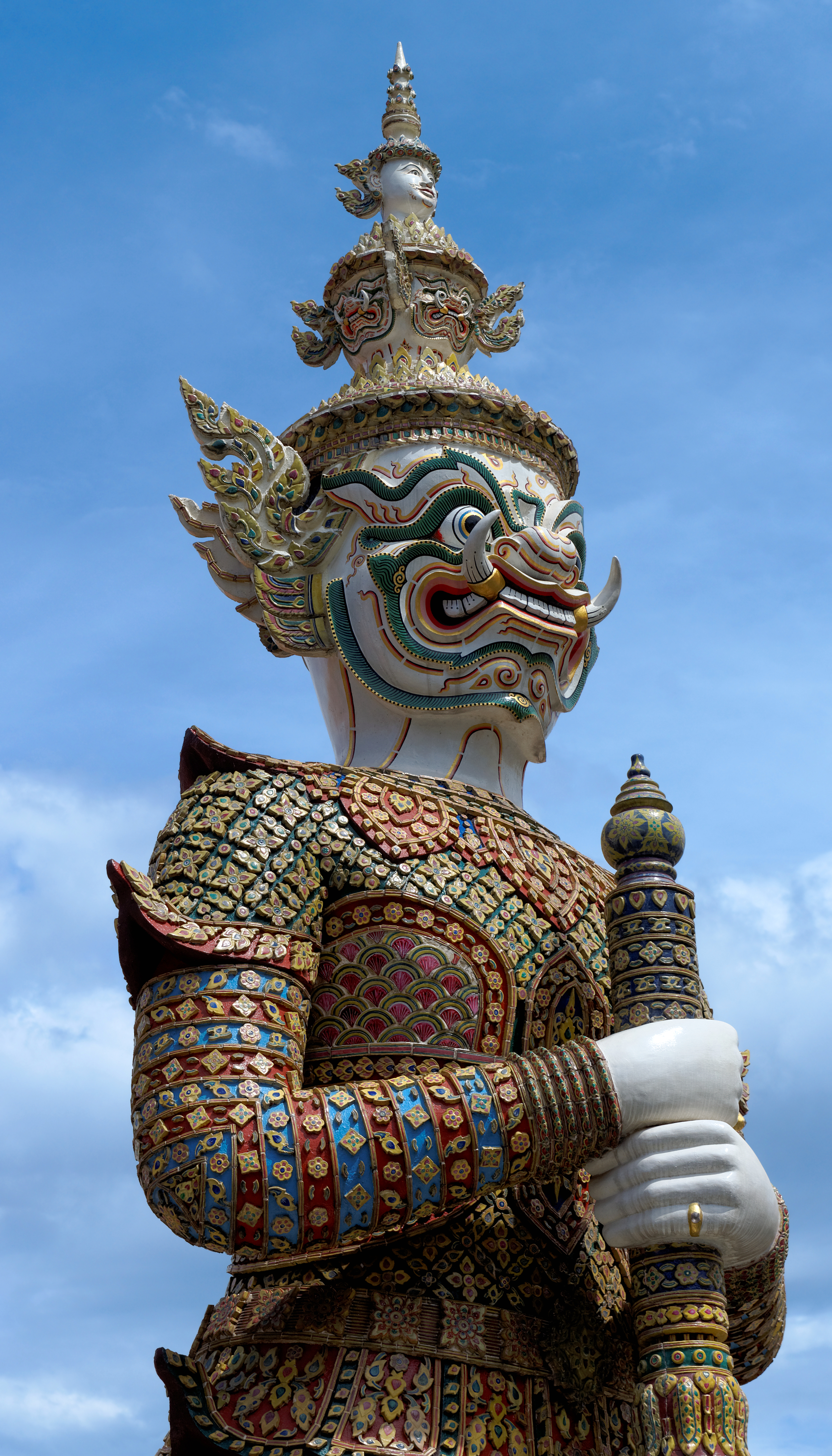
沙哈沙德差 （สหัสเดชะ）
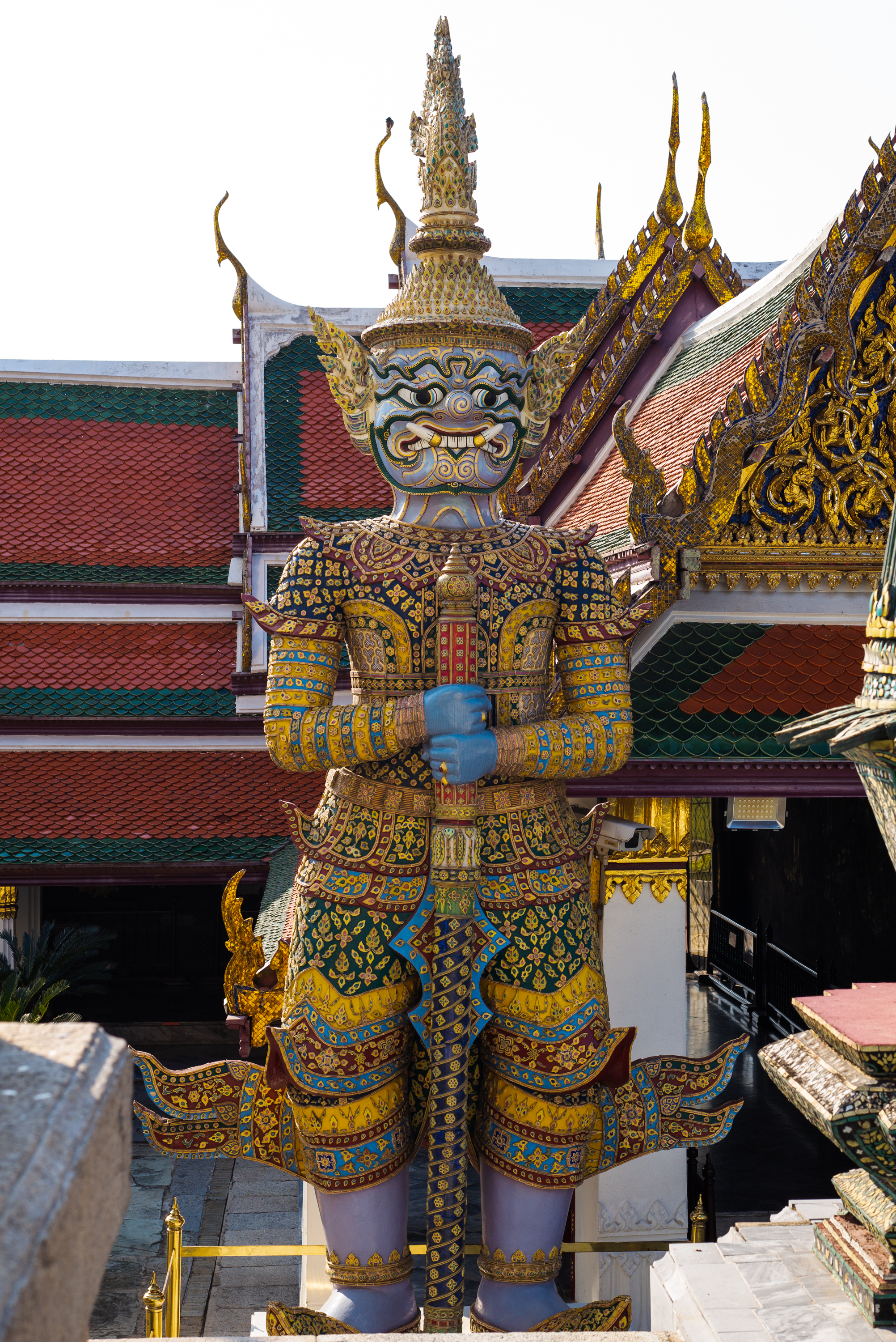
迈亚拉 （ไมยราพ）
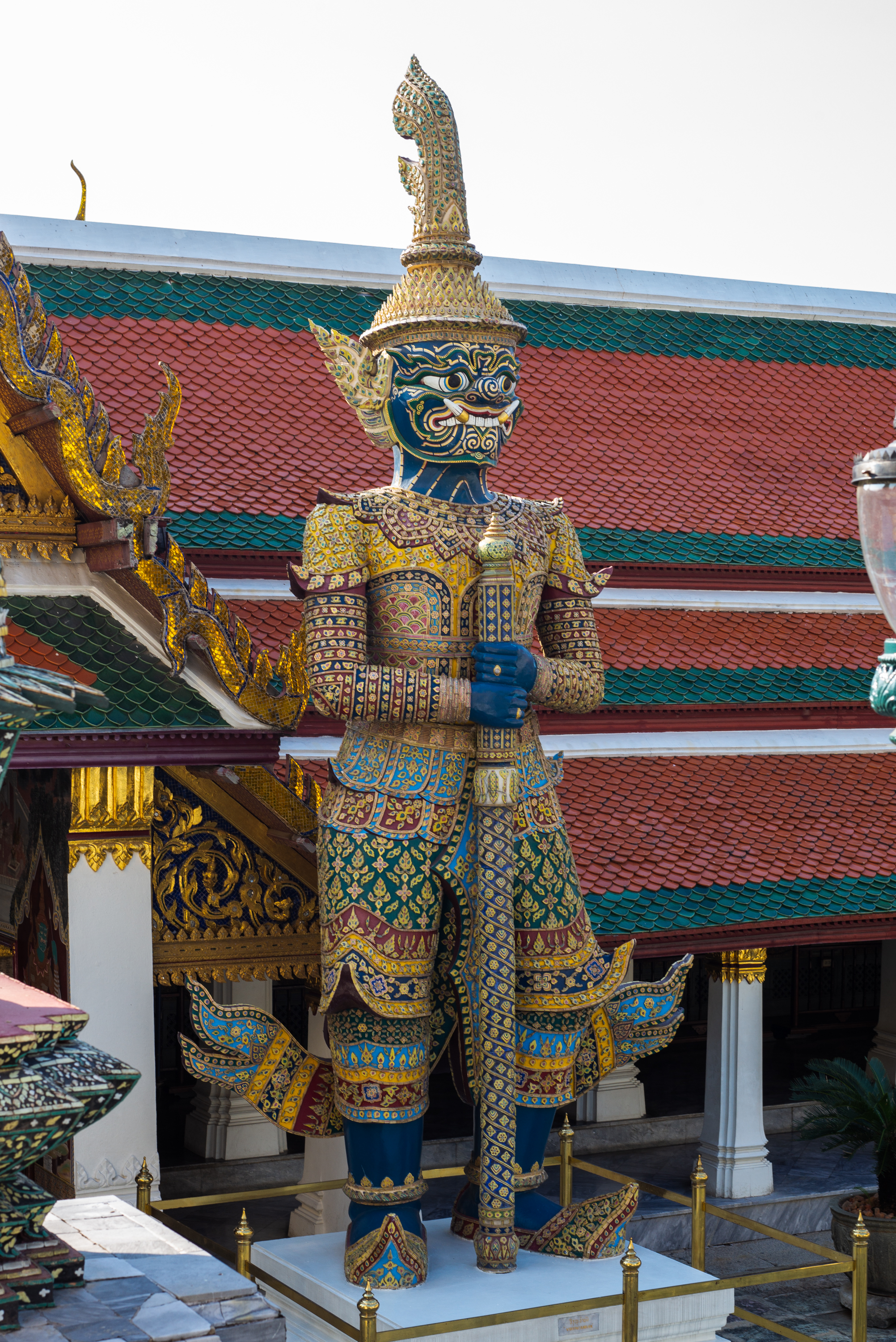
威伦参邦 （วิรุณจำบัง）

玉佛寺的七道寺门前，六道有十二尊护法夜叉像，惟北门无夜叉像把守。守门的夜叉皆来自于拉玛坚史诗故事，面色及宝冠式样各异。夜叉像高约5米，手持大锤或金刚杵。一号门前靠左开始，顺时针分别是：
- 素里亚朴，面色为红，戴笋形宝冠；
- 因陀羅耆特，面色为绿，戴笋形宝冠；
- 芒功甘，面色为绿，戴那伽形宝冠；
- 增長天，面色深蓝，戴那迦形宝冠；
- 托沙基里通，即帝梵陀伽，面色深红，象鼻，戴笋形宝冠；
- 托沙基里万，即那栏陀伽，面色为绿，象鼻，戴笋形宝冠；
- 差甲瓦，面色为白，头顶多张面相，戴羽毛形宝冠；
- 阿沙甘玛叻孙，面色为紫，头顶多张面相，戴尖顶宝冠；
- 十面，即罗波那，面色为绿，头顶两级多张面相；
- 沙哈沙德差，面色为白，头顶两级多张面相；
- 迈亚拉，面色浅紫，戴鸡冠形宝冠；
- 威伦参邦，面色深蓝，戴鸡冠形宝冠。

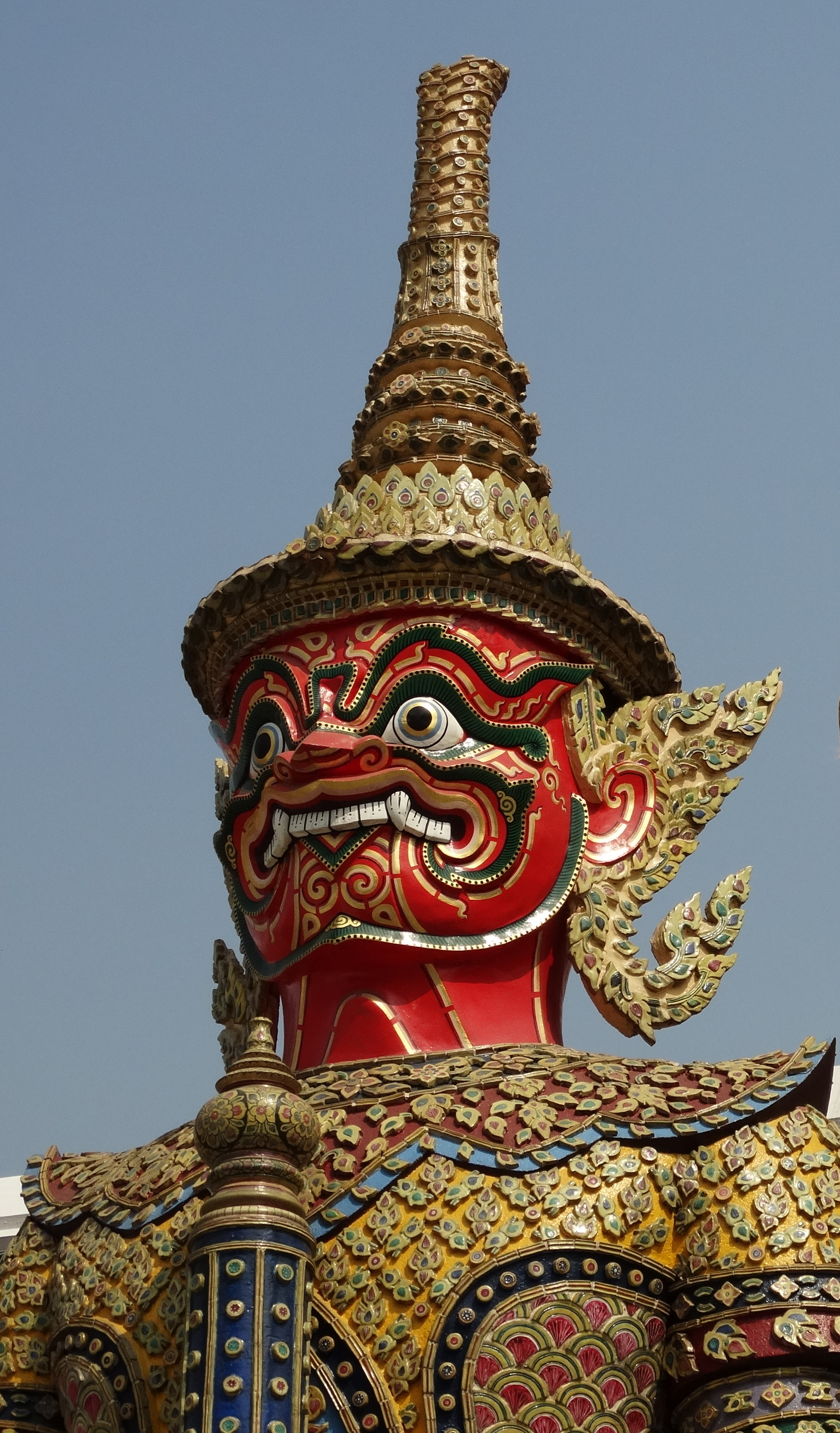
素里亚朴 
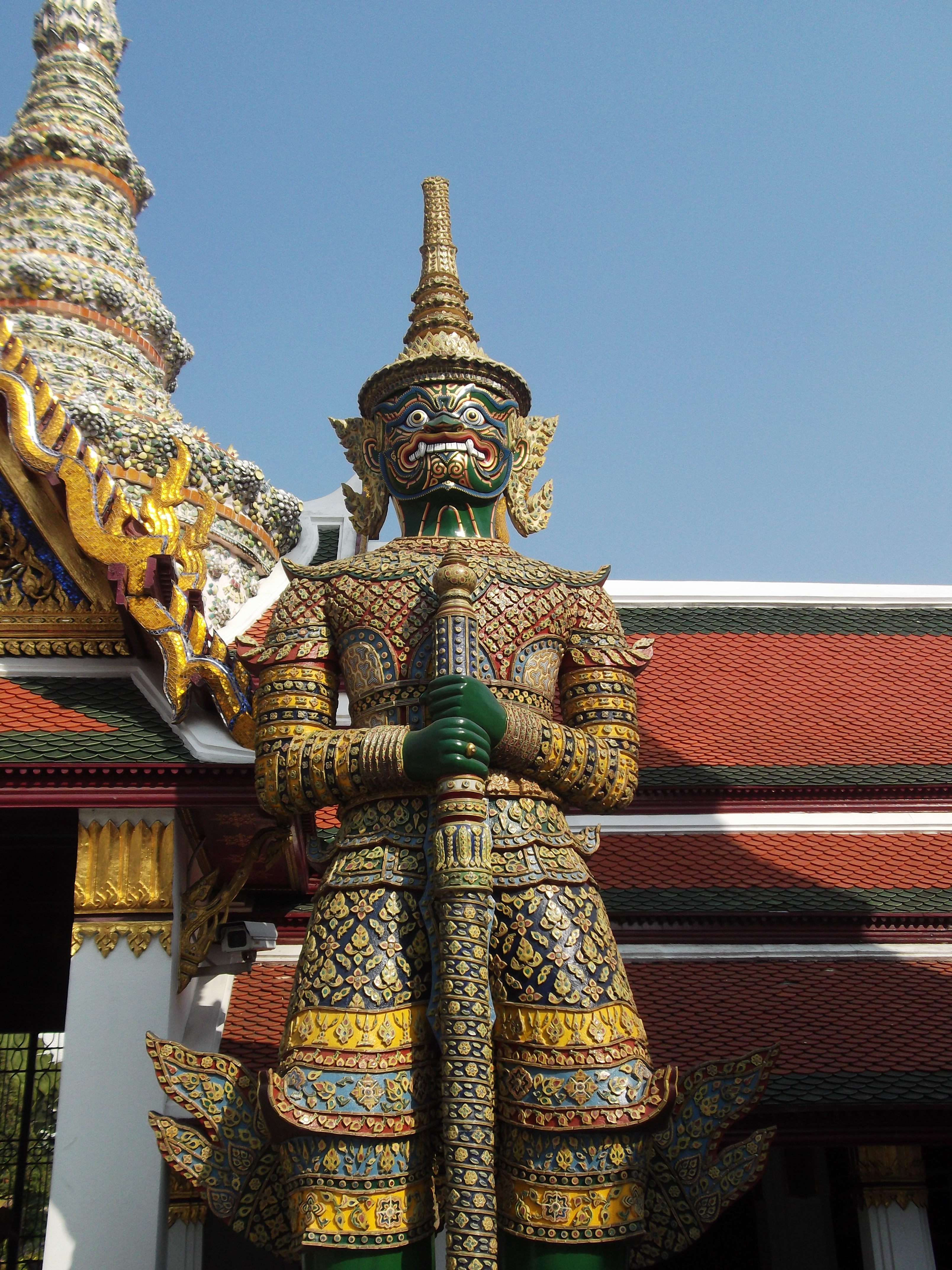
因陀羅耆特 
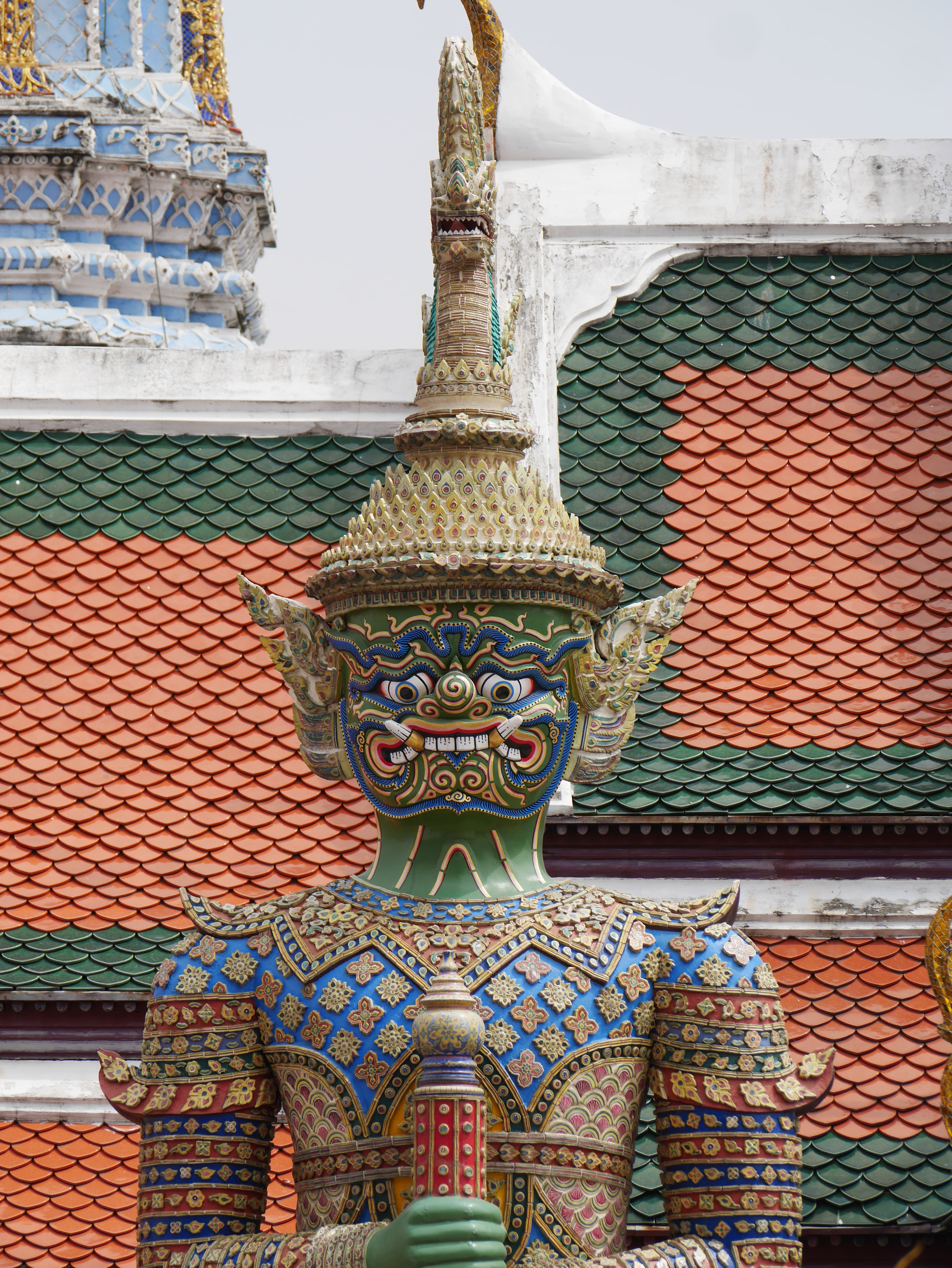
芒功甘 
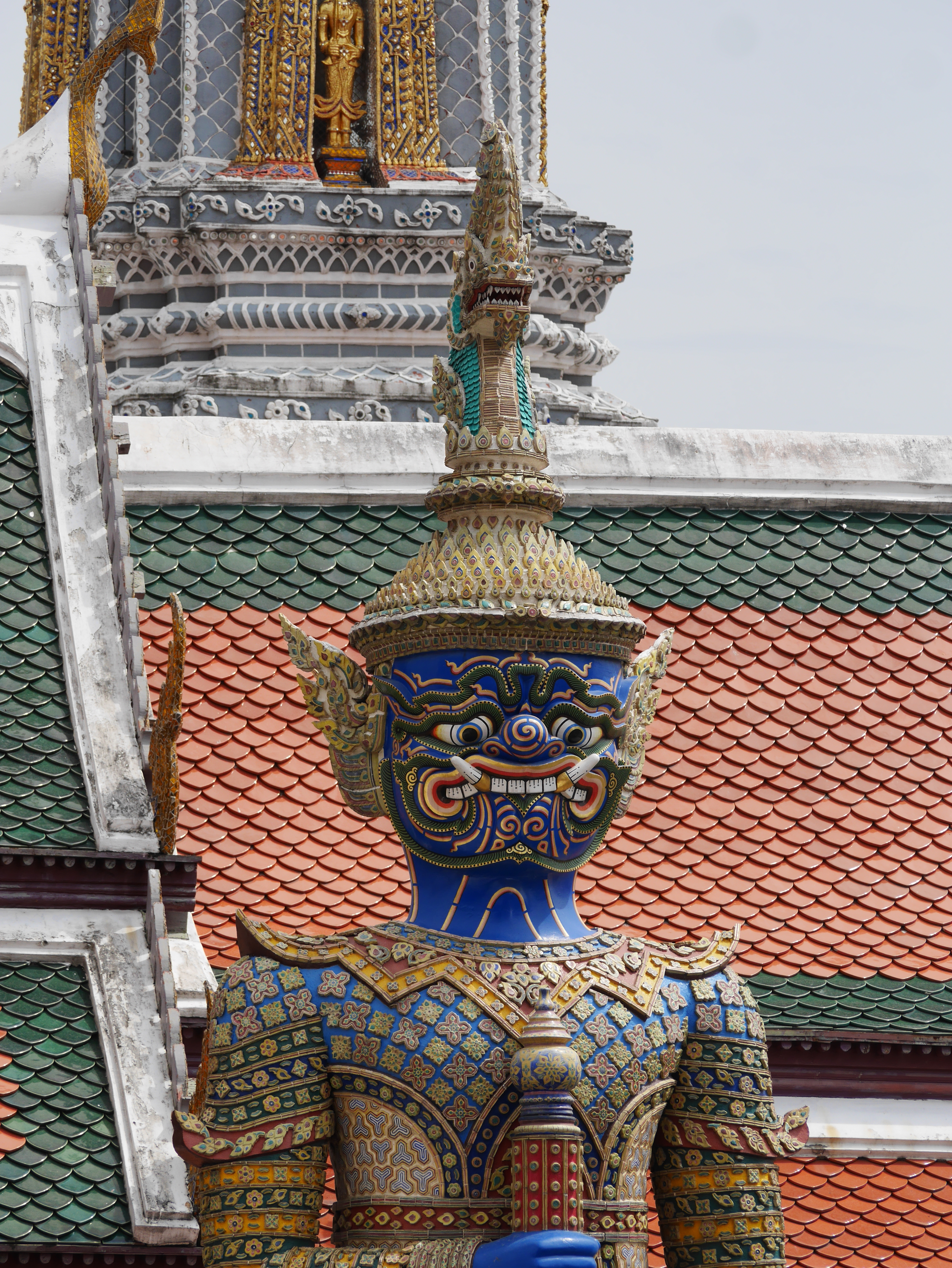
增長天 
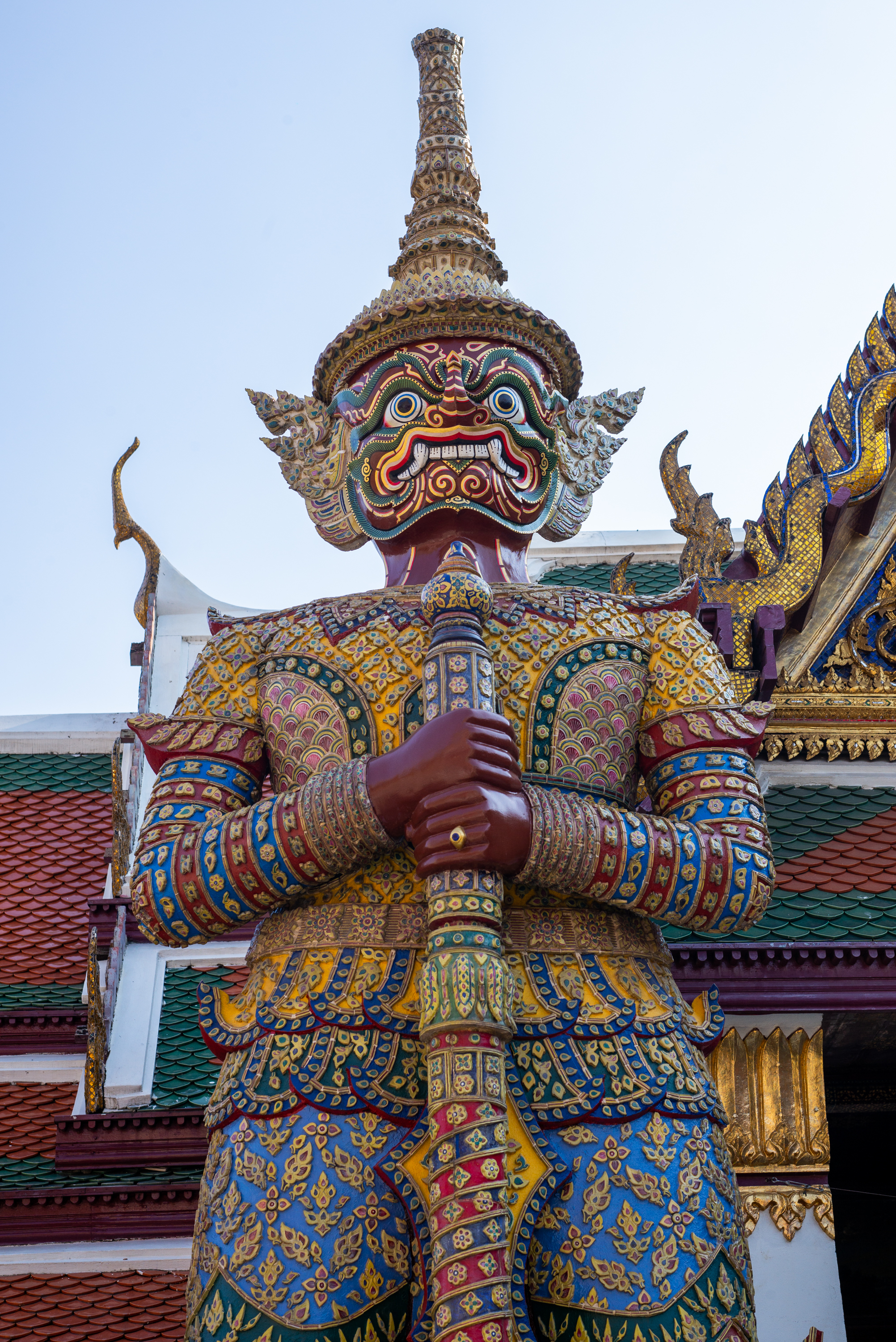
托沙基里通 
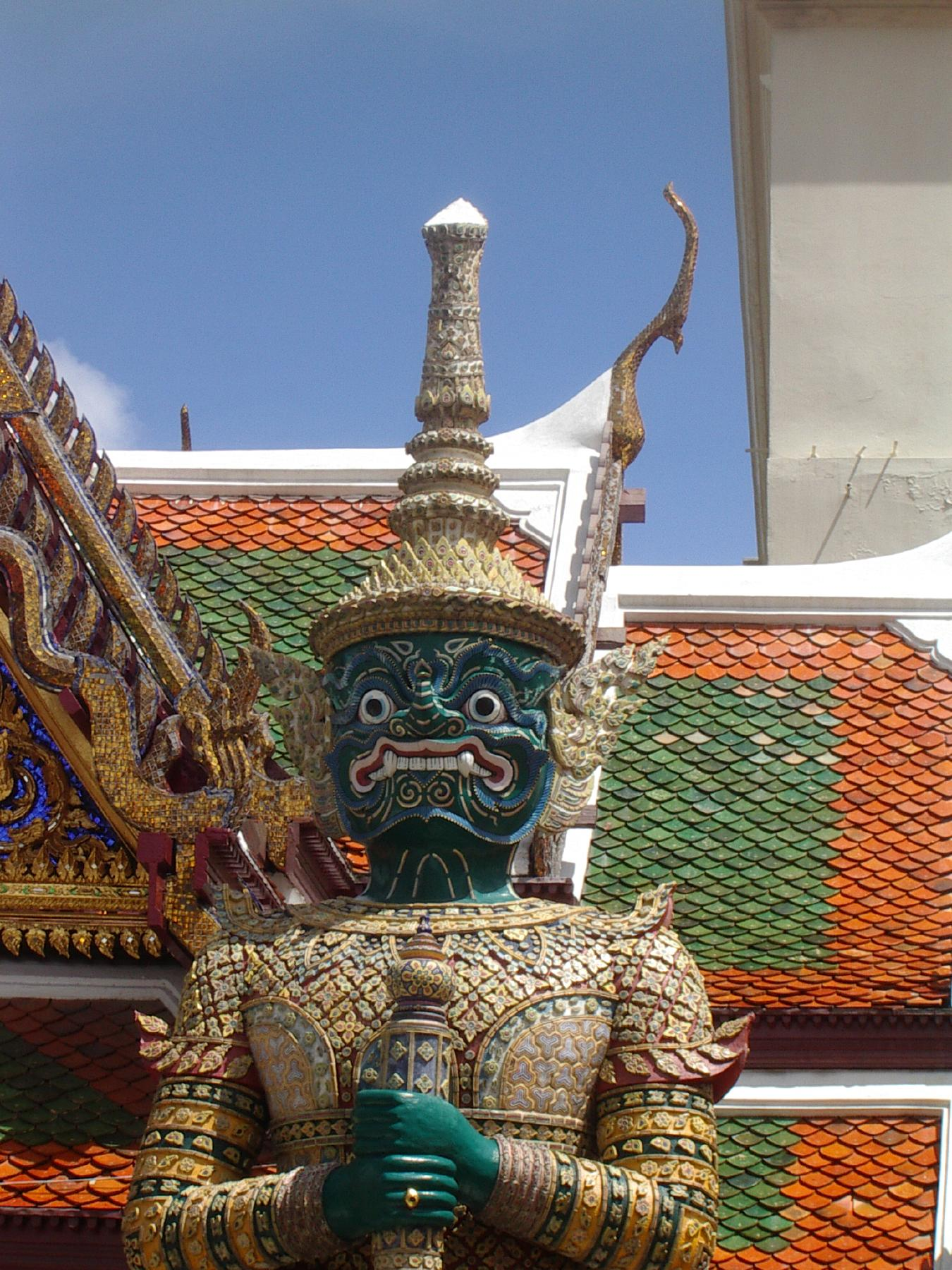
托沙基里万 

- 差甲瓦

- 阿沙甘玛叻孙

- 十面

- 沙哈沙德差

- 迈亚拉

- 威伦参邦
